# Isle of Man TT

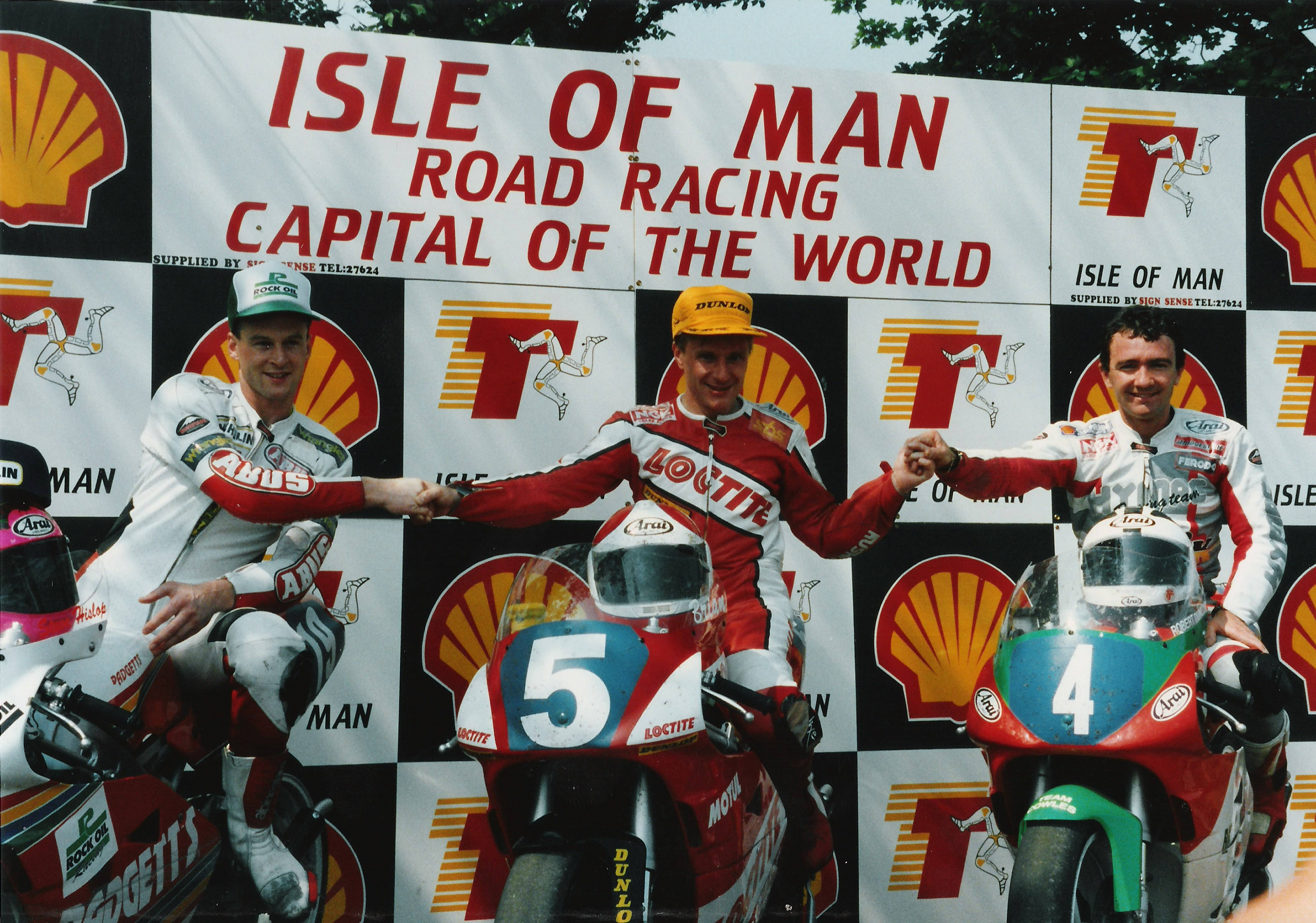
De Isle of Man TT van 1992

De Isle of Man TT (Isle of Man Tourist Trophy) is een wegrace voor motorfietsen op het eiland Man. De race wordt sinds 1907 gehouden. De Snaefell Mountain Course, het stratencircuit op de openbare wegen van het eiland, is meer dan 60 kilometer lang en voert onder meer door dorpen en over de flanken van de berg Snaefell. De vele obstakels (rotondes, trottoirbanden, stenen muren, heggen en gebouwen) maken het een gevaarlijke race. Toch was de Isle of Man TT tot in de jaren zestig een van de meest prestigieuze wedstrijden ter wereld. Van 1949 tot 1976 maakten de belangrijkste klassen van de Isle of Man TT deel uit van het wereldkampioenschap wegrace. De TT-races worden gereden als tijdritten met een interval-start. Motorcoureur Joey Dunlop won hier vaak; hij deed dat maar liefst 26 keer, maar hij werd in 2024 voorbijgestreefd door zijn neef Michael Dunlop, die in dat jaar op 29 zeges kwam.

## Ontstaan
Aan het begin van de 20e eeuw waren er in het Verenigd Koninkrijk nog geen circuits. Het racen op openbare wegen was verboden omdat men het niet zinvol vond de weinige goede wegen voor de hele bevolking af te sluiten voor het plezier van enkelen. George Somerset, 3rd baron Raglan, de gouverneur van het Eiland Man had echter een grote mate van autonomie en hij zag mogelijkheden in het organiseren van een wedstrijd op Man, met name ten voordele van de plaatselijke middenstand. Hij gaf toestemming voor de eerste wedstrijd voor auto's, de Gordon Bennett Eliminating Trial in 1904, die werd gevolgd door de Gordon Bennett Tourist Trophy car races in 1905. In 1905 werd een poging ondernomen een kwalificatiewedstrijd voor het Britse motorrijdersteam voor deelname aan de Trophée International te houden. De motorfietsen konden het circuit niet helemaal gebruiken, omdat ze de steile heuvels van de "Highroads Course" niet konden beklimmen. Het idee voor de "Tourist Trophy" van Man ontstond in een gesprek in de trein van Oostenrijk naar huis na de Trophée International van 1906, waar net als in de eerdere jaren flink gesjoemeld was met de regels. De broers Harry en Charlie Collier, de secretaris van de Auto-Cycle Union (ACU) Freddie Straight en de voorzitter van de Fédération Internationale des Clubs Motocyclistes, markies Joseph de Mouzilly Saint-Mars zonnen op een manier om op Britse grond een eerlijke race te organiseren. Alleen op het Eiland Man bood het parlement, de Tynwald, de mogelijkheid om openbare wegen af te sluiten en af te wijken van de maximumsnelheid. Om toestemming te vergemakkelijken kreeg de wedstrijd de naam "Tourist Trophy" om het toeristische karakter te benadrukken. Door de problemen die de motorrijders ondervonden op de flanken van de Snaefell zette men een korter circuit uit aan de westkant van het eiland. Deze "St John's Short Course" liep van St John's via Kirk Michael en Peel terug naar St John's.

## Isle of Man TT

### Raceformat
Al vanaf het begin kent de Isle of Man TT een interval-start. Coureurs starten een voor een (vanaf 1949 twee aan twee) met een vaste tussentijd. Pas aan het einde van de race kan dus worden vastgesteld wie er gewonnen heeft. Teams proberen wel altijd de tussentijden van de concurrentie te achterhalen en door te geven. Al in de jaren twintig had het team van BMW een telefoonverbinding met Ramsey, waardoor men de daar passerende rijders kon waarschuwen als een tegenstander sneller was of juist tot rustig rijden kon manen als de overwinning zeker was. De TT-organisatie zelf moest ook proberen al vóór het passeren van start/finish te achterhalen wie er naderde. Daarom richtte men in 1920 in Onchan een waarschuwingspost in: Signpost Corner. Daardoor konden de Manx scouts ook makkelijker en sneller het scorebord bijhouden. Vanaf Signpost Corner werden ook de teams gewaarschuwd zodat ze zich konden voorbereiden op een pitstop. Voor de coureurs betekent de interval-start dat ze altijd voluit moeten blijven rijden. Een snellere tegenstander kan tientallen seconden vóór of achter hen rijden en is dus niet in zicht. Voor het publiek is de wedstrijd alleen te volgen via de radio en omroepinstallaties.

### Raceklassen
De klasse-indeling was aanvankelijk een groot probleem. De technische ontwikkelingen gingen zo snel, dat de Fédération Internationale des Clubs Motocyclistes ze niet kon bijhouden waardoor alle organisatoren hun eigen regels moesten vaststellen. Toen het Europees kampioenschap wegrace in 1924 werd ingesteld, nam men de cilinderinhoudsklassen van de Isle of Man TT over: 250 cc zoals in de Lightweight TT, 350 cc zoals in de Junior TT en 500 cc zoals in de Senior TT. De Ultra-Lightweight TT, die 175 cc inhoud had, nam men nog niet over en die verdween ook in de TT weer snel, om pas in 1951 als 125cc-klasse terug te keren. Toen de Isle of Man TT in 1977 haar WK-status verloor, stelde men op Man weer eigen klassen samen. Daardoor was er geen enkel verband meer tussen de klassen in de TT en die van de FIM.

### Circuits
| Signpost Corner, ongeveer 6 km vóór de finish. Van hieruit werd vroeger naar de TT Grandstand geseind wie er in aantocht was |
| van Kate's Cottage naar Creg-ny-Baa                                                                                          |
| Joey Dunlop memorial bij Bungalow. Een kopie van dit beeld staat in zijn geboorteplaats Ballymoney                           |
| Het begin van het snelste deel van de Mountain Course, Sulby Straight tussen Ballaugh en Sulby                               |
| Race Marshal Shelter annex weerstation bij Brandywell                                                                        |

De Isle of Man TT werd vanaf het begin verreden op stratencircuits, die gedurende de raceweek afgesloten werden voor het verkeer. Tijdens de trainingen gebeurde dat in de beginjaren nog niet, waardoor weleens gevaarlijke situaties konden ontstaan.

#### St John's Short Course
Aanvankelijk was het de bedoeling te rijden op de Four Inch Course, een iets kortere versie van de oorspronkelijke Highroads Course, die voor autoraces werd gebruikt. Bij kwalificatietrainingen met motorfietsen in 1905 was echter gebleken dat de eenvoudige eencilinders zonder koppeling en versnellingsbak de heuvels rond de berg Snaefell niet konden beklimmen. Daarom werd een kortere route aan de westkust van het eiland Man gekozen: de St John's Short Course.

#### Snaefell Mountain Course
De machines evolueerden echter heel snel, en in 1910 werd er op de Short Course al meer dan 80 km/h gemiddeld gereden. Juist de Britse merken hadden grote ontwikkelingen doorgemaakt en die waren nu juist wel voorzien van koppelingen en versnellingen. Daarom was het vanaf 1911 gunstiger nu juist wél over de Snaefell te rijden. Het circuit kreeg nu de naam Snaefell Mountain Course.

##### Markante punten
Het 60 km lange circuit kent een groot aantal bij naam bekende markante punten. Behalve de eigen speciaal voor de TT geplaatste mijlpalen zijn er ook nog plekken langs het circuit die een lokaal gebruikelijke naam of de naam van een coureur hebben. Tussen deze markante punten liggen soms slechts enkele honderden meters. Op die manier kan het publiek via de speaker de race volgen, maar weten ook hulpverleners nauwkeurig op welke plaats ze moeten zijn. Binnen de Marshal Sectors gebruikt men ook nog extra namen om nauwkeurig aan te geven waar iets gebeurd is, zoals Cronk Aashen of Cammal Farm.

###### Boerderijen en cottages
Ook gebouwen zijn markante punten, zoals boerderijen (Ballacraine = boerderij van McCrayne) en cottages: Sarah's Cottage, de voormalige herberg van Sarah Corlett, en Kate's Cottage, de herberg van George Rhodes Tate, wiens naam door een BBC reporter verhaspeld werd tot "Kate".

###### Oorspronkelijk naam
Veel plaatsen hebben hun oorspronkelijke Manx-Gaelische namen. Ze zijn vaak genoemd naar landschapselementen, zoals grote stenen (Creg-ny-Baa = steen van de koe), heuvels (Cronk-ny-Mona = turfheuvel) en Rhencullen (hulstheuvel) en valleien: Glen Duff, Glen Helen, Glen Vine, Glenlough, Glentramman.

###### Genoemd naar coureurs
Enkele voorbeelden van naar coureurs genoemde plaatsen zijn Birkin's Bend (Archie Birkin verongelukte hier in 1927 toen hij een viskar wilde ontwijken), Doran's Bend (Bill Doran raakte hier in 1950 gewond), Handley's Corner (Wal Handley viel hier in 1932).

#### Clypse Course
In de jaren vijftig, toen de Isle of Man TT al deel uitmaakte van het wereldkampioenschap wegrace, waren ook de lichtere klassen en de zijspanklasse belangrijk geworden. Het deelnemersveld was echter klein, omdat de Britse privérijders over het algemeen zwaardere machines prefereerden. Racen op de 60 km lange Mountain Course met een klein aantal deelnemers zou het schouwspel voor het publiek bijzonder saai maken. Bovendien waren buitenlandse coureurs er niet gelukkig mee, omdat het bijna onmogelijk was een dergelijke lange baan te leren kennen. De oplossing was een korter parcours, dat wel over een groot deel van het oorspronkelijke circuit ging, de Clypse Course. Het werd echter slechts gebruikt van 1954 tot 1959.

#### Billown Circuit
Toen in 2008 de Ultra-Lightweight TT en de Lightweight TT in ere hersteld werden, zocht men weer een korter circuit. Ten zuiden van de Mountain Course, bij Castletown, lag het Billown Circuit, dat al sinds 1955 werd gebruikt voor de Southern 100 en de National Road Races Meeting. In 2008 en 2009 werd het zodoende ook door de Isle of Man TT gebruikt.

### Organisatie
In de eerste jaren werd gereden onder auspiciën van de Auto-Cycle Union, die verantwoordelijk was voor het samenstellen van het reglement. Door de snelle ontwikkelingen van de techniek aan het begin van de 20e eeuw was dat al moeilijk genoeg. Motorfietsen werden in de handel nog niet aangeduid met hun cilinderinhoud, maar met hun vermogen. De klant had de keuze tussen een- en tweecilinders, maar die laatsten waren toen nog in het nadeel. Daarom werden er in de beginjaren bijna jaarlijks reglementswijzigingen aangebracht. Op het eiland Man zelf werden marshals verzameld en hotels en "cottages" ontvingen gasten en zorgden voor eenvoudige maaltijden voor coureurs en toeschouwers. In 1922 ontstonden er kleine scheurtjes tussen de ACU en het gouvernement van Man, door de gestegen organisatiekosten. De ACU dreigde het evenement te verplaatsen naar Yorkshire of zelfs naar België, wat door de regering van Man werd beantwoord door dan de TT maar onder eigen verantwoordelijkheid te organiseren.
In 1949, toen de TT van Man deel ging uitmaken van het wereldkampioenschap, werd de FIM hoofdverantwoordelijk, maar de directe organisatie bleef bij de ACU en het gouvernement van Man liggen. Vanaf 1989 is het Isle of Man Department of Tourism and Leisure hoofdverantwoordelijk voor de organisatie en sindsdien heet het evenement officieel ook "Isle of Man TT Festival".

#### Marshals
Bij elke training en wedstrijd zijn ten minste 500 marshals nodig. In 1908 werden voor het eerst vrijwilligers opgeroepen om als marshal steun te verlenen. Toen zorgde ook het gouvernement al voor extra politie-inzet. Dat was ook nodig omdat er in 1907 veel ongelukken waren gebeurd tussen rijders, lokaal verkeer en loslopende schapen. In 1962 werd de Isle of Man TT Marshals Association Ltd. (IOMTTMA) opgericht. Zij ging doelgericht werken aan het werven en opleiden van de Marshals voor de TT en voor de Manx Grand Prix. Marshals worden opgeleid in EHBO, speciaal gericht op motorrijders (bijvoorbeeld het wel of niet afnemen van een helm), Incident Management, brandjes blussen, samenwerken met ambulances en helikopters, gebruik van radio's, verkeersregeling, wedstrijdvlaggen. Zij houden de organisatie op de hoogte van veranderende weersomstandigheden, met name de opkomende mist op de "Mountain Section".

##### Marshal Sectors
Voor toeschouwers en rijders is het volgen van de wedstrijd via de speaker redelijk eenvoudig doordat gebruik wordt gemaakt van bekende markante punten en "milestones". Voor de marshals is het circuit opgedeeld in 12 sectoren. Elke sector heeft een Chief Sector Marshal (CSM) en een aantal Deputy Sector Marhals (DSM). De CSM kan persoonlijk marshals werven voor zijn sector. Hij heeft ook inzicht in specifieke problemen die rijders in zijn sector hebben. In de eerste sectoren zijn bijvoorbeeld in ronde 1 de banden nog koud. In de sectoren 9 t/m 11 (Gooseneck - Creg-ny-Baa) kan het weer (mist en windstoten) een rol spelen. Verder zorgt hij voor ambulanceposten. Marshals hebben shelters tot hun beschikking waarin ze kunnen schuilen.

##### Travelling marshals
De Isle of Man TT kent sinds 1935 ook een klein aantal Travelling Marshals. Zij worden door de organisatie uitgerust met een snelle motorfiets en kunnen op elk moment tijdens een training of race opgeroepen worden om naar de plaats van een ongeval te rijden. De Travelling Marshal neemt ter plaatse de leiding op zich en organiseert eventueel medische hulp. Travelling Marshals leiden tijdens de eerste trainingen de nieuwelingen rond op het circuit, zowel tijdens de Isle of Man TT als tijdens de Manx Grand Prix. Tijdens wedstrijden verzamelen de travelling marshals zich bij "Travelling Marshal Stations", plaatsen langs het circuit waar ze wachten op een oproep van Race Control. Zij krijgen ook meldingen van andere marshals die bijvoorbeeld een rijder met schade aan zijn motorfiets zien. Bij het TM Station krijgt hij de "Meatball" (zwarte vlag met oranje cirkel) te zien. De Travelling Marshal inspecteert de motorfiets op schade die een gevaar kan opleveren voor de andere rijders, zoals loszittende kuipdelen. Als de stop onterecht blijkt te zijn geeft de Travelling Marshal dit door aan Race Control, die de tijd voor afremmen, stilstaan en weer optrekken zo goed mogelijk corrigeert, waardoor het de coureur geen tijd kost. Als de stop terecht blijkt wordt de coureur uit de race genomen.

##### Helikopters
In 1963 werden door het bedrijf Shell-Mex and BP fondsen vrijgemaakt voor de huur van een helikopter die een arts naar de plaats van een ongeluk kon vervoeren en eventueel ook een patiënt naar het ziekenhuis kon brengen. Deze helikopterservice werd later uitgebreid en tegenwoordig staan er helikopters bij Alpine Cottage en Keppel Gate. In het algemeen kunnen ze maximaal twee slachtoffers per helikopter binnen 20 minuten in de ziekenhuizen in Ramsey of Braddan afleveren. De helikopters voor de Isle of Man TT worden betaald door de regering van Man, de helikopters voor de Manx Grand Prix moeten door de organisatie zelf worden betaald. Daarvoor werd Gwen Crellin in 1975, na een ongeluk van Mick Bird, gevraagd een vereniging voor fondsenwerving op te zetten. Ze werd medeoprichter van de Manx Grand Prix Supporters Club die de fondsen ging werven voor het Rescue Helicopter Fund. Als er geen helikopters beschikbaar zijn of wanneer ze door slecht weer niet kunnen vliegen worden wedstrijden en trainingen stilgelegd.

## Geschiedenis

### Jaren 1900
| 1908 | - Eerste racegemiddelde boven 40 mph (Jack Marshall, Triumph eencilinder) - Eerste inzet van marshals |
| 1909 | - Eerste ronde boven 50 mph (Harry Collier, Matchless tweecilinder)                                   |

In 1907 werd besloten tot twee klassen in de TT: een- en tweecilinders. Het brandstofverbruik was beperkt, waardoor de Fransen met hun snelle, speciale racemotoren buitenspel stonden. De eencilinders waren sneller en betrouwbaarder dan de tweecilinders en daarom mochten de tweecilinders in de latere jaren een grotere cilinderinhoud hebben. Op dinsdag 28 mei 1907 duwden twee Triumph coureurs, Frank Hulbert en Jack Marshall, hun 3½ pk eencilinders aan in St John's om richting Ballacraine te rijden. Zij waren de eersten van zeventien deelnemers in de eencilinderklasse. Hun motorfietsen moesten nog geschikt zijn voor gebruik op de weg, met normale zadels, spatborden, uitlaten enz. De eerste winnaar in 1907 werd Charlie Collier, een van de eigenaren van het merk Matchless en drijvende kracht achter de Tourist Trophy.
1907

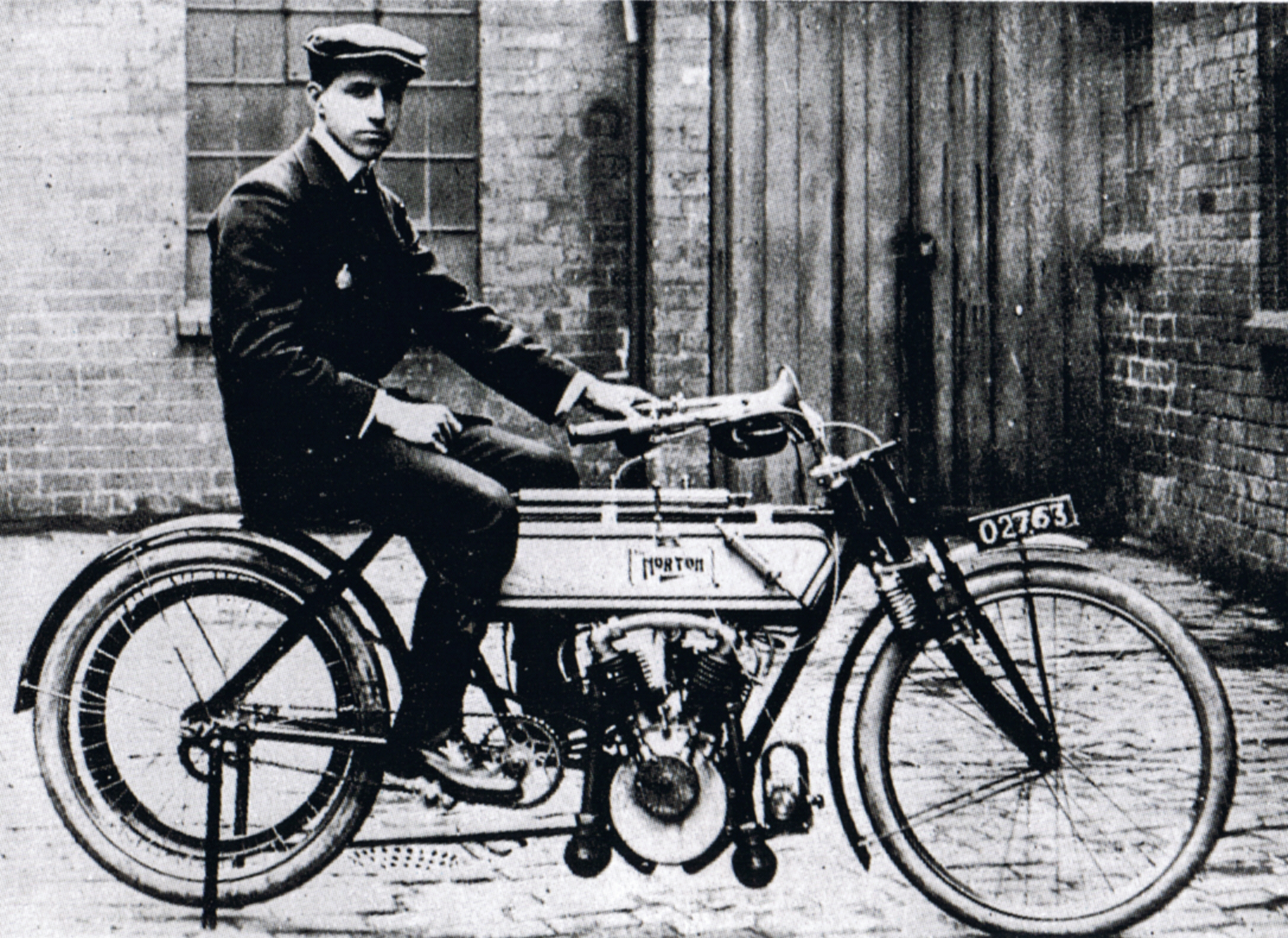
Rem Fowler

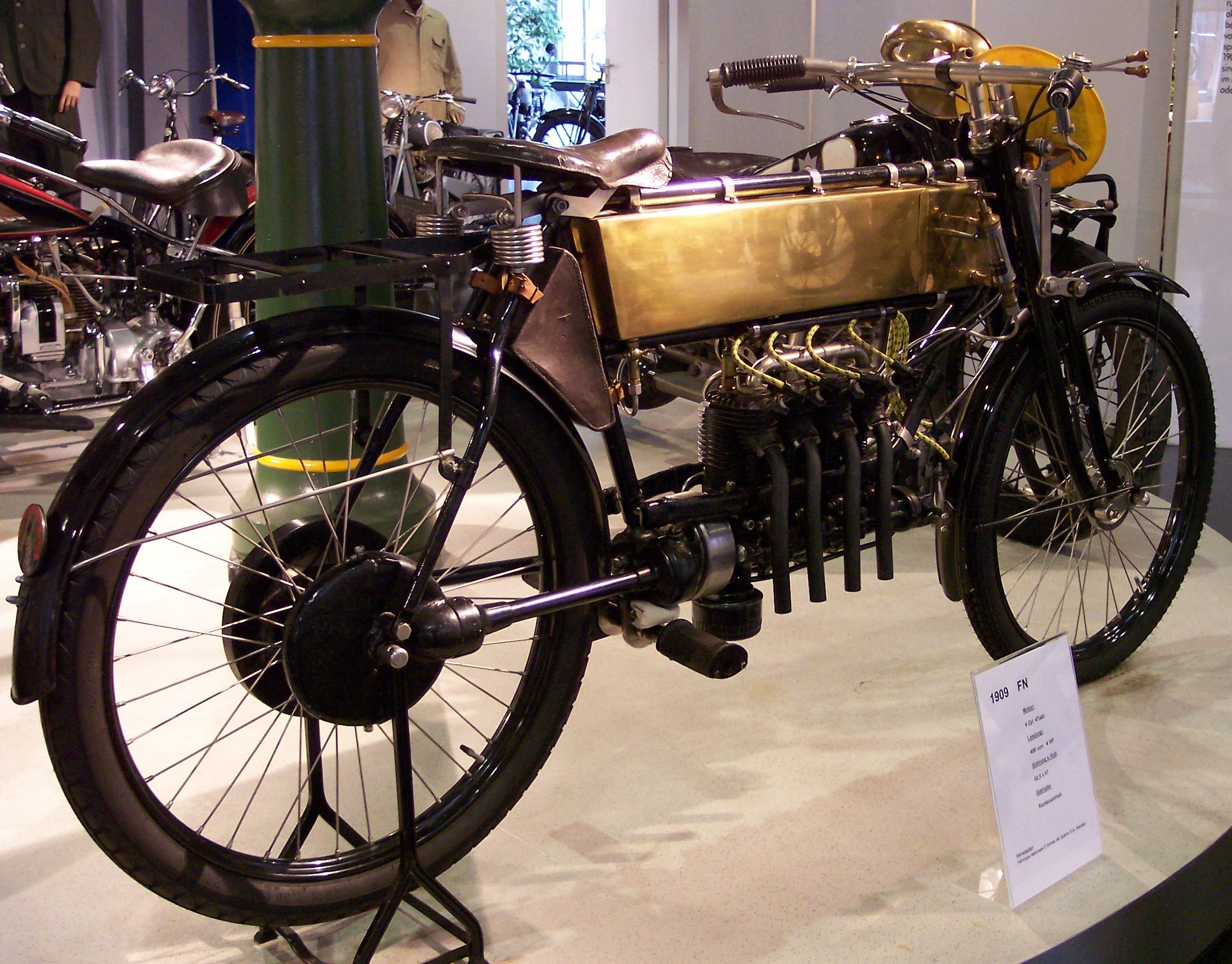
FN uit 1909

Eerste races op St John's Short Course: een- en tweecilinders. Harry Collier, (Matchless) reed de snelste ronde bij de eencilinders: 41,81 mph, maar zijn broer Charlie won. Bij Triumph protesteerde men omdat men vond dat Jack Marshall gewonnen zou hebben als hij net als Collier pedalen had gehad. Rem Fowler won bij de tweecilinders met een Norton-Peugeot. Fowler had zó veel pech met lekke banden, kapotte bougies en aandrijfriemen dat hij ermee wilde stoppen, maar hij hoorde van een toeschouwer dat hij meer dan een half uur voorsprong had op Billy Wells (Vindec). Hij was uiteindelijk meer dan 13 minuten langzamer dan de eencilinder van Collier, maar 22 minuten sneller dan Wells.
1908
In 1908 deed men een eerste poging om de veiligheid te verbeteren door de inzet van marshals. De regels voor het brandstofverbruik werden aangescherpt. Pedalen waren verboden en nu won Marshall inderdaad de eencilinderklasse vóór Charlie Collier. Marshal reed het eerste racegemiddelde boven 40 mph. Harry Reed won met een DOT de tweecilinderklasse. Hij was nog steeds negen minuten langzamer dan de eencilinders. De FN viercilinders van Ronald Clarke en W. Gurr mochten bij de tweecilinders starten.
1909
De tweecilinders waren nog steeds veel te traag en daarom werd het reglement aangepast: eencilinders van maximaal 500 cc en tweecilinders van 750 cc, maar nu reden ze wel samen als één klasse. Het brandstofverbruik was vrij en de verplichte uitlaatdempers werden afgeschaft. De gebroeders Collier zetten nu ook tweecilinders in. De twins waren nu in het voordeel: Harry Collier won vóór de Amerikaan Lee Evans met een Indian. De eerste eencilinder (Billy Newsome, Triumph) werd derde. Harry Collier reed de eerste ronde boven 50 mph gemiddeld, maar zijn racegemiddelde was 49 mph. E. Myers werd met zijn Scott toegelaten ondanks bedenkingen van de ACU, die vond dat zijn tweetaktmotor te veel voordeel zou hebben tegenover de concurrenten met hun viertakten. Myers viel echter uit.

### Jaren 1910
| 1910 | - Eerste racegemiddelde boven 50 mph (Charlie Collier, Matchless tweecilinder) |
| 1911 | - Overgang naar Mountain Course - Invoering Junior TT en Senior TT             |
| 1912 | - Eerste tweetaktoverwinning (Frank A. Applebee, Scott).                       |
| 1914 | - Valhelmen verplicht                                                          |

In 1911 kwam er een klasse-indeling naar cilinderinhoud. De Junior TT voor 350 cc motoren en de Senior TT voor 500 cc eencilinders en 585 cc tweecilinders. In dat jaar ging men ook over naar de Mountain Course. In 1912 werd geen onderscheid meer gemaakt tussen het aantal cilinders en werd de cilinderinhoud van de Junior TT vastgesteld op 350 cc en van de Senior TT op 500 cc. Na 1914 moest het racen worden onderbroken door het uitbreken van de oorlog.
1910
In 1910 nam men nieuwe veiligheidsmaatregelen: bij Ballacraine werd een houten talud gemaakt om de coureurs te beschermen tegen de scherpe stenen van een muur. Om de snelheid te drukken mochten tweecilinders nog maar 670 cc meten. Desondanks reed Harry Bowen een ronde van 53,15 mph, maar crashte uitgerekend tegen het houten "veiligheidstalud". De gebroeders Collier werden met hun tweecilinder Matchless' eerste en tweede, Billy Creyton werd met een eencilinder Triumph derde. De motorfietsindustrie was geïnteresseerd geraakt en daardoor waren er 83 inschrijvers. Zelfs NSU had als fabriek tweecilinders ingeschreven en hierdoor werd de TT voor het eerst internationaal.
1911

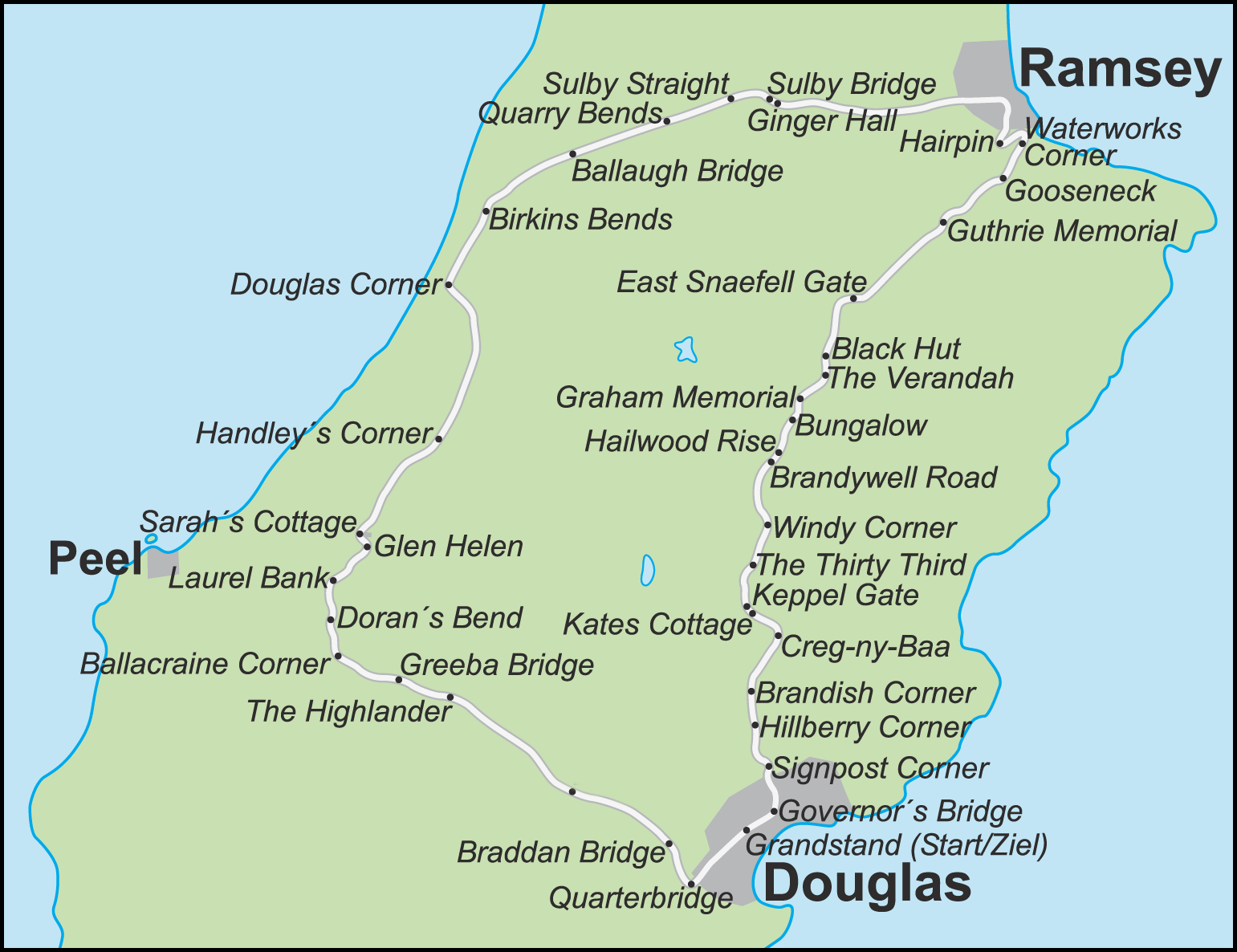
Overgang naar Mountain Course

In 1911 waren koppelingen en versnellingsbakken genoeg ontwikkeld om de overgang naar de 60 km lange Snaefell Mountain Course mogelijk te maken. Vooral de elf kilometer lange klim van Ramsey naar Bungalow leverde echter nog steeds problemen op voor de motorfietsen die nog riemaandrijving hadden. Indian en Scott hadden al versnellingen en kettingaandrijving, maar de meeste andere merken moesten snel versnellingsbakken ontwikkelen of inkopen. Bovendien werd er weer in twee klassen gereden: de Junior TT voor 300 cc eencilinders en 340 cc tweecilinders en de Senior TT voor 500 cc eencilinders en 585 cc tweecilinders. Nog meer dan op de Short Course hadden coureurs last van slechte, onverharde wegen en loslopende schapen, maar ook gesloten schaapspoorten die de weg versperden. Die konden zelfs in de ene ronde open- en in de volgende gesloten zijn. De start was op Quarterbridge Road in Douglas, maar er waren benzinedepots bij Braddan en Ramsey. Victor Surridge verongelukte tijdens de training bij Glen Helen en werd het eerste slachtoffer van de TT. De Junior TT werd gewonnen door Percy Evans met een Humber, vóór Harry Collier (Matchless) en Harold Cox (Forward), de Senior TT door Oliver Godfrey (Indian). Ook de tweede en de derde plaats waren voor Indian, met C.B. Franklin en A.J. Moorhouse.
| 1911 | 1. | Victor Surridge |
| 1913 | 2. | Frank Bateman   |
| 1914 | 3. | Frank Walker    |

1912
Een aantal fabrikanten boycotten de TT vanwege het verongelukken van Victor Surridge. Omdat de raceweken steeds drukker werden ging ook de bevolking zich roeren, want wegen werden afgesloten en schaapspoorten moesten geopend worden. De onverharde wegen werden ook niet beter van de vele trainingen en de wedstrijden. De Junior en de Senior TT kregen hun vaste cilinderinhouden: 350- en 500 cc, ongeacht het aantal cilinders. Omdat de Junior TT in de regen werd gereden, hadden de machines van Douglas een voordeel: hun kettingen slipten niet door en dat deden de aandrijfriemen van veel andere merken wel. Daardoor won Harry Bashall de Junior TT vóór zijn teamgenoot E. Kickham. Harold Cox werd met zijn Forward opnieuw derde. De Scott tweetaktmotor was zijn tijd ver vooruit en Frank A. Applebee won de Senior met ruime voorsprong op J.R. Haswell (Triumph) en Harry Collier (Matchless).
1913
De bezwaren van de fabrikanten waren kennelijk over, want er kwamen 147 deelnemers aan de start in 1913. Tommy Loughborough was voorzitter van de ACU geworden en hij maakte de races nog zwaarder. De Junior TT reed eerst twee ronden en de Senior drie. Twee dagen later reden beide klassen samen nog eens vier ronden. De Junior TT werd gewonnen door Hugh Mason (NUT) en de Senior TT door Tim Wood (Scott).
1914

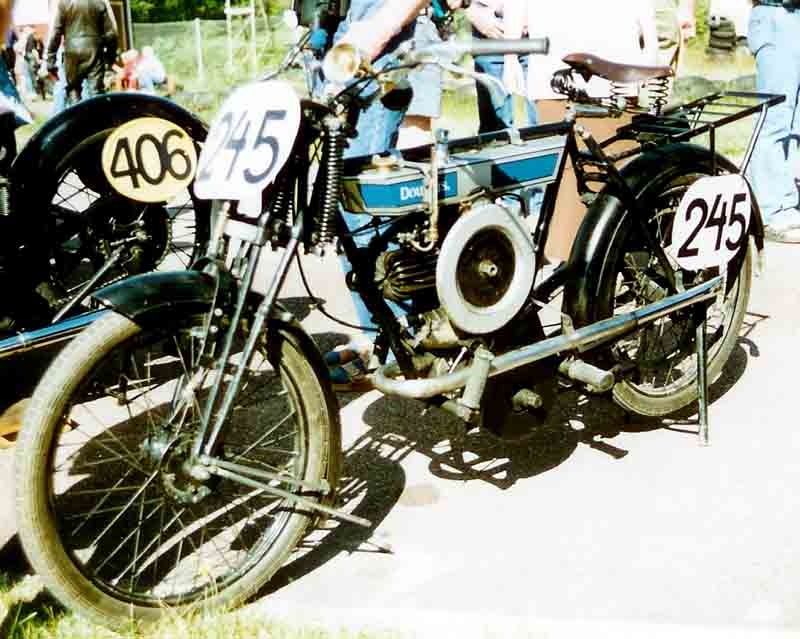
Douglas uit 1914

Na twee dodelijke ongevallen werden valhelmen verplicht. De startlijn werd verplaatst naar de top van Bray Hill. De Junior race werd overschaduwd door de dood van Frank Walker, die twee keer aan de leiding gereden had, maar na de finish tegen een houten hek bij St Ninian's Crossroads reed. Het hek was daar juist geplaatst om aan te geven dat de race over was, maar Walker's zicht erop werd hem waarschijnlijk ontnomen door de toeschouwers. Hij werd postuum derde. De Junior werd gewonnen door Eric Williams met een AJS, de Senior door Cyril Pullin met een Rudge.
1915 – 1919
Vanwege de Eerste Wereldoorlog werd er geen TT verreden.

### Jaren 1920
| 1920 | - Lightweight Class toegevoegd aan Junior TT - Eerste ronde boven 50 mph in de Junior TT (Eric Williams, AJS) |
| 1921 | - Junior machine wint Senior race (Howard R. Davies, AJS) |
| 1922 | - Lightweight TT krijgt eigen status. - Eerste ronde boven 50 mph met een 250 cc motorfiets (Wal Handley, OK Supreme). - Eerste wedstrijd van start tot finish geleid door één coureur (Alec Bennett in de Senior TT)    |
| 1923 | - Eerste Sidecar TT |
| 1924 | - Eerste Ultra-Lightweight TT - Eerste ronde boven 60 mph in de Junior TT (Jimmie Simpson, AJS) - Eerste racegemiddelde boven 60 mph (Alec Bennett, Norton in de Senior TT)                                              |
| 1925 | - Eerste coureur wint twee wedstrijden in één week (Wal Handley Rex-ACME, Junior TT en Ultra-Lightweight TT) |
| 1926 | - Eerste racegemiddelde boven 60 mph in de Lightweight TT (Paddy Johnston, Cotton) - Eerste ronde boven 70 mph (Jimmie Simpson, AJS in de Senior TT) - Sidecar TT en Ultra-Lightweight TT afgeschaft - Methanol verboden |
| 1929 | - Eerste racegemiddelde in Senior TT boven 70 mph (Charlie Dodson, Sunbeam) |

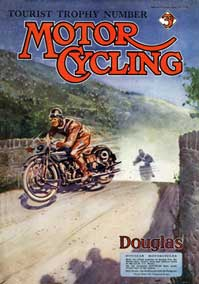
Voorpagina van het magazine Motor-Cycling uit 1926 met een Douglas tijdens de Isle of Man TT.

De 250cc-klasse werd in 1920 toegevoegd in de 350 cc Junior TT. De Mountain Course werd verlengd tot haar huidige lengte doordat men bij Cronk-ny-Mona linksaf ging waardoor Signpost Corner, Bedstead Corner, The Nook en Governor's Bridge in het parcours werden opgenomen. In 1922 kreeg ze haar eigen status als Lightweight TT. De grote Britse merken hadden er niet veel belangstelling voor, waardoor minder sterke merken als Cotton, Excelsior, Levis, New Gerrard, New Imperial, OK Supreme en Rex-ACME goed konden scoren. Hoewel zijspannen in het Verenigd Koninkrijk al vanaf het begin populair waren en dat ook altijd zijn gebleven, was de Sidecar TT dat niet. In 1923 en 1924 werd ze verreden, maar dit tegen de zin van de fabrikanten, die vonden dat hun motorfietsen wellicht niet sterk genoeg waren om in races met zijspannen ingezet te worden. De Ultra-Lightweight TT werd aanvankelijk als 175cc-klasse verreden in 1924 en 1925, maar daarna weer afgeschaft. De TT kreeg meer belangstelling van teams van het vasteland. In 1926 kwam Pietro Ghersi al met een Moto Guzzi Monoalbero 250 aan de start, maar hij werd gediskwalificeerd. In 1927 pakte Luigi Arcangeli een tweede plaats met de Moto Guzzi. Steeds meer buitenlandse merken verschenen en boekten succes.
1920
De Junior TT kende slechts 23 deelnemers, en daarbij waren ook nog eens vier motorfietsen die in de nieuwe Lightweight Class uitkwamen. Zij mochten maximaal 250 cc meten en reden mee met de 350's. Niet onverdienstelijk, want Ronald Clarke had met zijn Levis zelfs kunnen winnen, als hij niet bij Keppel Gate gevallen was. Hij werd uiteindelijk vierde, maar eerste in zijn klasse. De Junior TT werd gewonnen door Cyril Williams met een AJS, de Senior TT werd gewonnen door Tommy de la Hay met een Sunbeam.
1921
In 1921 waren er weer 133 deelnemers. Hoewel Howard Davies met zijn 350 cc AJS de Senior had gewonnen, werd hij in zijn "eigen" klasse verslagen door zijn teamgenoot Eric Williams. De Lightweight klasse reed nog steeds ín de Junior TT. Doug Prentice (New Imperial) won ze en werd 10e overall.
1922
De ACU en de regering van Man hadden wat onenigheid vanwege de hoge organisatiekosten, maar legden dat weer bij. Om de hoge snelheden te ontmoedigen kreeg de 250cc-klasse haar eigen race, de Lightweight TT. Daar werd echter al in de eerste race de 50 mph-barrière doorbroken door Wal Handley. De journalist Geoff Davison won de eerste Lightweight TT met een tweetakt-Levis. Tom Sheard won de Junior TT en zorgde daarmee voor veel positieve invloed op de organisatie én de bevolking van het eiland Man. Hij was een Manxman en zorgde voor de eerste "thuisoverwinning" op het eiland. Stanley Woods debuteerde in deze wedstrijd, stak bij een pitstop zichzelf en zijn Cotton in brand maar werd toch nog vijfde. Alec Bennett (Sunbeam) werd in de Senior TT de eerste coureur die een race van begin tot eind leidde.
1923
Tegen de zin van de fabrikanten werd er in 1923 voor het eerst met zijspannen geracet. Freddie Dixon had een goede week. Hij was al derde in de Senior TT geworden, maar won de allereerste Sidecar TT met bakkenist Walter Perry. Ze gebruikten een Douglas met een meebewegend zijspan. De Senior TT werd onder zeer slechte weersomstandigheden gereden. Dat was gunstig voor Tom Sheard, die op het eiland geboren en getogen was. Hij won met een vernieuwde Douglas. De Junior TT werd gewonnen door Stanley Woods (Cotton), de Lightweight TT door Jack Porter (New Gerrard).
| 1923 | 4. | J. Veasey     |
| 1927 | 5. | Archie Birkin |
| 1927 | 6. | John Cooke    |
| 1929 | 7. | Cecil Ashby   |
| 1929 | 8. | Doug Lamb     |

1924
In een poging meer "normale" gebruiksmotorfietsen op de baan te krijgen stelde de ACU de 175 cc Ultra-Lightweight TT in. De Lightweight TT startte slechts vijf minuten vóór de Senior TT. Dat veroorzaakte grote problemen, de snelle Senior-rijders kwamen in file achter de lichtere machines te zitten en moesten wachten om te kunnen inhalen. De familie Twemlow had een goede week: Eddie won de Lightweight TT en Kenneth won de Junior TT. Wal Handley bleef maar pech hebben. In 1923 had hij al races geleid en was steeds uitgevallen, en dat overkwam hem in 1924 weer in de Ultra-Lightweight en in de Lightweight. Jimmie Simpson reed in de Junior TT een nieuwe recordronde van meer dan 60 mph, maar viel uit. De eerste drie in de Senior TT (Alec Bennett, Harry Langman en Freddie Dixon) reden gemiddeld sneller dan 60 mph. De Sidecar TT werd gewonnen door George Tucker met een Norton. De Ultra-Lightweight TT werd gewonnen door Jack Porter met een New Gerrard.
1925
In 1925 keerden de kansen voor Wal Handley eindelijk. Hij werd zelfs de eerste coureur die twee wedstrijden in één week won, de Junior TT en de Ultra-Lightweight TT. In die laatste wedstrijd waren er slechts zeven inschrijvers. Howard R. Davies had succes met zijn zelfgebouwde HRD's: tweede in de Junior TT en eerste in de Senior TT. Len Parker en K.J. Horstman wonnen de Sidecar TT met een Douglas, de Lightweight TT werd gewonnen door Eddie Twemlow met een New Imperial.
1926

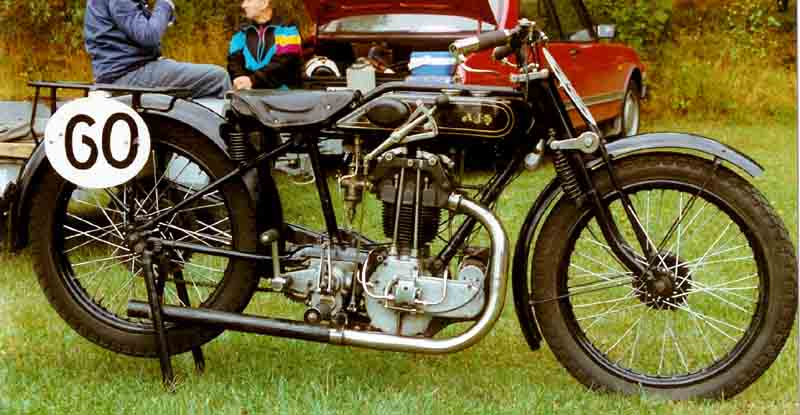
AJS G6 "Big Port" uit 1926

In 1926 verdwenen twee klassen: de Ultra-Lightweight door te weinig interesse en de Sidecar TT omdat de fabrikanten er nog steeds tegen waren. De Snaefell Mountain Course was sterk verbeterd en zelfs de "Mountain Section" was inmiddels verhard. Methanol werd verboden en er moest worden gereden met handelsbenzine. De Isle of Man TT was internationaal belangrijk geworden en Bianchi, Garelli en Moto Guzzi kwamen voor het eerst naar het eiland Man. Nog niet met veel succes: Bianchi-rijders Mario Ghersi en Luigi Arcangeli werden dertiende en veertiende in de Junior TT, die werd gewonnen door Alec Bennett met een Velocette KSS. Pietro Ghersi (Moto Guzzi) werd gediskwalificeerd in de Lightweight TT, wat leidde tot "the Guzzi incident". Paddy Johnston won die race met een Cotton, maar ook de andere podiumplaatsen waren voor Cotton, met F. Morgan en W. Colgan. Stanley Woods won de Senior TT met een Norton.
1927
Hoewel de races min of meer normaal verliepen, vormde 1927 toch een mijlpaal in de TT-geschiedenis. Norton verscheen met een sterk fabrieksteam dat was uitgerust met de nieuwe CS1 met bovenliggende nokkenas en de Italianen boekten hun eerste succes: Luigi Arcangeli werd met de Moto Guzzi Monoalbero 250 tweede in de Lightweight TT. Archie Birkin, een debutant en een van de weinige coureurs die met een McEvoy racete, verongelukte tijdens de training bij Rhencullen toen hij probeerde een viskar te ontwijken. De bocht waar het gebeurde kreeg zijn naam: Birkin's Bend. Freddie Dixon, inmiddels fabrieksrijder voor Howard R. Davies, won met een HRD de Junior TT. De Lightweight TT werd gewonnen door Wal Handley met een Rex-ACME en de Senior TT door Alec Bennet met de nieuwe Norton.
1928

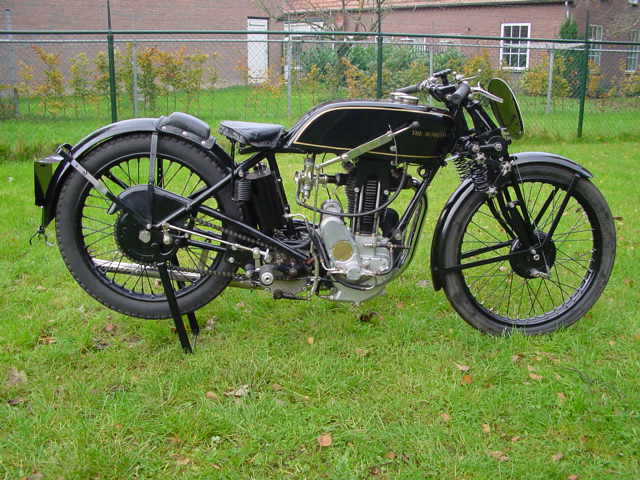
Sunbeam M90 racer uit 1928

Na de dood van Birkin in 1927 werd besloten de wegen op het eiland Man ook tijdens trainingen af te sluiten voor het verkeer. Alec Bennett werd de meest succesvolle coureur op Man toen hij tijdens de Junior TT zijn vijfde overwinning pakte. Hij deed dat met de nog vrij nieuwe Velocette KSS Mk I. De Senior TT werd onder slechte omstandigheden gereden. Veel coureurs stopten onderweg vanwege de hevige regen en dichte mist, juist na een lange periode van droogte. De winnende tijd van Charlie Dodson was dan ook de langzaamste sinds vijf jaar. Frank Longman won de Lightweight TT met een OK Supreme. Opmerkelijk was dat er geen enkele Italiaanse machine meer te bekennen was. De Italiaanse merken werden gesteund door de Partito Nazionale Fascista, die in die tijd haar aandacht verlegde naar de autoraces.
1929

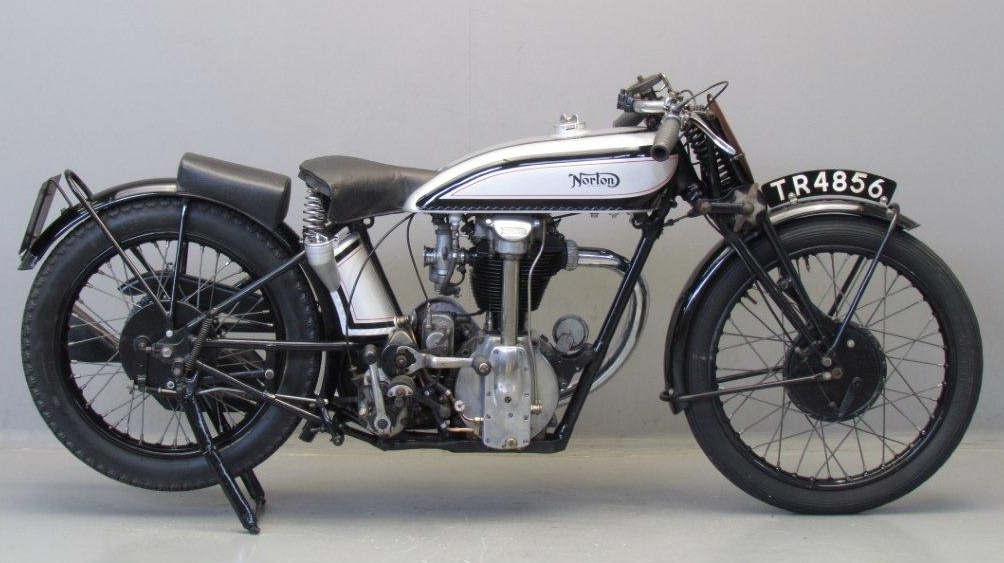
Norton CS1 uit 1929

Velocette bleef de Junior TT domineren, nu de KSS was doorontwikkeld tot de KTT. Freddie Hicks won er in 1929 mee. Pietro Ghersi, in 1926 nog gediskwalificeerd, had bij Moto Guzzi moeten zeuren om een Monoalbero 250 los te krijgen. Hij leidde de Lightweight TT 5½ ronde lang, maar viel uit met motorproblemen. Syd Crabtree won de Lightweight TT met een Excelsior. Henry Tyrell-Smith reed een heroïsche race nadat hij, leidend in de Senior TT, in de derde ronde was gevallen bij Glen Helen. Hij werd opgelapt in het Glen Helen Hotel, reed een geweldige inhaalrace en werd met zijn Rudge Ulster derde. Hij had drie gebroken ribben,waarmee hij nog 3½ ronde (ca. 200 km) gereden had. Charlie Dodson en Alec Bennett werden met hun Sunbeams eerste en tweede.

### Jaren 1930
| 1930 | - Eerste verslag van de BBC. - Eerste racegemiddelde in Junior TT boven 70 mph (Henry Tyrell-Smith, Ernie Nott en Graham Walker met Rudge Ulsters en D. Hall met een Velocette KTT) - Eerste coureur die alle drie de TT klassen ooit gewonnen had (Wal Handley) |
| 1931 | - Eerste ronde boven 80 mph (Jimmie Simpson, Norton in de Senior TT) |
| 1933 | - Eerste racegemiddelde boven 80 mph (Stanley Woods, Norton) in de Senior TT - Eerste coureur met een totaal van zes overwinningen (Stanley Woods) |
| 1935 | - Eerste inzet van travelling marshals |
| 1937 | - Eerste ronde boven 90 mph (Freddie Frith, Norton) in de Senior TT |
| 1938 | - Eerste ronde boven 80 mph in de Lightweight TT (Ewald Kluge, DKW) |
| 1939 | - Guthrie's Memorial opgericht |

In de jaren dertig werd de TT internationaal veel belangrijker, en merken van het continent kwamen in toenemende mate naar het eiland Man. Toch ging de strijd aanvankelijk nog tussen de Britse merken, vooral Rudge en Norton, maar in 1935 werd de orde verstoord door Stanley Woods, die met Moto Guzzi's de Lightweight en de Senior TT won. De 250 cc Lightweight TT, nooit een belangrijke klasse voor de Britten, viel tegen het einde van het decennium ten prooi aan meer rijders van het vasteland: Omobono Tenni in 1937 en Ewald Kluge in 1938. De Senior TT werd in 1939 met gemak gewonnen door BMW dat gebruikmaakte van de nieuwe compressortechniek, waar de Britten zich nog niet serieus mee hadden beziggehouden.
1930
De Rudge Ulster was de te kloppen racer geworden. Rudge domineerde de Junior- en de Senior TT. De TT was nu echt een internationale wedstrijd geworden, met deelnemers uit 19 landen, die deels werden aangetrokken door het in dat jaar verhoogde prijzengeld. Voor het eerst deed de BBC verslag van een deel van de Senior TT. Wal Handley had een FN besteld, maar toen die niet arriveerde leende hij een Rudge van Jim Whalley en daarmee won hij de Senior TT. De Italiaanse merken bleven nog steeds weg, maar Achille Varzi startte in de Junior TT met een Sunbeam, maar werd slechts twaalfde. Het hele podium van de Junior TT bestond uit Rudge Ulsters: Henry Tyrell-Smith, Ernie Nott en Graham Walker. De Lightweight TT werd gewonnen door Jimmy Guthrie met een AJS.
| 1931 | 09. | Freddie Hicks  |
| 1933 | 10. | Frank Longman  |
| 1934 | 11. | Syd Crabtree   |
| 1935 | 12. | J.A. MacDonald |
| 1935 | 13. | Doug Pirie     |
| 1938 | 14. | Jack Moore     |
| 1939 | 15. | Karl Gall      |

1931
Na het succes van Rudge in 1930 sloeg Norton hard terug. De machines waren verbeterd en er was een sterk team samengesteld: Stanley Woods, Tim Hunt, Jimmie Simpson en Jimmy Guthrie. Simpson, die in 1924 als eerste sneller dan 60 mph en in 1925 als eerste sneller dan 70 mph had gereden, bracht het ronderecord nu boven 80 mph. Hunt won de Junior én de Senior TT. Rudge won met Graham Walker wel de Lightweight TT met de nieuwe 250cc-versie van de Rudge Ulster. Het aantal deelnemende buitenlandse merken werd steeds groter, met FN, Husqvarna, La Mondiale, Motosacoche en NSU. Freddie Hicks, winnaar van de Junior TT van 1929, verongelukte bij Union Mills.
1932
In 1932 bekeek prins George (de latere koning George V) de wedstrijden vanaf de tribune bij Creg-ny-Baa. Rudge had de handschoen opgepakt maar Norton won alle podiumplaatsen in de Senior TT, die werd gewonnen door Stanley Woods. In de Junior moest Stanley Woods hard knokken tegen de Rudge-coureurs Wal Handley en Henry Tyrell-Smith, maar Woods wist toch te winnen. Rudge stond nog met lege handen en hoopte op de Lightweight, maar daar werd Graham Walker verrassend verslagen door de outsider Leo Davenport met een New Imperial.
1933

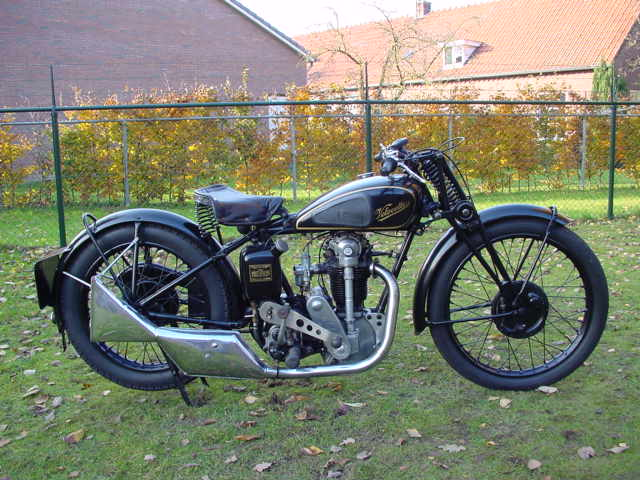
Velocette KSS 350cc-racer uit 1933

Norton was in dit jaar niet te houden. Het pakte zowel in de Junior- als de Senior TT de eerste drie plaatsen, met overwinningen van Stanley Woods in beide klassen, die zijn totaal daarmee op zes bracht. Rudge had de strijd opgegeven. Het zette alleen Ernie Nott in de Senior in, maar hij werd slechts vijfde, bijna acht minuten achter Woods. De Lightweight TT werd gewonnen door Sid Gleave met een Excelsior.
1934
Jimmie Simpson had besloten na 1934 te stoppen, met of zonder TT-overwinning. Die kreeg hij wel, hij won de Lightweight TT met een Rudge, maar hij werd met Nortons ook nog eens tweede in de Junior- én in de Senior TT. Voor Rudge was de Lightweight een succes, want Ernie Nott en Graham Walker werden tweede en derde. Voor de zware klassen waren Woods en Nott overgestapt naar het Zweedse Husqvarna. Nott werd derde in de Junior TT. In de Senior viel Nott al snel uit, maar Woods vocht hard met de latere winnaar Jimmy Guthrie (Norton) en Jimmie Simpson tot hij zonder benzine kwam te staan. Walter Rusk reed pas zijn tweede Senior TT, maar hij werd derde met een Velocette. De Senior TT werd ook gewonnen door Jimmy Guthrie, eveneens met een Norton. Syd Crabtree, deelnemer sinds 1922 en winnaar van de Lightweight TT van 1929, verongelukte bij Stonebreakers Hut.
1935
In 1935 werd voor het eerst gebruikgemaakt van Travelling Marshals. Door op buitenlandse machines aan te treden maakte Stanley Woods zich niet populair bij het Britse publiek. In 1934 was hij al naar Husqvarna gegaan, maar in 1935 reed hij voor Moto Guzzi, juist in de tijd dat de spanning tussen het Verenigd Koninkrijk en het regime van Benito Mussolini te snijden was. Hij bracht Omobono Tenni mee naar Man. In de Lightweight TT hield Tenni, totaal onbekend met het 60 km lange parcours, lang stand kort achter Woods. Hij werd echter verrast door een mistbank en viel. Woods won de Lightweight TT en met een Bicilindrica 500 ook de Senior TT. Dat laatste gebeurde door een geniaal stukje tactiek van het Guzzi-team. Jimmy Guthrie startte een half uur vóór Woods en het Norton team kon dus de vorderingen van Woods moeilijk volgen. Men dacht dat Woods nog moest tanken in de laatste ronde, en Guthrie kreeg bij Ramsey het sein het rustig aan te doen, want hij was die laatste ronde al met 26 seconden voorsprong begonnen. Woods reed echter de pit voorbij en Norton had geen kans meer om Guthrie te waarschuwen. Woods reed de snelste ronde ooit terwijl Guthrie rustig naar de streep toerde. Woods reed 26 minuten en 10 seconden over de laatste ronde met een gemiddelde van 86,53 mph (139,26 km/h). Hij won met vier seconden voorsprong op Guthrie. Het Norton team won met Jimmy Guthrie de Junior TT, maar Moto Guzzi had grote indruk gemaakt, ook Omobono Tenni.
1936
Door het uitbreken van de Tweede Italiaans-Ethiopische Oorlog moest Stanley Woods Moto Guzzi wel de rug toekeren. Velocette bouwde op zijn aanwijzingen de KTT Mk VI in 350- en 500cc-uitvoering. In de Junior viel hij uit, maar in de Senior werd hij tweede achter Jimmie Guthrie (Norton). Controversieel was de vijfde plaats van Jimmy Guthrie in de Junior TT. Hij was bij Hillberry Corner gestopt om zijn ketting te vervangen, maar in de volgende ronde werd hij bij Ramsey uit de wedstrijd gehaald omdat hij hulp van buitenaf zou hebben gehad. Guthrie reed kwaad door, maar had wel veel tijd verloren. Hij finishte als vijfde. Na de wedstrijd gaf de organisatie toe dat ze fout had gehandeld. Guthrie mocht het prijzengeld voor de tweede plaats incasseren, maar werd geklasseerd als vijfde. Het Norton-team had daar vrede mee, omdat men op die manier de teamprijs kreeg. Guthrie nam wraak in de Senior TT, na een geweldige strijd met Woods wist hij die te winnen. In de Lightweight vocht Woods op een gillende DKW tweetakt drie ronden lang een gevecht uit met Bob Foster op een New Imperial. Toen haalde Foster hem in en uiteindelijk gaf de DKW van Woods de geest. Toch deed DKW het niet slecht: Arthur Geiss werd derde. De Junior TT werd gewonnen door Freddie Frith met een Norton.
1937

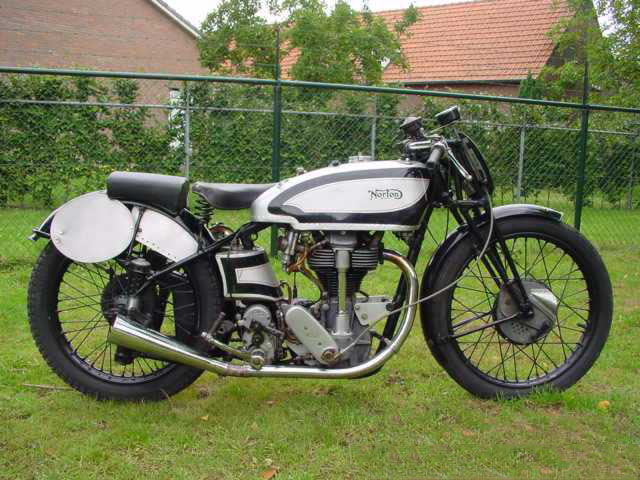
Norton International uit 1937

De Britse merken begonnen het moeilijk te krijgen. Na de aanvallen van Moto Guzzi, Husqvarna en DKW kwam nu ook BMW naar het eiland Man. Norton wist de Junior (Jimmie Guthrie) en de Senior (Freddie Frith) nog te winnen, maar de Lightweight TT werd voor het eerst door een Italiaan gewonnen: Omobono Tenni met de Moto Guzzi Monoalbero 250.
1938
Stanley Woods en Ted Mellors bleven het Norton moeilijk maken met hun speciaal gebouwde Velocette KTT's. In de Junior TT werden ze zelfs eerste en tweede, maar de Senior werd gewonnen door Harold Daniell met een Norton die een recordronde van 91 mph reed. Dit record zou twaalf jaar blijven staan. Moto Guzzi concentreerde zich al op de oorlogsproductie en kwam niet naar het eiland. Daardoor werd het voor Ewald Kluge makkelijker om met zijn DKW de Lightweight TT te winnen met elf minuten voorsprong op de Excelsior van Ginger Wood. BMW-rijder Karl Gall werd tijdens de training bewusteloos in een sloot bij Gooseneck gevonden en kon niet deelnemen.
1939

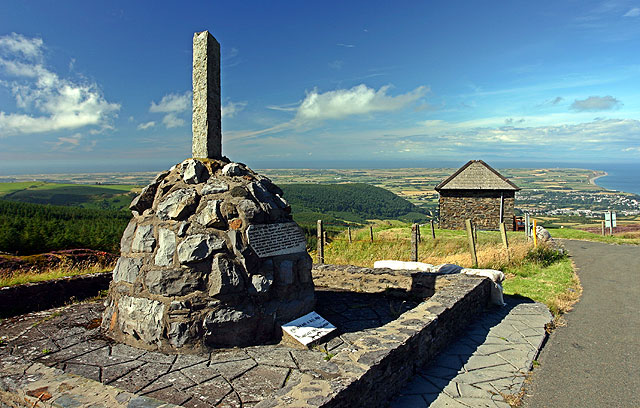
Guthrie's Memorial opgericht

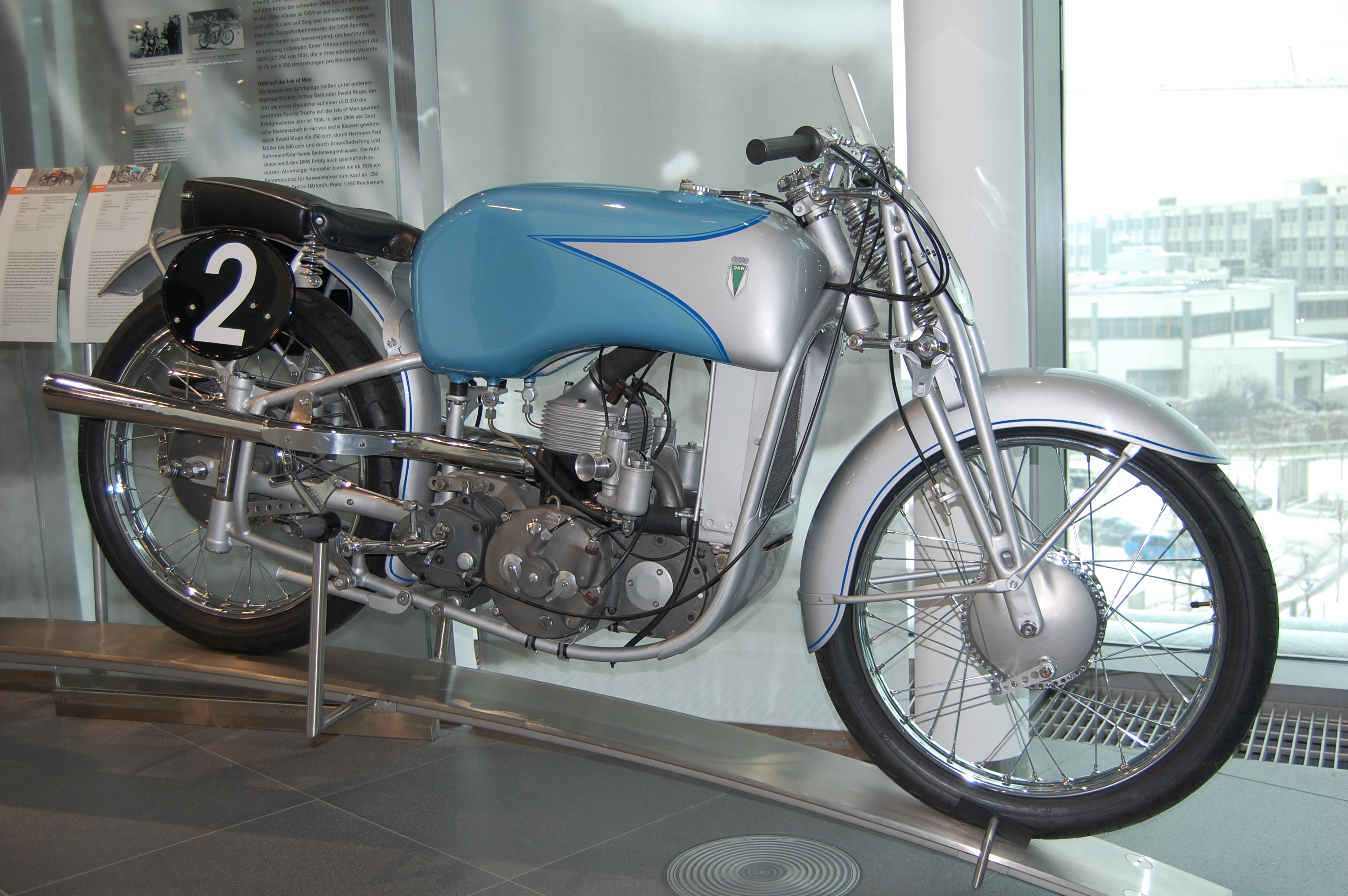
DKW US 250 met compressor uit 1939

Vlak vóór het uitbreken van de Tweede Wereldoorlog zorgde Duitsland voor een uitgebreid team bij de TT van Man. DKW, BMW en NSU verschenen met fabrieksteams, terwijl Norton juist niet meer deelnam omdat men daar ook al oorlogsproductie draaide. Stanley Woods won in de Junior zijn (achteraf laatste) TT met een Velocette. De Lightweight TT werd in slecht weer verreden en kende een verrassende winnaar: Ted Mellors met een Benelli. BMW had voor de Senior TT Jock West (verkoopdirecteur in het Verenigd Koninkrijk), Karl Gall en Schorsch Meier gestuurd. Gall crashte hard tijdens de training en overleed elf dagen later (op 13 juni) in het ziekenhuis van Ramsey. Op 16 juni won Schorsch Meier de Senior, vóór West. Ze reden de BMW RS 500 met compressor, een techniek waar de Italianen en de Duitsers veel verder mee waren dan de Britten.

### Jaren 1940
| 1947 | - Clubmans Junior TT, Clubmans Senior TT en Clubmans Lightweight TT ingevoerd |
| 1949 | - Wereldkampioenschap wegrace ingevoerd - Clubmans 1000 cc TT ingevoerd       |

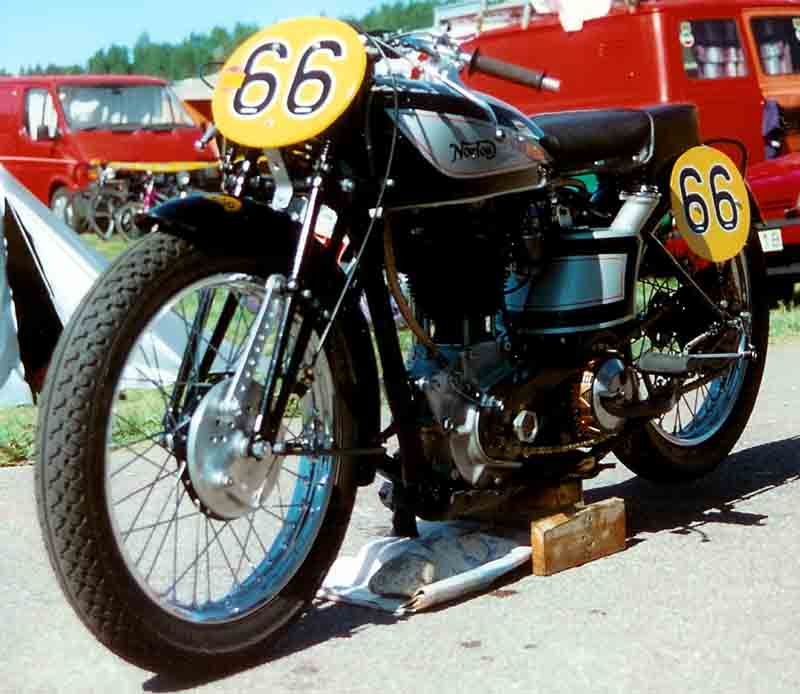
Norton CS 500 uit 1947

In 1946 was de Manx Grand Prix al verreden, maar die vond dan ook in het najaar plaats. Het voorjaar was nog te vroeg voor de Isle of Man TT, door gebrek aan benzine, geschikte motorolie en natuurrubber. Daardoor werd de TT pas in 1947 weer georganiseerd. De ACU introduceerde toen ook de "Clubmans" klassen voor privérijders op clubman motoren die vrijwel standaard moesten zijn, compleet met verlichting en kickstarters en zonder megafoonuitlaten. De Clubmans klassen (Clubmans Junior, Clubmans Lightweight en Clubmans Senior TT) reden tegelijk, hoewel de Lightweight slechts drie ronden reed en de andere klassen vier. In 1949 werd ook de Clubmans 1000 cc TT toegevoegd. In 1949 startte het wereldkampioenschap wegrace, en de openingsraces vonden plaats tijdens de Isle of Man TT.
1940 – 1945
Geen races door de Tweede Wereldoorlog
1946
Niet verreden in verband met benzinedistributie
1947
Na de oorlog duurde het tot 1947 eer er weer een TT werd gereden, door het tekort aan benzine en rubber. Men gebruikte laag octaan merkloze "Pool" benzine, verstrekt door de Petroleum (Pool) Board. Daardoor bleven de snelheden nog laag. De Duitsers waren uitgesloten van internationale wedstrijden, maar de Italianen niet: Moto Guzzi domineerde de Lightweight TT met Manliff Barrington en Maurice Cann. Velocette pakte de eerste vier plaatsen in de Junior TT met Bob Foster, David Whithworth, J.A. Weddell en Peter Goodman. Norton had geen concurrentie in de Senior TT nadat Freddie Frith geblesseerd was geraakt tijdens de training en zijn Moto Guzzi Bicilindrica 500 moest laten staan. Harold Daniell won vóór zijn teamgenoot Artie Bell.
| 1948 | 16. | Johan Erik van Tilburg  |
| 1948 | 17. | Thomas Bryant           |
| 1948 | 18. | Neil ("Noel") Christmas |
| 1949 | 19. | Ben Drinkwater          |

1948

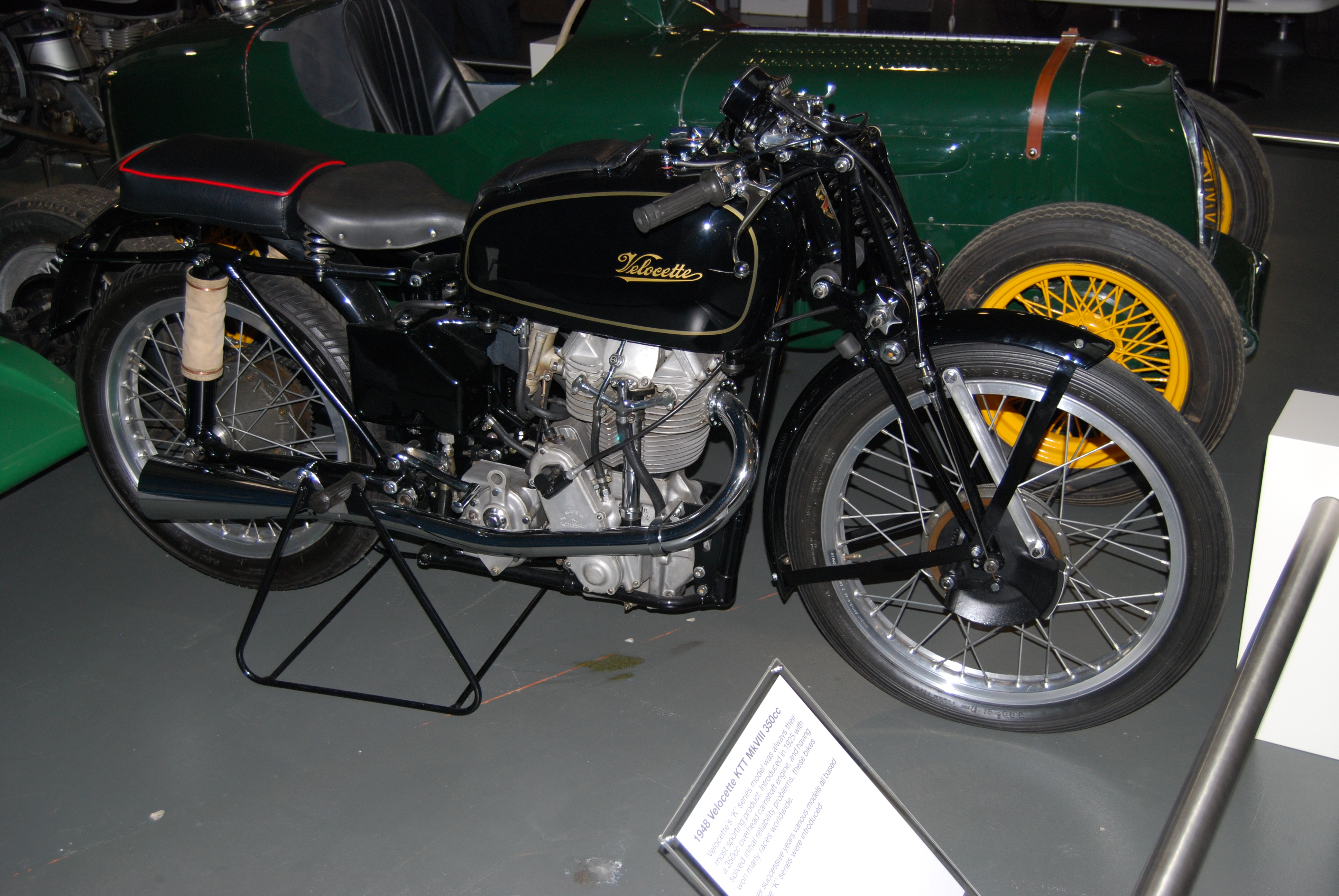
Velocette KTT uit 1948

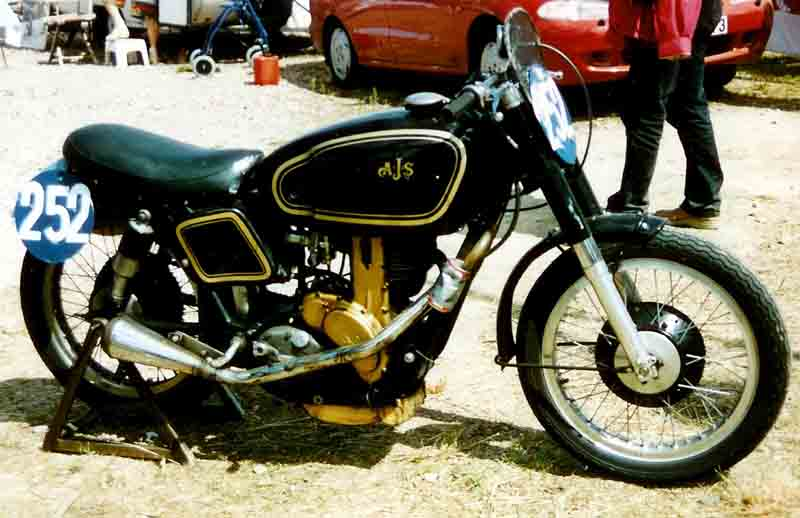
AJS 7R uit 1948

In 1948 stond er na de kwalificatietrainingen van de Senior TT geen enkele Norton bij de eerste zes. De snelsten waren de Moto Guzzi's van Omobono Tenni en Ernie Lyons. Lyons viel al in de eerste ronde bij Bungalow, maar Tenni leidde lang vóór de nieuwe Triumph T100GP's van Bob Foster en Ken Bills. De kop wisselde herhaaldelijk omdat Tenni een lange pitstop moest maken en bij Union Mills reparaties moest uitvoeren. Uiteindelijk won Artie Bell met de Norton vóór zijn teamgenoten Bill Doran en Jock Weddell. De Lightweight TT begon voor het eerst sinds 24 jaar weer met een massastart en leek weer een makkelijke prooi voor Moto Guzzi te worden. Uiteindelijk vielen 19 van de 25 deelnemers uit, waaronder Manliff Barrington. Maurice Cann won met zijn Moto Guzzi. Door de vele uitvallers had hij bijna tien minuten voorsprong. De Junior TT werd gewonnen door Velocette, met Freddie Frith op de eerste en Bob Foster op de tweede plaats.
1949
In 1949 vormde de Isle of Man TT de openingswedstrijd van het eerste wereldkampioenschap. Voor de klassen maakte dat geen verschil, men kende de 250 cc Lightweight, de 350 cc Junior en de 500 cc Senior TT. De 125cc-klasse en de zijspanklasse reden hun eerste wedstrijd pas in juli in Bremgarten (Zwitserland). De buitenlandse teams bleven nog bijna allemaal weg. De Duitsers waren nog steeds uitgesloten van deelname en de Italianen hadden na de dood van Omobono Tenni in 1948 niemand meer die het circuit kende. Alleen Moto Guzzi stuurde een 500cc-machine voor Bob Foster. Voor de Lightweight TT kwam Enrico Lorenzetti over, maar Guzzi huurde vooral mensen met circuitkennis in: Manliff Barrington, Dickie Dale, E.R. Thomas en Tommy Wood. Benelli stuurde Dario Ambrosini, maar Gilera en MV Agusta bleven thuis. In de eerste ronden van de Senior TT was het spannend tussen Foster en de nieuwe AJS E90 Porcupines van Les Graham en Ted Frend. Frend en Foster vielen uit en in de laatste ronde moest Graham vanaf Hillberry Corner duwen waardoor hij tiende werd. Graham had bij het ingaan van de laatste ronde 1½ minuut voorsprong gehad. Uiteindelijk won Harold Daniell met een Norton Manx. Velocette won met Freddie Frith en Ernie Lyons de Junior TT, die ook al door Graham met een AJS 7R was geleid tot hij uitviel. Moto Guzzi (Barrington) won de Lightweight TT en in de Clubmans Senior TT debuteerde én won een jong talent: Geoff Duke.

### Jaren 1950
| 1951 | - Clubmans 1000 cc TT en Clubmans Lightweight TT afgeschaft - Ultra-Lightweight TT ingevoerd - Eerste ronde boven 90 mph in de Junior TT (Geoff Duke, Norton Manx)                                                                      |
| 1952 | - Eerste racegemiddelde boven 90 mph in de Junior TT (Geoff Duke, Norton Manx) |
| 1953 | - Clubmans 1000 cc TT weer ingevoerd |
| 1954 | - Clypse Course in gebruik genomen voor Sidecar TT en Ultra-Lightweight TT - Clubmans 1000 cc TT weer afgeschaft - Eerste vrouwelijke deelnemer (Inge Stoll in de Sidecar TT)                                                           |
| 1955 | - Eerste overwinning van een buitenlandse machine in de Junior TT (Bill Lomas, Moto Guzzi Monocilindrica 350) - Voor het eerst wint geen enkele Britse machine een professionele TT-race - Lightweight TT verplaatst naar Clypse Course |
| 1957 | - Golden Jubilee TT - Eerste ronde boven 100 mph (Bob McIntyre, Gilera 500 4C in de Senior TT) - Clubmans Junior TT en Clubmans Senior TT afgeschaft                                                                                    |
| 1959 | - Introductie 350 Formula One TT en 500 Formula One TT - Eerste Japanse deelname (Honda in de Ultra-Lightweight TT) - Eerste ronde boven 80 mph in de Lightweight TT (Tarquinio Provini en Carlo Ubbiali, MV Agusta)                    |

Hoewel de Italiaanse merken het wereldkampioenschap wegrace al snel beheersten, bleven ze lang weg van het eiland Man, bij gebrek aan coureurs die het lange circuit kenden. Nu de TT meedraaide in het wereldkampioenschap wegrace moest er ook een 125cc-klasse komen, en dat werd in 1951 de Ultra-Lightweight TT. Het was echter de enige klasse die geen moment door Britse motorfietsen beheerst kon worden. Omdat ook de zijspanklasse een plaats had gevonden in het wereldkampioenschap, werd ze in 1954 opnieuw ingevoerd, maar men reed op de korte Clypse Course, waar ook de Ultra-Lightweight TT naartoe verhuisde. In 1959 bedacht men twee nieuwe klassen, de 350 Formula One TT en de 500 Formula One TT. Die bestonden uit "toonbankmotoren" waardoor de snelle Italiaanse racemotoren buitenspel stonden en de Britten toch nog wat te winnen hadden. In tegenstelling tot de "Clubmans" reden er geen amateurs rond, maar Britse topcoureurs en vooral ook veel jonge rijders die nog "groot" zouden worden, zoals Mike Hailwood, Tom Phillis, Jim Redman en Bob Anderson.
1950
Duke had in 1949 ook de 350- en 500cc-klassen van de Manx Grand Prix gewonnen en kreeg een contract bij Norton. Hij kreeg de Norton Manx met het nieuwe Featherbed frame. Mede omdat de Italiaanse merken in de zware klassen nog steeds wegbleven kon Norton de overwinning in de Junior- en de Senior TT niet ontgaan. Artie Bell won de Junior vóór Duke en in de Senior was het omgekeerd. De Lightweight TT ging tussen Dario Ambrosini (Benelli) en Maurice Cann (Moto Guzzi). Ambrosini won met slechts 0,2 seconden voorsprong.
1951

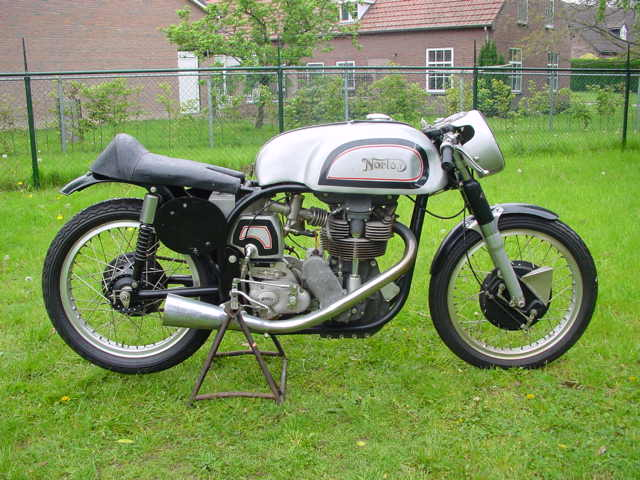
Norton Manx

In dit jaar kwam de 125cc-klasse naar Man. Ze werd als Ultra-Lightweight TT toegevoegd aan het programma, maar daarvoor moesten wel twee amateurklassen (Clubmans 1000 en Clubmans Lightweight) verdwijnen. De nieuwe klasse was meteen een succes, en werd gedomineerd door FB Mondial. Cromie McCandless won vóór zijn teamgenoten Carlo Ubbiali, Gianni Leoni en Nello Pagani. De snelste niet-Mondial rijder was Juan Soler Bultó, vijfde met een Montesa met bijna elf minuten achterstand. MV Agusta had voormalig wereldkampioen Les Graham ingehuurd voor de Ultra-Lightweight en de Senior TT, maar hij viel in beide wedstrijden uit. Voor de Lightweight TT had Velocette een speciale 250cc-machine met dubbele bovenliggende nokkenassen gebouwd, maar dat mocht niet baten: Tommy Wood (Moto Guzzi) won vóór Dario Ambrosini (Benelli). Arthur Wheeler werd met de Velocette slechts vijfde. In de Senior reed Geoff Duke (Norton Manx) de eerste ronde van meer dan 90 mph gemiddeld, en hij haalde als racegemiddelde die mijlpaal net niet: 89,9 mph. Duke won ook de Senior. Daarin waren de eerste veertien plaatsen voor Norton, op een na: Bill Doran, de vervanger van Les Graham, werd met de AJS E90 tweede. Een negatieve mijlpaal was het dodental in 1951: vijf.
1952
In 1952 interesseerden de Italianen zich nog steeds alleen voor de lichte klassen. Alleen MV Agusta stuurde één 500 cc viercilinder voor Les Graham, die er tweede mee werd in de Senior TT. Geoff Duke viel uit en Reg Armstrong won met de Norton Manx. Armstrong had wel geluk: zijn primaire ketting brak óp de finishlijn. Duke won de Junior vóór Armstrong. In de lichte klassen bleven de Italiaanse merken wel favoriet. In de Lightweight TT waren de eerste drie plaatsen voor Moto Guzzi: Fergus Anderson, Enrico Lorenzetti en Syd Lawton. In de Ultra-Lightweight won Cecil Sandford met de MV Agusta 125 Bialbero.
1953

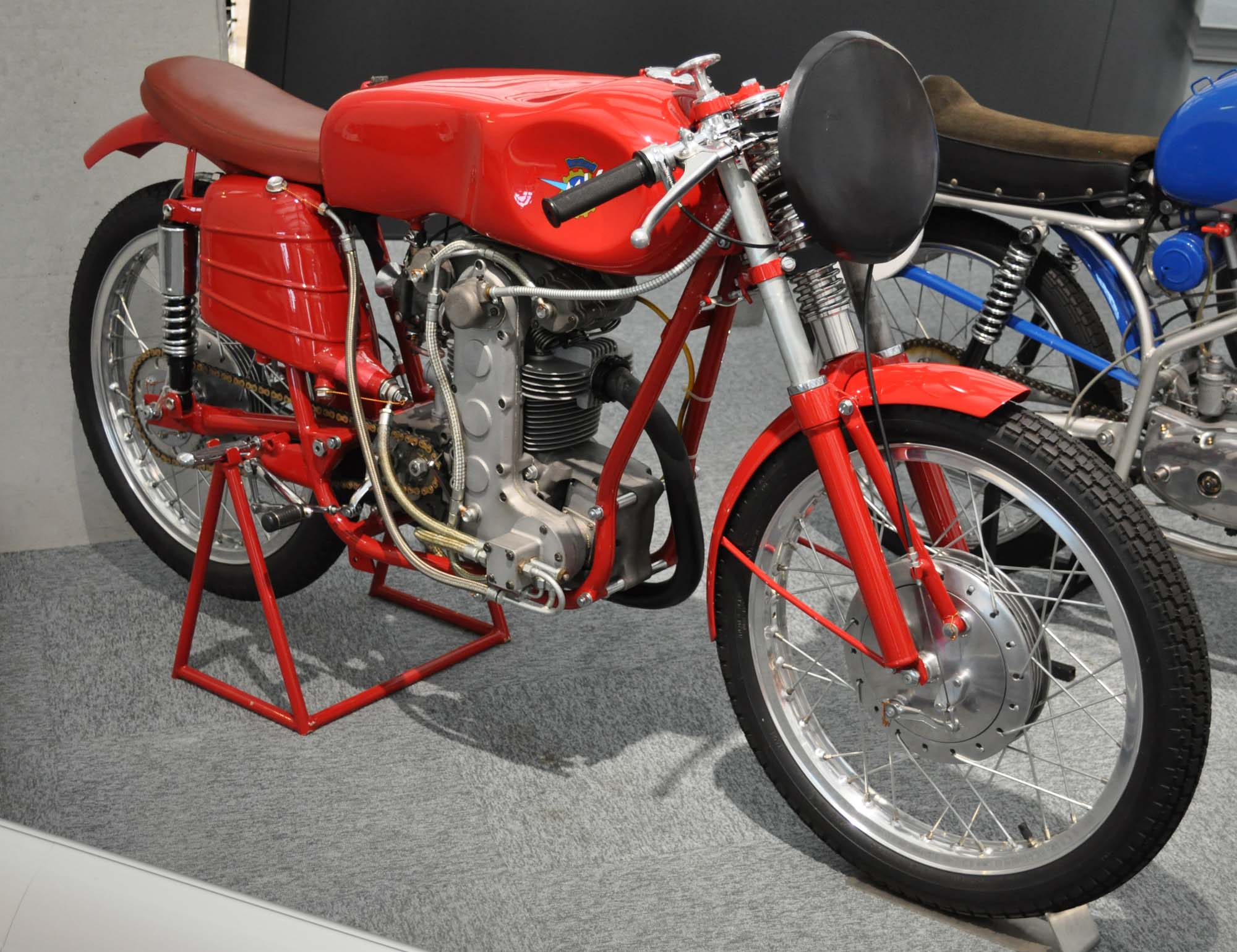
MV Agusta 125 Bialbero

Les Graham stelde zijn eerste TT-zege veilig in de Ultra-Lightweight TT door met de MV Agusta te winnen vóór Werner Haas met de NSU Rennfox. De volgende dag crashte hij met de MV Agusta 500 4C aan de voet van Bray Hill en was op slag dood. Geoff Duke en Reg Armstrong waren inmiddels weggekocht door Gilera, dat geen 350 cc team had. Ray Amm won met de Norton Manx zowel de Junior- als de Senior TT. In de Lightweight TT was Werner Haas met de NSU Rennmax ook sterk, maar toch ging de winst naar Fergus Anderson met de Moto Guzzi Gambalunghino.
1954
De Clubmans 1000 cc TT werd definitief afgeschaft. Het was nooit een interessante klasse geweest, uitsluitend gevuld met Vincent-HRD machines en met een bijzonder klein startveld. De Britse merken begonnen hun greep op de wegrace te verliezen. De Duitse merken deden sinds 1952 weer mee en de Italianen beseften dat ze om de wereldtitel zeker te stellen ook naar het eiland Man moesten komen, zelfs al moesten ze daar sterke Britse coureurs voor inhuren. De zijspanklasse werd aan het programma toegevoegd, maar daarvoor werd een nieuw circuit uitgetekend, de 17 km lange Clypse Course. Daar verhuisde ook de Ultra-Lightweight TT naartoe. Het weer speelde een belangrijke rol, door de regen moesten wedstrijden worden ingekort of uitgesteld. De Clypse Course werd een groot succes, hoewel er in de Ultra-Lightweight maar tien rijders finishten. Door het korte circuit kon het publiek ze tien keer langs zien komen. Rupert Hollaus (NSU Rennfox) en Carlo Ubbiali (MV Agusta 125 Bialbero) leverden een fel gevecht, dat door Hollaus werd gewonnen. NSU was ook succesvol in de Lightweight TT. De eerste vier plaatsen waren voor Werner Haas, Rupert Hollaus, Reg Armstrong en "HP" Müller met hun Rennmaxen. De Junior TT was de enige klasse die nog helemaal Brits was, omdat Moto Guzzi het niet de moeite waard vond de overtocht te maken. Daardoor kon de AJS 7R domineren, met Rod Coleman en Derek Farrant op de eerste twee plaatsen. Hoewel Gilera en MV Agusta hun 500cc-machines wél naar het eiland Man stuurden, wist Ray Amm er nog een overwinning voor Norton uit te slepen, zelfs met ruim een minuut voorsprong op Geoff Duke met de Gilera 500 4C. In de Sidecar TT wonnen Eric Oliver en Les Nutt met hun Norton-Watsonian Silver Fish Kneeler vóór de BMW van Fritz Hillebrand en Manfred Grunwald.
| 1950 | 20. | John Makaula-White                                 |
| 1950 | 21. | Thomas Westfield                                   |
| 1951 | 22. | John Simister                                      |
| 1951 | 23. | Leonard Bolshaw                                    |
| 1951 | 24. | John O’Driscoll                                    |
| 1951 | 25. | John Wenman                                        |
| 1951 | 26. | Doug Parris                                        |
| 1951 | 27. | Chris Horn                                         |
| 1952 | 28. | Frank Fry                                          |
| 1953 | 29. | Harry Stephen                                      |
| 1953 | 30. | Thomas Swarbrick                                   |
| 1953 | 31. | Bernard Rodgers (Marshal, tijdens verkeersongeval) |
| 1953 | 32. | Les Graham                                         |
| 1953 | 33. | Geoffrey Walker                                    |
| 1954 | 34. | Laurie Boulter                                     |
| 1954 | 35. | Raymond Ashford                                    |
| 1954 | 36. | Simon Sandys-Winsch                                |
| 1956 | 37. | David Merridan                                     |
| 1956 | 38. | Peter Kirkham                                      |
| 1957 | 39. | Charles Salt                                       |
| 1958 | 40. | John Antram                                        |
| 1958 | 41. | Desmond Woolf                                      |

1955

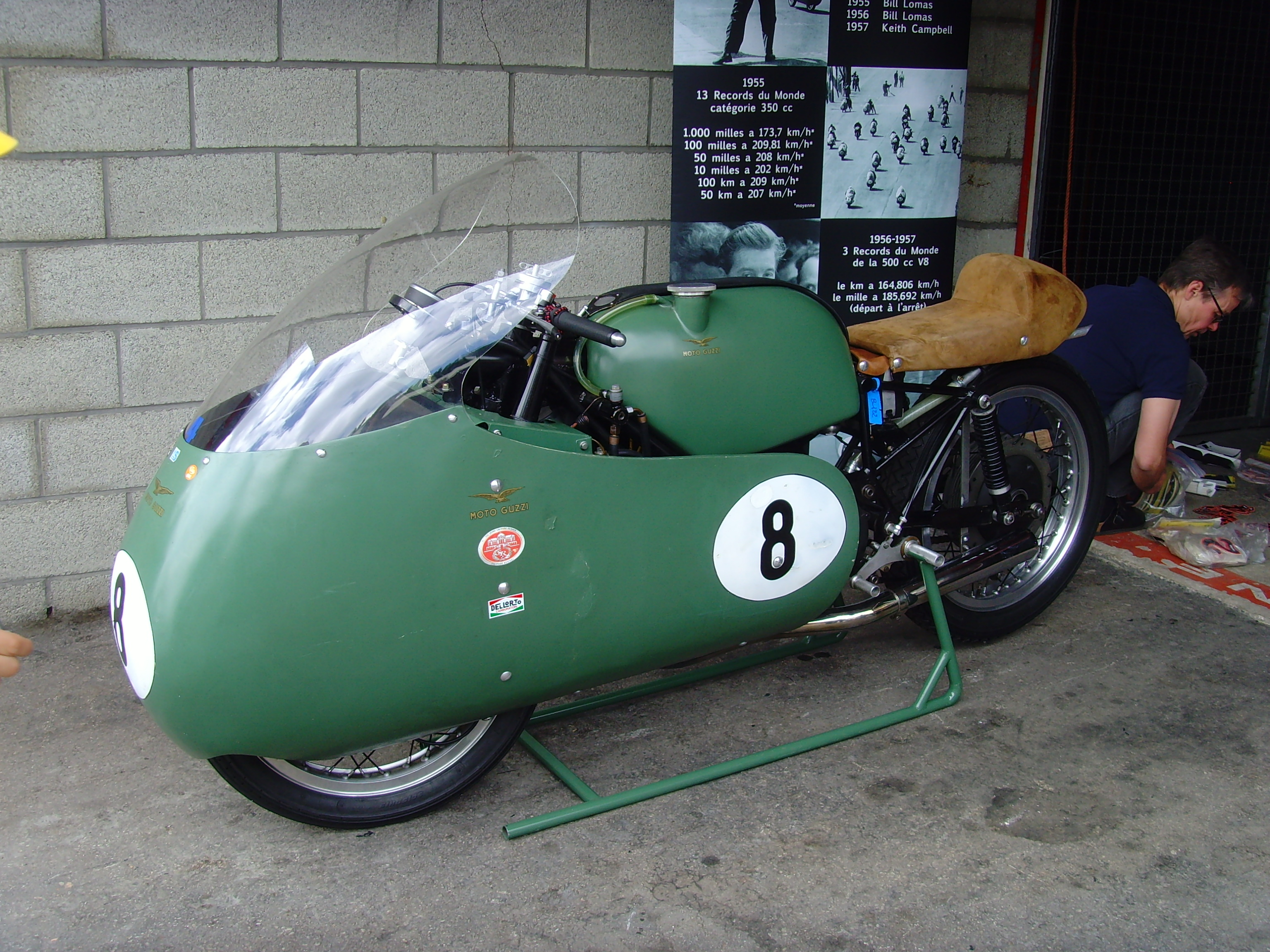
Moto Guzzi Monocilindrica 350

1955 Was het eerste jaar dat geen enkele Britse machine een professionele TT-race won. De Clubmans Junior TT, Clubmans Senior TT en Lightweight TT verhuisden allemaal naar de Clypse Course. Daardoor werden ze voor het publiek veel interessanter omdat de racers vaker passeerden. Na de derde ronde van de Senior TT ontstond enige tijd grote euforie toen bekend werd dat Geoff Duke met de Gilera 500 4C als eerste de "Ton" (100 mph) over een ronde gereden had. Na de wedstrijd werd het nagerekend en gecorrigeerd naar 99.97 mph. Hoe belangrijk de Ton was bleek toen het publiek hevig protesteerde en er zelfs een maandenlange discussie ontstond over de correctie van de tijd van Duke. Uiteindelijk werd de hele Snaefell Mountain Course nagemeten en toen bleek ze zelfs nog iets korter te zijn dan de officiële 37¾ mijl. Daarmee stond vast dat Geoff Duke de Ton nog niet gehaald had (97,93 mph). Maar Duke had wel de Senior TT gewonnen, vóór zijn teamgenoot Reg Armstrong. De snelste Britse machine, de Norton Manx van Jack Brett, had zes minuten achterstand. In de Junior TT had Moto Guzzi eindelijk besloten vanaf het begin mee te doen: Bill Lomas won met de Monocilindrica 350. In de Lightweight TT ging Cecil Sandford (MV Agusta) zeven ronden lang aan de leiding, maar aan de finish had Bill Lomas (MV Agusta) bijna een minuut voorsprong. De Ultra-Lightweight was een prooi voor MV Agusta, met Carlo Ubbiali vóór Luigi Taveri. Walter Schneider en Hans Strauß wonnen met BMW de Sidecar TT.
1956
In 1956 was de Italiaanse overheersing opnieuw compleet. In de Ultra-Lightweight TT won Carlo Ubbiali met de MV Agusta 125 Bialbero met ruim vijf minuten voorsprong op de Montesa's van Marcelo Cama en Francisco González. In de Lightweight TT moest Ubbiali nog even vechten met Sammy Miller op de NSU Sportmax, maar die viel in de vijfde ronde bij Creg-ny-Baa uit. In de Junior TT viel steeds de leidende coureur uit: In de zesde ronde Bill Lomas (Moto Guzzi) bij Guthrie's Memorial, daarna John Surtees (MV Agusta) bij Stonebreakers Hut. Daardoor kon Ken Kavanagh met de Moto Guzzi probleemloos de overwinning binnen halen. De Senior TT werd dan toch gewonnen door de nog zeer jonge Surtees en zijn MV Agusta 500 4C. Velen hadden gehoopt dat Geoff Duke in dit jaar zijn "Ton" (100 mph) zou halen, maar Duke was door de FIM gedurende de eerste helft van het seizoen 1956 geschorst, samen met 13 andere coureurs, waaronder het hele team van Gilera. Surtees' MV Agusta was zeker niet van hetzelfde niveau als de Gilera 500 4C, door de schorsing van Gilera kon hem de wereldtiteld niet ontgaan, maar de "Ton" reed hij niet. De Sidecar TT werd gewonnen door Fritz Hillebrand en Manfred Grunwald met een BMW. Twee andere BMW-combinaties (Noll/Cron en Schneider/Strauss) vielen uit en daardoor konden Pip Harris en Ray Campbell met hun Norton tweede worden.
1957
Wat zou er mooier zijn dan een ronderecord van meer dan 100 mph voor Geoff Duke tijdens de Jubileum-TT? Duke was echter in 1956 in de Ulster Grand Prix gewond geraakt en die verwondingen waren verergerd door een val tijdens een onbelangrijke wedstrijd in Imola. Bob McIntyre, die met de nieuwe Gilera 350 4C zijn eerste TT (Junior) gewonnen had, nam de honneurs waar. Hij reed met de Gilera 500 4C 101,12 mph en won de Senior TT vóór John Surtees met de MV Agusta 500 4C en Bob Brown met een Gilera 500 4C. Sammy Miller had enorm veel pech: hij reed met zijn Mondial aan de leiding van de Lightweight TT, tot hij in de laatste bocht van de laatste ronde, Governor's Bridge, viel. Hij duwde zijn machine naar de vijfde plaats, maar de overwinning ging naar zijn teamgenoot Cecil Sandford. Mondial won ook de Ultra-Lightweight TT, toen Tarquinio Provini zijn eerste TT won. De Sidecar TT ging zoals voorspeld naar BMW. Dit merk pakte alle podiumplaatsen, met Fritz Hillebrand en Manfred Grunwald op de eerste plaats.
1958
In 1958 waren vrijwel alle fabrieksteams opgeheven. BMW, AJS, Matchless en Norton hadden dat al halverwege de jaren vijftig gedaan, maar eind 1957 waren ook Moto Guzzi, Gilera, FB Mondial en MV Agusta gestopt. Domenico Agusta kwam echter op dat besluit terug en vanaf 1958 kon MV Agusta daardoor alle soloklassen domineren. Dat betekende echter ook dat áchter de machines van MV Agusta privérijders met productieracers goed konden presteren, zeker als er een fabriekscoureur de finish niet haalde. Dat gebeurde in de Senior TT, waar John Hartle met zijn MV uitviel. John Surtees won met de MV Agusta zowel de Senior als de Junior TT, maar achter hem finishten allemaal privérijders met Nortons. De Lightweight TT was spannend omdat Carlo Ubbiali en Tarquino Provini (beiden MV Agusta) aan het einde van de vierde ronde zij aan zij over de streep kwamen. Daarna sloeg Provini een gaatje en hij won met acht seconden voorsprong. In de Ultra-Lightweight TT werden de MV-rijders Ubbiali en Provini nog enige tijd lastiggevallen door Luigi Taveri met een Ducati Gran Sport Corsa 125, maar toen zowel Provini als Taveri uitvielen kon Ubbiali rustig naar de finish rijden. De zijspanklasse werd weer gewonnen door BMW, hoewel maar weinig semi-fabrieksteams de overtocht naar Man hadden gemaakt. Walter Schneider en Hans Strauß wonnen vóór Florian Camathias en Hilmar Cecco. Oud-wereldkampioen Eric Oliver baarde opzien door met een standaard Norton-Dominator met een eveneens standaard Watsonian zijspan én een vrouwelijke bakkenist (Pat Wise) tiende te worden.
1959

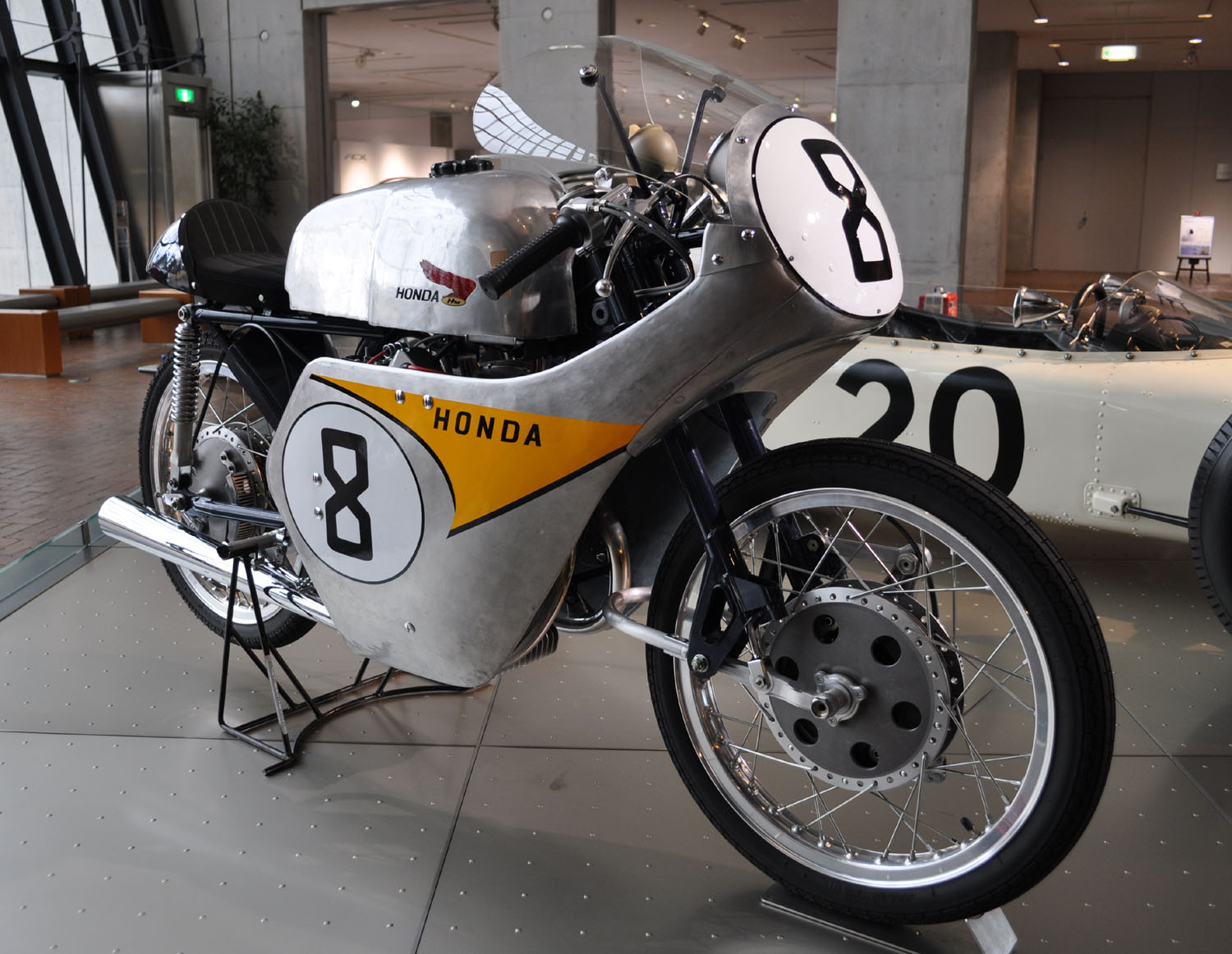
Honda RC 142

Dit was het laatste jaar voor de Clypse Course. Zonder Gilera konden de eencilinders van Norton met Alistair King, Geoff Duke en Bob McIntyre het de MV Agusta's nog knap moeilijk maken, zowel in de Junior- als de Senior TT. Beide races werden echter toch gewonnen door John Surtees met de MV viercilinders. In de Senior verbeterde Surtees het ronderecord in de eerste ronde, maar later werd het weer zó slecht dat de eindtijd de langzaamste sinds jaren was. In de Lightweight TT nam de jonge Mike Hailwood met een Mondial in de zesde ronde de leiding, en hield die twee ronden vast. Toen liet zijn motor hem in de steek bij Brandish Corner en konden de MV-rijders Tarquino Provini en Carlo Ubbiali naar de eerste twee plaatsen rijden. In de Ultra-Lightweight TT reed Hailwood op een Ducati en samen met Luigi Taveri op MZ maakte hij het de MV's weer moeilijk. Uiteindelijk viel Ubbiali terug door een lange pitstop en Provini pakte pas in de laatste ronde de leiding. Taveri werd tweede, Hailwood derde. Mike Hailwood was in de Junior- en Senior TT met zijn Nortons uitgevallen. Honda kwam voor het eerst naar Europa om aan de Ultra-Lightweight TT deel te nemen. Teamleider Kiyoshi Kawashima huurde Bill Hunt als rijder en als tolk in, maar die viel uit. De Japanse coureurs, die nog nooit op een verhard circuit gereden hadden, werden zesde, zevende, achtste en elfde en wonnen de teamprijs. De allerlaatste wedstrijd op de Clypse Course was de Sidecar TT, waarin BMW de eerste vijf plaatsen pakte. De Auto-Cycle Union verving de "Clubmans" klassen door twee nieuwe klassen, die alleen open stonden voor productieracers (lees: alle Britse racemotoren). Deze 350 Formula One TT en 500 Formula One TT werden in één race op zaterdagavond gereden en een aantal Britse topcoureurs nam eraan deel, niet vanwege de wedstrijd, maar als extra training. Deze klassen werden geen succes en kwamen nooit meer terug.

### Jaren 1960
| 1960 | - Clypse Course buiten gebruik - Eerste racegemiddelde boven 100 mph (John Surtees, MV Agusta 500 4C) in de Senior TT |
| 1961 | - Eerste coureur die drie wedstrijden in één week wint (Mike Hailwood: Ultra-Lightweight TT, Lightweight TT en Senior TT) - Eerste racegemiddelde boven 100 mph met een eencilinder (Mike Hailwood tijdens Senior TT met een Norton Manx) - Eerste vrouwelijke slachtoffer (Marie Lambert, bakkeniste van haar echtgenoot Claude Lambert tijdens de Sidecar TT bij Gob-ny-Geay) |
| 1962 | - Eerste ronde boven 90 mph in de Ultra-Lightweight TT (Luigi Taveri, Honda) - Eerste ronde boven 90 mph in de Sidecar TT (Max Deubel/Emil Hörner, BMW) - Eerste ronde boven 100 mph met staande start (Gary Hocking, MV Agusta tijdens Senior TT) - 50 cc TT toegevoegd - Eerste vrouwelijke deelnemer in een solo-klasse (Beryl Swain met een Itom in de 50 cc TT).           |
| 1963 | - Startverbod voor vrouwen ingevoerd door de Fédération Internationale de Motocyclisme |
| 1965 | - Eerste ronde boven 100 mph in de Lightweight TT (Phil Read, Yamaha) |
| 1966 | - Isle of Man TT verplaatst naar eind augustus in verband met een zeeliedenstaking in het voorjaar |
| 1967 | - Diamond Jubilee TT (60 jaar) - Mike Hailwood haalt de meeste overwinningen aller tijden (12) - Production 750 TT, Production 500 TT en Production 250 TT ingevoerd. |
| 1968 | - Eerste ronde boven 100 mph in de Ultra-Lightweight TT (Bill Ivy, Yamaha) |
| 1969 | - 50 cc TT afgeschaft - Voor het eerst in de geschiedenis meer dan 600 inschrijvingen - Eerste ronde boven 100 mijl mph in een Production-race (Malcolm Uphill, Triumph Bonneville) |

In de jaren zestig waren de Britse machines aan het einde van hun ontwikkeling gekomen. MV Agusta bleef nog enkele jaren oppermachtig in de Junior- en de Senior TT, maar werd uiteindelijk steeds meer verdrongen door de Japanse concurrentie, eerst van Honda, later ook van Yamaha. Aan het einde van de jaren zestig hadden vrijwel alle fabrieksteams zich teruggetrokken, waardoor MV opnieuw alleenheerser in de zware klassen werd. Honda en Yamaha hadden genoeg productieracers in hun programma om de lichte klassen te beheersen, samen met Suzuki. In 1960 verhuisde de zijspanklasse naar de lange Mountain Course. In 1962 werd het wereldkampioenschap wegrace uitgebreid met de 50cc-klasse. Ze werd vanaf het begin aan de Isle of Man TT toegevoegd, maar verdween weer na 1968. De 50cc-klasse werd in het Verenigd Koninkrijk nooit populair.
1960

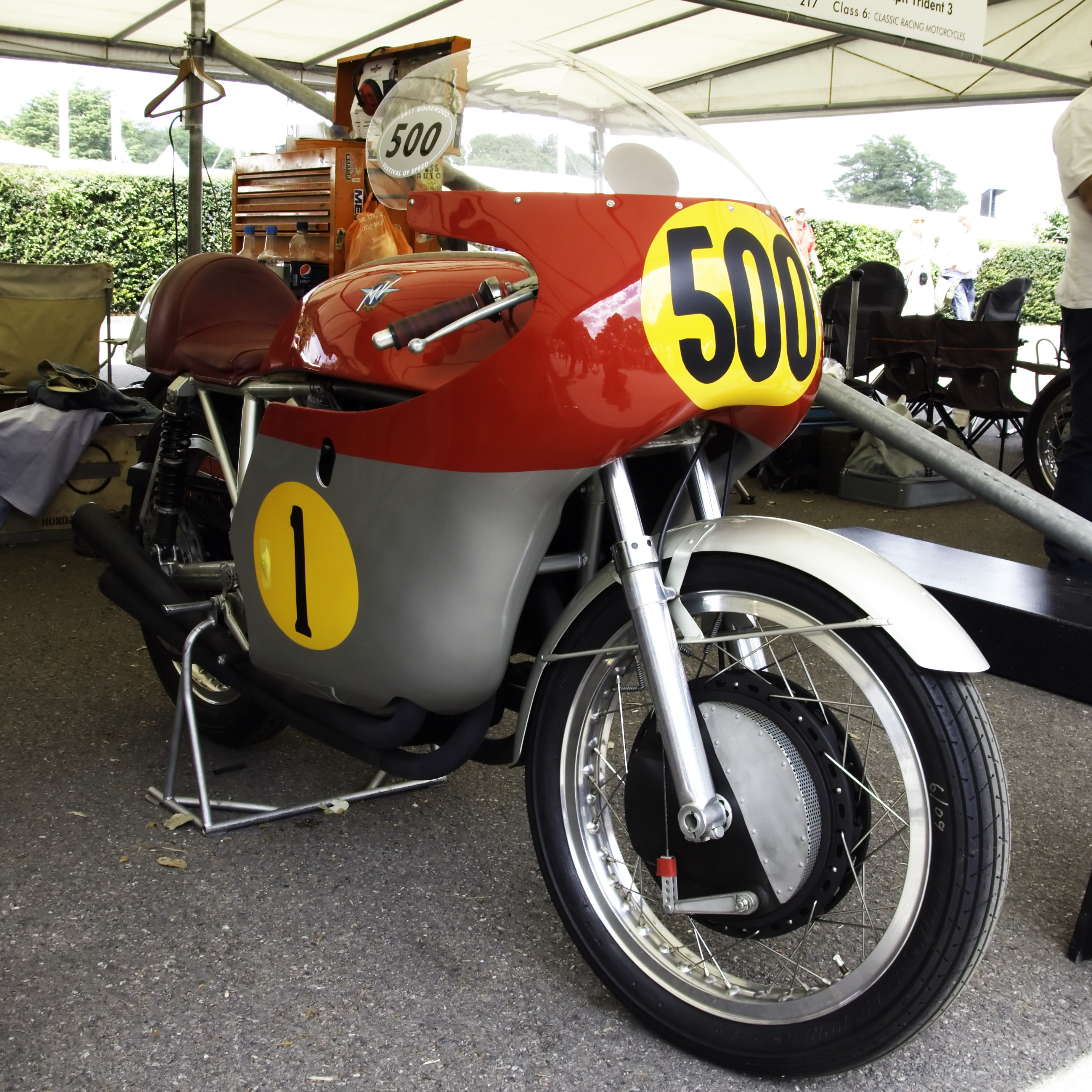
MV Agusta 500 4C uit 1960

Vanaf 1960 werden alle wedstrijden weer verplaatst naar de Mountain Course, maar nu waren alleen nog de "reguliere" klassen die ook voor het wereldkampioenschap telden in het programma opgenomen. MV Agusta won opnieuw alle solo-klassen: In de Senior TT startten er slechts twee, en John Surtees won vóór John Hartle. Mike Hailwood werd met een Norton Manx derde. In de Junior TT werd Hartle eerste en Surtees tweede nadat hij zijn derde versnelling was kwijtgeraakt. In de Lightweight TT won Gary Hocking vóór zijn teamgenoot Carlo Ubbiali. In de Ultra-Lightweight TT won Ubbiali. Hocking werd tweede en Luigi Taveri derde, waardoor MV Agusta alle podiumplaatsen bezette. Honda startte zowel in de Lightweight- als de Ultra-Lightweight TT. Tot topklasseringen leidde het nog niet. In de Sidecar TT was ook Pip Harris overgestapt op BMW, net als veel andere Britse rijders die de kansen van de Nortons per jaar kleiner zagen worden. Helmut Fath en Alfred Wohlgemut wonnen de race.
1961
In 1961 won MV Agusta geen enkele race, maar dat kwam vooral omdat het merk nauwelijks aanwezig was. Het had zich officieel uit het wereldkampioenschap teruggetrokken maar voorzag Gary Hocking van "privémachines". Hij startte in de Junior-, de Senior en de Lightweight TT, maar viel in alle klassen uit. Mike Hailwood werd de eerste coureur die drie wedstrijden in één week won. In de Junior TT had hij al tot 22 km vóór de finish aan de leiding gereden, toen de zuigerpen van zijn AJS 7R brak. Omdat Hocking motorproblemen kreeg won Phil Read met een Norton Manx. Ralph Rensen werd derde in deze race. In de Lightweight TT was hij zesde, maar hij verongelukte tijdens de Senior TT. Tijdens de Senior kreeg Hocking problemen met zijn gashendel en hij viel uiteindelijk uit. Daardoor kon Hailwood de winst pakken. Hij reed met zijn Norton Manx de eerste race met een gemiddelde snelheid van meer dan 100 mph met een eencilinder. In de lichte klassen reed Hailwood met Honda's, die zijn vader Stan gehuurd had. In de Ultra-Lightweight TT reed hij een 2RC 14. Die race werd volledig beheerst door Honda met de eerste vijf plaatsen. In de Lightweight TT was de Honda RC 162 oppermachtig. Bob McIntyre leidde de race lang, maar viel uit, waardoor Hailwood zijn derde overwinning kon pakken. Ook nu waren de eerste vijf plaatsen voor Honda. Op de zesde plaats eindigde een andere Japanse machine: Fumio Ito met de Yamaha RD 48.
1962
In 1962 reed Mike Hailwood in het "privéteam" van MV Agusta, samen met Gary Hocking. In de Lightweight TT was Derek Minter met een privé-Honda veel sneller dan de fabriekscoureurs. Hij won vóór de fabrieksrijders Jim Redman en Tom Phillis met een machine die hij van de Britse Honda-importeur te leen had gekregen. De race kende slechts zeven finishers. In de Ultra-Lightweight TT kon Mike Hailwood lang partij bieden met zijn EMC, hij lag op de tweede plaats toen hij bij Glen Helen uitviel. Luigi Taveri reed de eerste ronde boven 90 mph en won met zijn Honda vóór zijn teamgenoten Tommy Robb en Tom Phillis. De nieuwe 50cc-klasse werd door veel mensen smalend begroet, maar werd bijzonder spannend dankzij de inspanningen van Suzuki, Kreidler en Honda. Ernst Degner, die een jaar eerder uit de DDR was gevlucht, won met de Suzuki RM 62. Zijn snelste ronde van 75.52 mph verbaasde veel mensen. In deze race startte de eerste vrouw in een solo-klasse, Beryl Swain. Ze finishte als 22e maar na de race werd haar startlicentie door de overkoepelende FIM ingenomen omdat de motorsport te gevaarlijk voor vrouwen zou zijn.
In de Senior TT vochten Hailwood en Hocking om de leiding, tot Hailwood zijn eerste versnelling kwijt raakte en daarna lang moest stoppen om zijn koppeling te laten repareren. Hij werd uiteindelijk twaalfde. In de Junior TT startte Hocking al met een ronde boven 100 mph. Ook hier ging de strijd tussen hem en Hailwood. Hocking ging lang aan de leiding, maar in de laatste ronde maakte Hailwood op het korte stuk tussen Ramsey en Douglas bijna twaalf seconden goed en won de wedstrijd. De race werd overschaduwd door de dood van Tom Phillis, die bij Laurel Bank crashte. Zijn as werd later uitgestrooid bij de startlijn van de TT. De Sidecar TT kende een zeer verrassende winnaar. Nadat de BMW-combinaties van Max Deubel/Emil Hörner en Florian Camathias/Horst Burkhardt waren uitgevallen konden Chris Vincent en Eric Bliss de eerste overwinning van BSA in de geschiedenis van de TT binnen halen.
1963

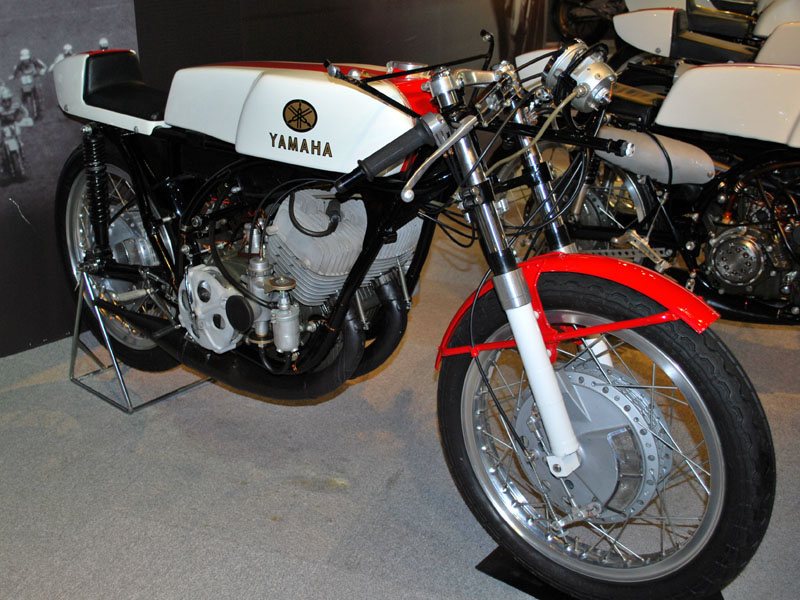
Yamaha RD 56

In 1963 had Geoff Duke het management van Gilera ervan overtuigd hem voor zijn Scuderia Duke een aantal van de zes jaar oude 350- en 500 cc viercilinders ter beschikking te stellen. Hij liet ze besturen door John Hartle en Phil Read. In de Senior TT moesten ze alleen het hoofd buigen voor Mike Hailwood met de MV Agusta. Opmerkelijk was dat Bob McIntyre met de Gilera 500 in 1957 de 100 mph niet gehaald had, maar dat Hartle en Read dat nu beiden wél deden. In de Junior TT werd hard gevochten tussen Jim Redman met de nieuwe Honda RC 171, Hailwood met de MV Agusta en Hartle en Read met de Gilera 350 4C's. Read viel als eerste uit, gevolgd door Hailwood. Daardoor kon Redman met gemak winnen vóór John Hartle en František Šťastný met zijn Jawa. Jim Redman had toen al de Lightweight TT gewonnen, in een heftige strijd met Fumio Ito met de Yamaha RD 56. In de Ultra-Lightweight was Suzuki niet te kloppen, met Hugh Anderson als eerste, Frank Perris als tweede en Ernst Degner als derde. In de 50 cc TT boekte Mitsui Itoh als eerste Japanse coureur een overwinning in de TT, nadat zijn Suzuki-teamgenoot Ernst Degner was uitgevallen. De 50 cc TT was vanwege het succes in 1962 verlengd van twee naar drie ronden. In de Sidecar TT stelden de BMW-rijders orde op zaken. Florian Camathias en Alfred Herzig wonnen, maar de eerste vijf plaatsen waren voor BMW's.
| 1961 | 42. | Michael Brookes                                          |
| 1961 | 43. | Marie Lambert                                            |
| 1961 | 44. | Ralph Rensen                                             |
| 1962 | 45. | John Goldsmith (Travelling marshal, bij verkeersongeval) |
| 1962 | 46. | Tom Phillis                                              |
| 1962 | 47. | Colin Meehan                                             |
| 1964 | 48. | Brian Cockrell                                           |
| 1964 | 49. | Laurence Essery                                          |
| 1966 | 50. | Toshio Fujii                                             |
| 1966 | 51. | Brian Duffy                                              |
| 1967 | 52. | Alfred Shaw                                              |
| 1968 | 53. | Ian Veitch                                               |
| 1969 | 54. | Arthur Lavington                                         |

1964
Mike Hailwood miste door een virus dat hem vier dagen in bed hield de Junior TT, maar was tijdens de Senior TT fit genoeg om met 3½ minuut voorsprong op Derek Minter te winnen. Hij was dan ook de enige MV Agusta-coureur en reed de nieuwe 500 3C driecilinder. In de Junior TT moest Jim Redman met zijn Honda nog enige tijd knokken met Alan Shepherd met de MZ RE 300, maar toen die terugviel kon hij met gemak de AJS-machines van Phil Read en Mike Duff voorblijven. In de Lightweight TT werd een harde strijd verwacht tussen de Suzuki RZ 64, de Honda RC 164 en de Yamaha RD 56, maar dat viel tegen omdat slechts 8 van de 64 deelnemers de finish haalden. Daar was geen enkele Suzuki bij en Redman won met zijn Honda vóór Alan Shepherd met de MZ RE 250 en Alberto Pagani met een Paton. Ook in de Ultra-Lightweight TT haalde geen enkele Suzuki de eindstreep. Daardoor kon Honda de vernedering van 1963 uitwissen: Luigi Taveri won, Jim Redman werd tweede en Ralph Bryans werd derde, allemaal op een Honda RC 146. In de 50 cc TT won Hugh Anderson met zijn Suzuki vrij gemakkelijk, maar zijn teamgenoot Morishita werd door Ralph Bryans (Honda) naar de derde plaats verwezen. In de Sidecar TT hadden Deubel/Hörner weinig moeite met de concurrentie. Opvallende deelnemer was Florian Camathias, die van Gilera een van de overgebleven 500 cc viercilinderblokken had gekregen. Hij lag tweede, maar kreeg technische problemen, waardoor Colin Seeley en Wally Rawlings met hun FCS-B (Fath Camathias Special) combinatie tweede werden.
1965
Voor MV Agusta was Sarah's Cottage en bijna onneembare hindernis in 1965. Mike Hailwood werd gesteund door een nieuw talent, Giacomo Agostini. Jim Redman won voor de derde achtereenvolgende keer de Junior TT, die aanvankelijk geleid werd door Hailwood. Die moest echter een pitstop van 70 seconden maken en viel uiteindelijk bij Sarah's Cottage uit. Read werd tweede met een Yamaha en Agostini werd derde. In de Senior TT, die in zeer slecht weer verreden werd, leidde Hailwood met 25 seconden voorsprong op Agostini, tot die laatste bij Sarah's Cottage viel. Hij was niet gewond, maar kon ook niet meer verder. Even later viel Hailwood op dezelfde plaats. Hij kon met een zwaar beschadigde machine verder rijden, maar moest opnieuw lang in de pit blijven om zijn machine weer rijklaar te laten maken. Uiteindelijk wist hij toch nog te winnen, voor Joe Dunphy met een Norton en Mike Duff met een Matchless.
Jim Redman won ook de Lightweight TT voor de derde keer in drie jaar. Read viel uit nadat hij de eerste ronde boven 100 mph met een 250cc-machine gereden had. De tweede plaats ging naar Mike Duff (Yamaha) en de derde naar Frank Perris (Suzuki). Read won met zijn Yamaha RA 97 de Ultra-Lightweight TT vóór Luigi Taveri (Honda) en Mike Duff (Yamaha). De interesse in de 50cc-klasse begon af te nemen. Ze werd gewonnen door Luigi Taveri (Honda) vóór de Suzuki's van Hugh Anderson en Ernst Degner. De zijspanklasse ging naar BMW, met Deubel/Hörner als eerste, Scheidegger/John Robinson als tweede en Auerbacher/Rykers als derde.
1966

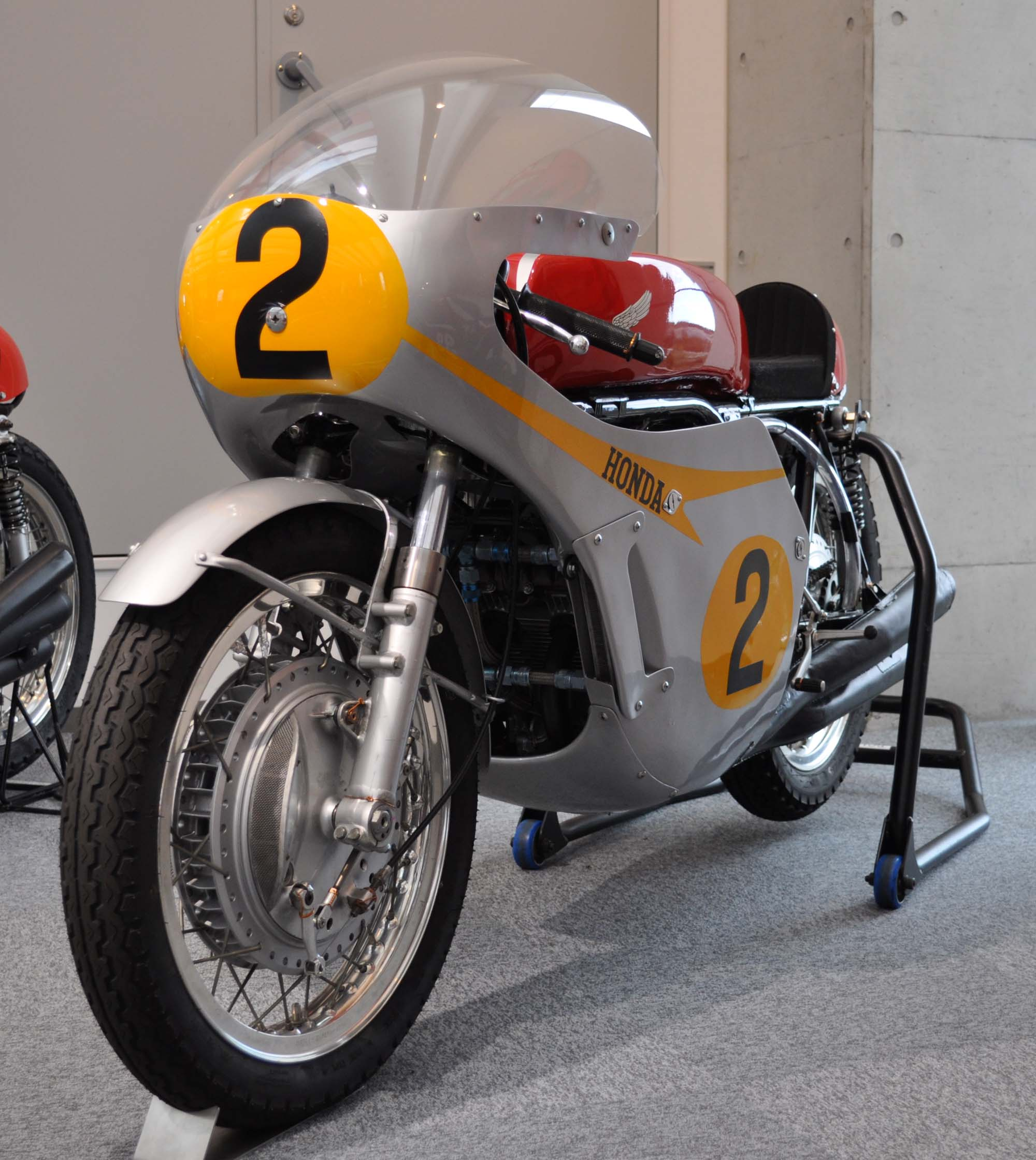
Honda RC 181 uit 1967

In 1966 was Mike Hailwood gecontracteerd door Honda. Het publiek verwachtte en enorme strijd tussen Hailwood en Agostini, maar in de Junior TT was die snel over toen Hailwood's RC 173 bij Bishopscourt de geest gaf. Ago won met een ouderwets grote voorsprong van 10 minuten op Peter Williams (AJS) en de RAF-korporaal Chris Conn (Norton). In de Senior werd het spannender. Hailwood had het moeilijk met de Honda RC 181, waarvan de wegligging te wensen over liet. Hij en Agostini verbeterden om beurten het ronderecord, maar uiteindelijk had Hailwood ruim twee minuten voorsprong op Ago. Chris Conn werd opnieuw derde met een Norton. In de Lightweight TT trad Hailwood aan met de nieuwe RC 166 zescilinder. Daarmee bleef hij voor iedereen onbereikbaar. Hij had op het einde zes minuten voorsprong op zijn teamgenoot Stuart Graham, nadat Phil Read en Bill Ivy met hun Yamaha RD 05 viercilinders waren uitgevallen. De derde plaats ging naar Peter Inchley met een zeer eenvoudige Villiers Starmaker eencilinder.
In de Ultra-Lightweight TT waren de viertakten van Honda kansloos. Het ging tussen de tweetakten van Yamaha en Suzuki. Bill Ivy (Yamaha) won na twee recordronden van zijn teamgenoot Phil Read. Anderson werd met de Suzuki derde. Hoewel de 50 cc TT de Britten nog steeds niet bekoorde, kregen ze wel een spannende wedstrijd tussen de Honda-coureurs Ralph Bryans en Luigi Taveri voorgeschoteld. Bryans won, Taveri werd tweede en Hugh Anderson met een Suzuki werd opnieuw derde. De zijspanrace was nog spannender. Scheidegger/Robinson hadden uiteindelijk slechts 0,8 seconden voorsprong op Deubel/Hörner. De eerste acht plaatsen waren voor BMW.
1967

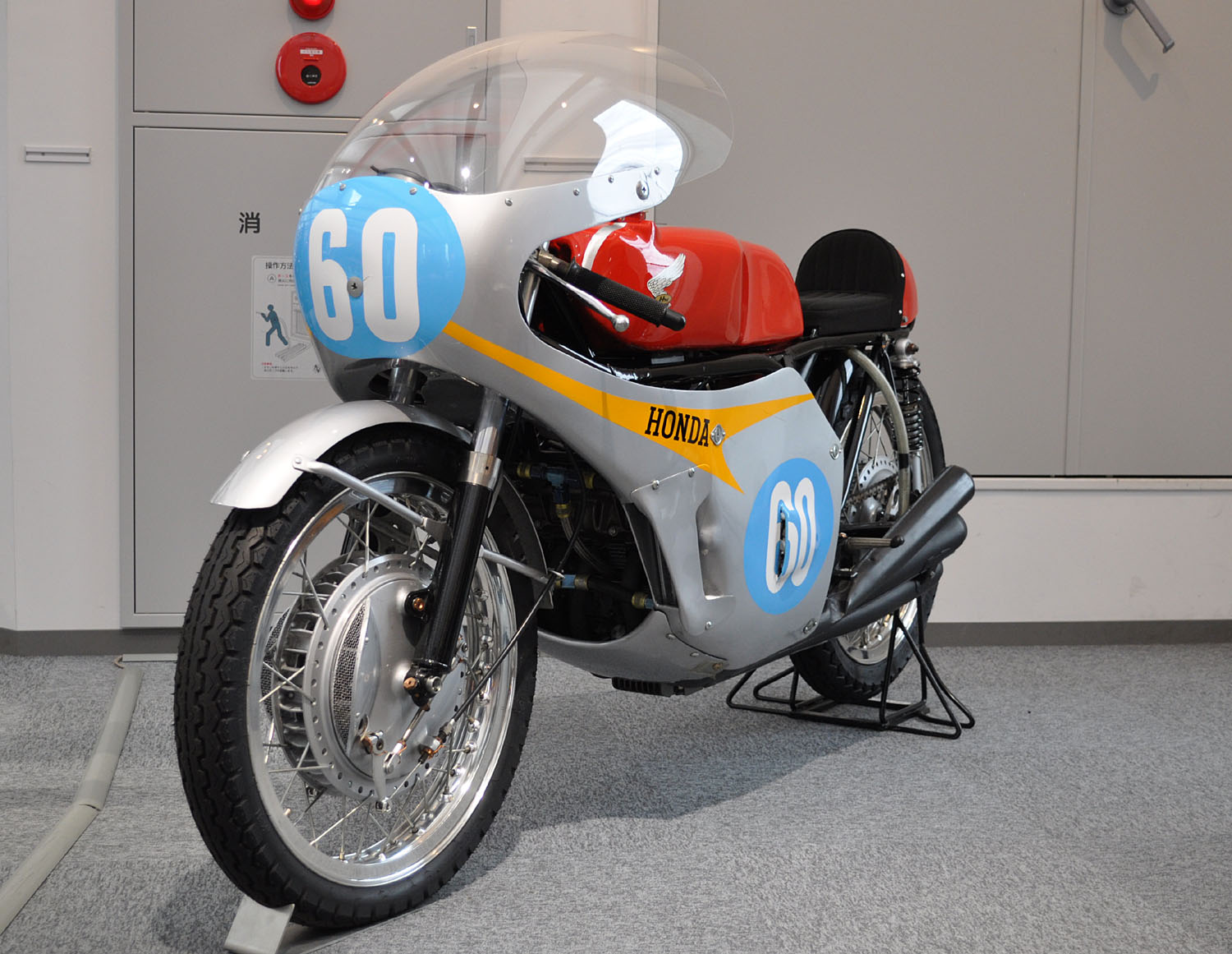
Honda RC 174

Tijdens de diamanten TT verwachtte het publiek spektakel van Hailwood en Agostini. Mike Hailwood kreeg de beschikking over een opgeboorde versie van de zescilinder, de Honda RC 174, die slechts 297 cc mat. Desondanks was hij in de Junior TT voor niemand bij te benen. Agostini moest berusten in een tweede plaats, ruim drie minuten achter Hailwood. Derek Woodman werd met een MZ derde, nog eens ruim 8 minuten na Agostini. De 91 starters voor de Senior TT stonden van Glencrutchery Road tot aan Governor's Bridge opgesteld en Ago startte 30 seconden na Hailwood. Hij zette meteen de toon door het ronderecord met staande start te verpulveren en op 108,38 mph te brengen. Hij leidde na de eerste ronde met meer dan 11 seconden. Hailwood kwam langs de TT Grandstand met zijn duim naar beneden, ontevreden over het gedrag van zijn Honda. Toch wist hij de machine door de tweede ronde te worstelen in een nieuw record van 108,77 mph, een tijd die acht jaar later pas werd verbeterd met een 750 cc Kawasaki. Na drie ronden, bij de tankstops, had Hailwood zijn achterstand teruggebracht tot 2 seconden, maar hij verloor er weer 10 in de pit omdat hij met een hamer zijn gashandvat op zijn plaats moest slaan. Hailwood moest zijn losse gashandvat op zijn plaats houden en na de volgende ronde had hij nog meer dan 11 seconden achterstand, maar in Ramsey had hij al 2 seconden voorsprong. Enkele kilometers verder, bij Bungalow, had Ago weer 2 seconden voorsprong, maar bij Signpost Corner kwam hij niet meer door. Hij stond stil met een gebroken ketting. Pas opnieuw in Ramsey kreeg Hailwood een sein van zijn monteur Nobby Clark dat Ago stil stond en kon hij rustig naar de streep toeren, nog steeds zijn gashandvat op zijn plaats houdend en met één hand sturend. Peter Williams profiteerde en werd tweede met een Matchless, 8 minuten achter Hailwood.
Hailwood had eerder in de week al de Lightweight TT gewonnen vóór Phil Read met een Yamaha en Ralph Bryans met een Honda. Het was zijn tiende TT-overwinning, waarmee hij het record van Stanley Woods evenaarde, maar na de Junior- en de Senior TT was hij met twaalf overwinningen de beste TT-rijder aller tijden. Honda had zich al teruggetrokken uit de 50- en de 125cc-klasse. De Ultra-Lightweight TT werd (nadat Bill Ivy was uitgevallen) een spannende affaire tussen Phil Read op de Yamaha en Stuart Graham op de Suzuki. Ze wisselden elke ronde de leiding af, maar uiteindelijk trok Read aan het langste eind. De 50 cc TT was wel voor Graham, die won vóór zijn teamgenoten Hans Georg Anscheidt en Tommy Robb. De Sidecar TT was weer een feestje voor BMW. Siegfried Schauzu/Horst Schneider wonnen vóór Klaus Enders/Ralf Engelhardt en Colin Seeley/Ray Linsday. Ter gelegenheid van het 60-jarige jubileum voerde de ACU weer productieklassen in. Ze reden samen in één race.
1968

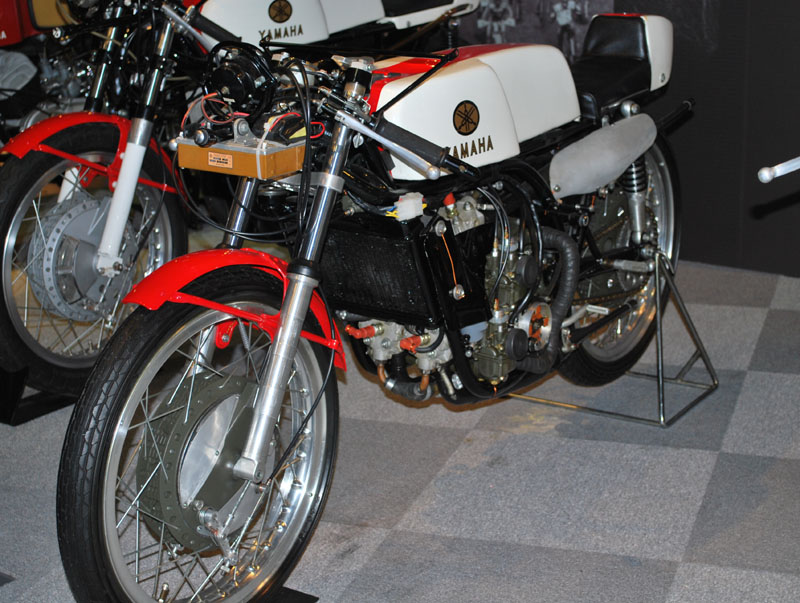
Yamaha RA 31

In 1968 waren zowel Honda als Suzuki uit het wereldkampioenschap wegrace gestapt. Hailwood kwam in een moeilijk parket; Hij had een contract bij Honda, kreeg zijn fabrieksracers mee maar wél een verbod om ermee in het WK te starten. Grofweg waren de zware (350- en 500 cc) klassen voor MV Agusta, de lichtere (125- en 250 cc) voor Yamaha. MV trok John Hartle aan om Agostini te ondersteunen in de Isle of Man TT. In de Senior TT kon hij nog enige tijd weerstand bieden, tot hij bij Cronk-ny-Mona viel. Agostini kon onbedreigd naar de finish rijden. Hartle haalde de start van de Junior TT niet eens, omdat hij in de Production 750 TT met een Triumph bij Windy Corner gevallen was en met een lichte hersenschudding naar het ziekenhuis was gebracht. Men verwachtte wat tegenstand van Renzo Pasolini met de Benelli 350 viercilinder, maar Agostini was ongenaakbaar en won met 2½ minuut voorsprong. In de Lightweight TT hadden de Yamaha-teamgenoten Bill Ivy en Phil Read het met elkaar aan de stok. Ze wisselden constant van positie tot Read stilviel door een lekke band. Ivy reed een nieuwe recordronde van 105,51 mph met staande start. Ook hier werd Pasolini tweede.
In de Ultra-Lightweight TT ging het ook al tussen Read in Ivy met hun snelle RA 31 viercilindertjes. Ivy leidde met vier seconden na de eerste ronde en reed de eerste ronde boven 100 mph met een 125cc-motorfiets. In de laatste ronde vertraagde hij plotseling en Read won. Het was toen al duidelijk dat Yamaha stalorders had uitgedeeld: Read moest 125cc-kampioen worden, Ivy 250cc-kampioen. Er is nooit iets bekend geworden over problemen met de motorfiets van Bill Ivy. In de 50 cc TT reden veel Honda-productieracers, maar Barry Smith won vrij gemakkelijk met zijn Derbi. Na de val van Hartle werd de Production 750 TT gewonnen door Ray Pickrell op een Dunstall-Norton Dominator. De Production 500 TT werd gewonnen door de journalist Ray Knight met een Triumph en de Production 250 TT door Trevor Burgess met een Ossa. Er waren twee zijspanklassen: de 500cc-klasse voor de deelnemers aan het wereldkampioenschap, die werd gewonnen door Schauzu/Schneider, en de 750cc-klasse. Dit was weer een klasse die speciaal bedacht was voor Britse machines, omdat BMW geen 750cc-machines had en de 750 cc twins van Triumph en BSA daar zeer geschikt voor waren. De eerste drie plaatsen werden bezet door BSA's.
1969
In 1969 werd de 50 cc TT niet meer verreden. In dat jaar had ook Yamaha zich teruggetrokken uit het wereldkampioenschap, waardoor MV Agusta als enige belangrijke team aan de start kwam. Voor Agostini betekende dat dat hij zowel de Junior- als de Senior TT met ruime voorsprong kon winnen. Hij had alleen Britse machines als tegenstander, in de meeste gevallen zelfs "specials" van framebouwers als Métisse en Seeley, want de originele machines van Norton en Matchless konden het allang niet meer bijbenen. In de Lightweight TT reed Phil Read samen met Kel Carruthers op de Benelli viercilinder. Carruthers leidde van start tot finish, maar Read viel aan het einde van de voorlaatste ronde stil. In de Ultra-Lightweight TT zorgde Dave Simmonds voor de eerste TT-overwinning van Kawasaki. Hier werd Carruthers tweede met een Aermacchi Ala d'Oro 125. Het verdwijnen van Yamaha had grote gevolgen voor de gemiddelde snelheden: in de Lightweight 3½ mph langzamer en in de Ultra-Lightweight zelfs 8 mph langzamer. Het was eigenlijk maar goed dat de Production-klassen er waren, want die zorgden nog voor enige spanning. De Production 750 TT werd nog uitsluitend bevochten door Britse machines. Malcolm Uphill won met een Triumph Bonneville. De Production 500 TT kende slechts dertien deelnemers, waarvan tien op een Britse motorfiets. Graham "Bill" Penny won echter met een Honda CB 450 tweecilinder. De Production 250 TT kende elke ronde een andere leider, maar Tony Rogers won met een Ducati. In de 500 cc Sidecar TT wonnen Klaus Enders/Ralf Engelhardt met een BMW vóór Siegfried Schauzu/Horst Schneider en Helmut Fath/Wolfgang Kalauch met de door Fath zelf gebouwde URS. In de 750 cc Sidecar TT spatte de droom van de Britse dominantie uiteen doordat BMW intussen de R 75/5 had uitgebracht. Siegfried Schauzu/Horst Schneider wonnen deze race, maar niet met een R 75/5. Ze gebruikten een tot 560 cc opgeboorde 500 cc racemotor.

### Jaren 1970
| 1971 | - Formula 750 TT ingevoerd. |
| 1972 | - Grote coureurs keren de Isle of Man TT de rug toe na het overlijden van Gilberto Parlotti. |
| 1974 | - Yamaha wint zes klassen: Lightweight TT, Ultra-Lightweight TT, Junior TT, Senior TT, Formula 750 Classic TT en Production 250 TT - Production 750 TT vervangen door Production 1000 TT. |
| 1975 | - Production 1000 TT, Production 500 TT en Production 250 TT samengevoegd tot Production TT. Dit was met tien ronden meteen de langste Isle of Man TT-klasse ooit - Ultra-Lightweight TT afgeschaft - Sidecar 750 TT wordt Sidecar 1000 TT - Formula 750 Classic TT wordt Classic TT |
| 1977 | - Verlies WK-status, maar de Formula One TT wordt een wereldkampioenschap op zichzelf - TT-organisatie introduceert nieuwe raceklassen: Formula One TT, Formula Two TT, en Formula Three TT - Jubilee TT ter gelegenheid van het zilveren jubileum van koningin Elizabeth II - Junior TT teruggebracht naar 250 cc, Lightweight TT afgeschaft - Eerste van 26 TT-overwinningen van Joey Dunlop (Jubilee TT) - Eerste ronde boven 100 mph met staande start in de Sidecar TT (Dick Greasley/Mick Skeels, Yamaha) - Eerste racegemiddelde boven 100 mph in de Sidecar TT (George O'Dell/Kenny Arthur, Yamaha) |
| 1978 | - Sensationele overwinning van Mike Hailwood na elf jaar niet meer geracet te hebben - Mike Hailwood verbetert zijn eigen record van de meeste TT-overwinningen aller tijden en brengt het op 13 - Startverbod voor vrouwen opgeheven. |
| 1979 | - Mike Hailwood verbetert zijn eigen record van de meeste TT-overwinningen aller tijden en brengt het op 14 |

Al vroeg in de jaren zeventig verloren de beroepscoureurs hun geduld met de organisatie van de TT. Ze vonden het circuit te gevaarlijk en nadat tot tweemaal toe een leider in het wereldkampioenschap (Santiago Herrero in 1970 en Gilberto Parlotti in 1972) was verongelukt was de maat vol. Onder aanvoering van Giacomo Agostini deden een aantal grootheden de Isle of Man TT in de ban, en in 1973 bleek de boycot zelfs vrijwel algemeen. Uiteindelijk ontnam de FIM na 1976 de TT haar wereldkampioenschaps-status. Vanaf dat moment bouwde de organisatie samen met de Auto-Cycle Union aan nieuwe, eigen reglementen, waarbij de Formula 750 Classic TT aanvankelijk de plaats van de Senior TT als belangrijkste race innam. De Junior TT ging van 350- naar 250 cc.
Vanaf 1977, het eerste jaar dat de Isle of Man het zonder WK-status moest doen, organiseerde de ACU samen met de Amerikaanse American Motorcyclist Association een wedstrijdserie voor betaalbare seriemotorfietsen in drie klassen: Formula I, Formula II en Formula III. De Formula One TT was tot 1981 de enige wedstrijd in deze serie. Daardoor kreeg de Isle of Man TT nog enige status, want de Formule I was officieel een wereldkampioenschap. De serie liep tot in 1990 en overlapte enige jaren de Formule 750 en het Wereldkampioenschap superbike.
Het meest spectaculaire jaar was 1978. Er verongelukten enkele belangrijke zijspanrijders, maar de Isle of Man TT haalde de internationale motorpers door de spectaculaire terugkeer van Mike Hailwood, die na elf jaar weer op een motorfiets stapte en ook won. Gedurende het hele decennium werden de zware klassen voor een groot deel gedomineerd door de 350 cc Yamaha TZ 350, die als betaalbare productieracer meestal sneller was dan de zware, omgebouwde toermotoren met viertaktmotoren.
1970

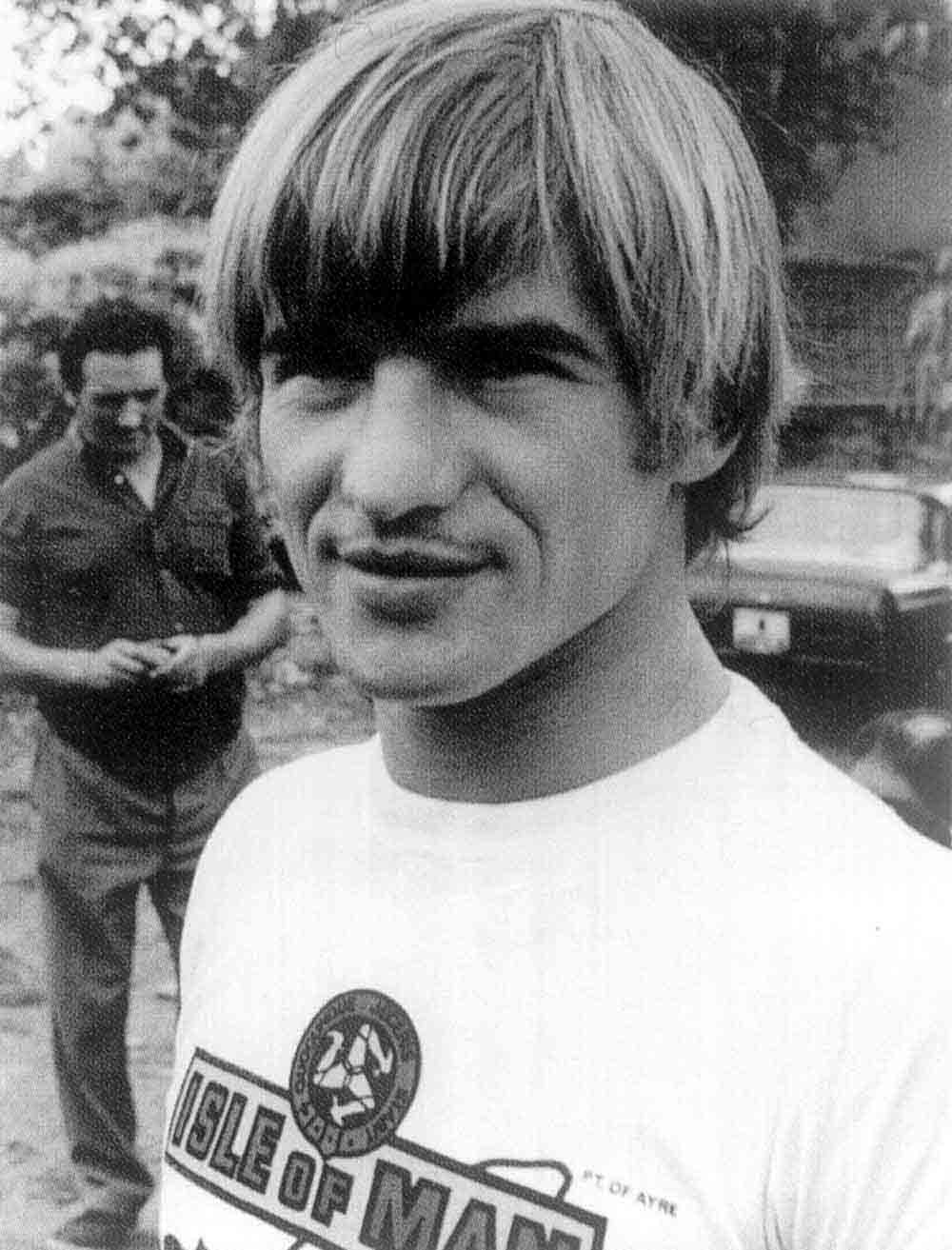
Santiago Herrero

1970 Was een rampjaar voor de Isle of Man TT. In de trainingsweek verongelukten al drie Britse rijders en in de Lightweight TT op 8 juni crashte de jonge Spaanse ster Santiago Herrero, die op dat moment leider in het 250 cc wereldkampioenschap was, bij de 13e mijlpaal. Hij overleed op 10 juni aan zijn verwondingen. Op 12 juni verongelukten de Maltezer John Wetherall en de aankomende Engelse ster Brian Steenson, die in 1968 nog tweede was geworden in de 500 cc Ulster Grand Prix en tweede was geworden in de Junior TT. Het totaal aantal doden in de races en trainingen kwam daarmee op zes.

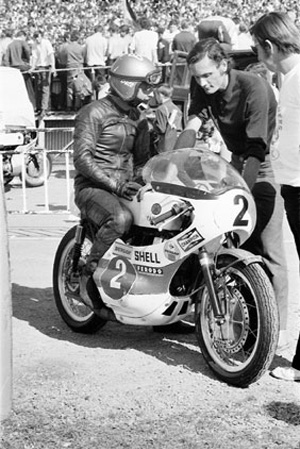
Kel Carruthers in 1970

Door het ontbreken van andere fabrieken werden de Junior- en de Senior TT volledig beheerst door Giacomo Agostini met de MV Agusta driecilinders. De Lightweight TT werd beheerst door de eenvoudige, luchtgekoelde Yamaha TD 2 tweecilinders. Ze werd gewonnen door regerend wereldkampioen Kel Carruthers met Rodney Gould op de tweede plaats. De Ultra-Lightweight werd gewonnen door debutant Dieter Braun met een ex-fabrieks Suzuki. Börje Jansson werd tweede met een Maico en Günter Bartusch met een MZ derde. De Production TT was nog wel spannend. Triumph zette de nieuwe Trident in, en Norton de Commando 750. Malcolm Uphill ging met de Triumph lang aan de leiding, maar werd langzaam ingehaald door Peter Williams met de Norton. Aan het einde kwam Williams slechts 1,6 seconden tekort. De Production 500 werd gewonnen door Frank Whiteway met de Crook's Suzuki T 500 tweecilinder. De Production 250 werd gewonnen door Chas Mortimer met een Ducati. Schauzu/Schneider wonnen met een BMW de Sidecar 750 TT en later werden ze tweede in de Sidecar 500 TT, achter Enders/Kalauch, eveneens met een BMW.
1971
Tot grote vreugde van het Britse publiek viel Giacomo Agostini in de Junior TT van 1971 al in de eerste ronde stil bij Ramsey. Er vielen nog meer favorieten uit (Rodney Gould, Phil Read en Jack Findlay). De leidende groep na de eerste ronde bestond uit Read, Alan Barnett, Gould en Dudley Robinson, maar geen van hen haalde de finish. Uiteindelijk werd de race gewonnen door Tony Jefferies met een Yamsel. In de Senior had Agostini ook een probleem: hij moest bijna twee minuten in de pit doorbrengen om carburatieproblemen op te lossen, maar zijn MV Agusta was zó snel dat hij aan de finish nog 5½ minuut voorsprong had op Peter Williams (Arter-Matchless) en Frank Perris (Suzuki). In de Lightweight TT waren de Yamaha tweecilinders niet te verslaan. Read leidde van start tot finish en won, maar de eerste acht plaatsen werden bezet door Yamaha's. In de Ultra-Lightweight TT (gereden in zware regen) debuteerde Barry Sheene, maar hij viel bij Quarterbridge. Chas Mortimer won met een Yamaha, maar zijn tijd was door de slechte omstandigheden de langzaamste sinds 1953.
De Britse merken hadden weer fabrieksracers gebouwd voor de 750cc-klasse. Daarom stelde de organisatie de nieuwe Formula 750 TT in. Daarin reden de nieuwe BSA Rocket 3, Triumph Trident en de Norton Commando. Tony Jefferies (Triumph) leidde van start tot finish en won vóór Ray Pickrell (BSA) en Peter Williams (Norton). In de Production 750 TT won Pickrell, ditmaal ook op een Triumph, vóór Jefferies en Bob Heath met een BSA. De Production 500 TT werd gewonnen door John Williams met een Honda en de Production 250 TT door Bill Smith, ook op een Honda. De Sidecar 750 werd gewonnen door Georg Auerbacher en de Sidecar 500 WK-race door Siegfried Schauzu/Wolfgang Kalauch.
1972

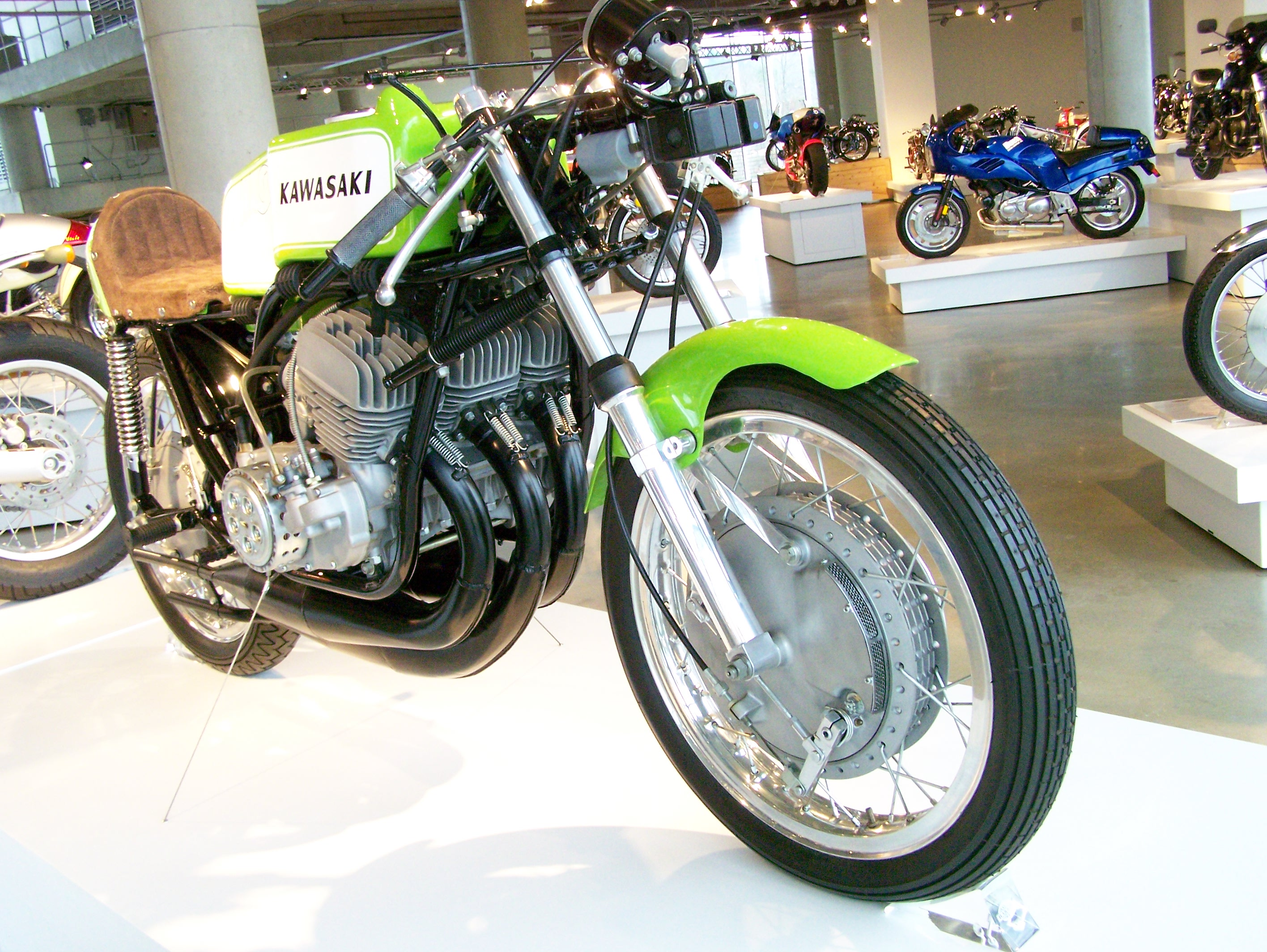
Kawasaki H 1 R uit 1972

De ACU ging begin 1972 actief op zoek naar sponsors voor de races, om de start-en prijzengelden te kunnen verhogen. Het benodigde bedrag werd vastgesteld op 30.000 Pond (ca. 250.000 gulden). De Ultra-Lightweight TT van 1972 leidde zo ongeveer de ondergang van de Isle of Man TT in het wereldkampioenschap in. Gilberto Parlotti had met zijn Morbidelli de Grand Prix van Duitsland en de Grand Prix van Frankrijk gewonnen en ging aan de leiding van het wereldkampioenschap. Tijdens de Ultra-Lightweight TT verongelukte hij in de stromende regen bij Verandah. De race werd gewonnen door Chas Mortimer met een Yamaha. Na de dood van Parlotti, een persoonlijke vriend van Agostini, weigerde de laatste in eerste instantie te rijden. Hij liet zich overtuigen, won de Senior TT en de Junior TT en zwoer daarna nooit meer op het eiland Man te racen. Andere grote sterren, zoals Rodney Gould en Phil Read, sloten zich daarbij aan (hoewel Phil Read daar in 1977 op zou terugkomen). In de Junior TT werd een toekomstige TT-ster, Tony Rutter, tweede met een Yamaha. Dat merk overheerste in de Lightweight TT; de eerste 22 plaatsen waren voor Yamaha's. Phil Read werd de winnaar vóór Rodney Gould en John Williams. De Formula 750 TT werd gewonnen door Ray Pickrell met de Triumph, maar ook hier kwamen de Japanners al op: Jack Findlay werd derde met een Suzuki 750TR XR11, gebaseerd op de watergekoelde Suzuki GT 750, Charlie Williams werd vijfde met een Yamaha en John Williams werd zevende met een Honda. Pickrell won ook de Production 750, Stan Woods (Suzuki) won de Production 500 en John Williams (Honda) de Production 250. Schauzu/Kalauch wonnen met BMW's zowel de 750- als de 500 cc Sidecar TT.
1973
De boycot die in 1972 was afgesproken bleek in 1973 bijna algemeen te zijn. In elk geval startte geen enkele rijder die in de voorafgaande vier Grands Prix het podium had betreden op het eiland Man, met uitzondering van de zijspanrijders. Behalve het feit dat men de Isle of Man TT te gevaarlijk vond, waren enkele weken eerder Jarno Saarinen en Renzo Pasolini dodelijk verongelukt op het Autodromo Nazionale Monza. Saarinen was toen al hard op weg wereldkampioen in de 250- en de 500cc-klasse te worden. Alle belangrijke wedstrijden moesten het op Man zonder grote namen stellen, en wat het wereldkampioenschap betrof was de Isle of Man TT haar belang helemaal kwijt. Dat gaf "lokale" rijders de kans met de ereplaatsten te gaan strijken. In de Senior TT won Jack Findlay met een Suzuki twin, in de Junior TT Tony Rutter met een Yamaha, in de Lightweight TT Charlie Williams met een Yamaha en in de Ultra-Lightweight TT Tommy Robb, eveneens met een Yamaha. Robb nam al sinds 1958 deel aan de TT, maar dit was zijn eerste overwinning. De Formula 750 TT werd gewonnen door Peter Williams met de nieuwe John Player Norton Commando met monocoque-frame. De zijspanklassen kenden weer dezelfde winnaars: Enders/Engelhardt wonnen zowel in de 750- als de 500cc-klasse. Belangrijk was wel de derde plaats van Rolf Steinhausen en Karl Scheurer in de 500 cc zijspanklasse. Zij reden een König, en daarmee hadden de tweetaktmotoren hun intrede gedaan in de zijspanklasse.
1974

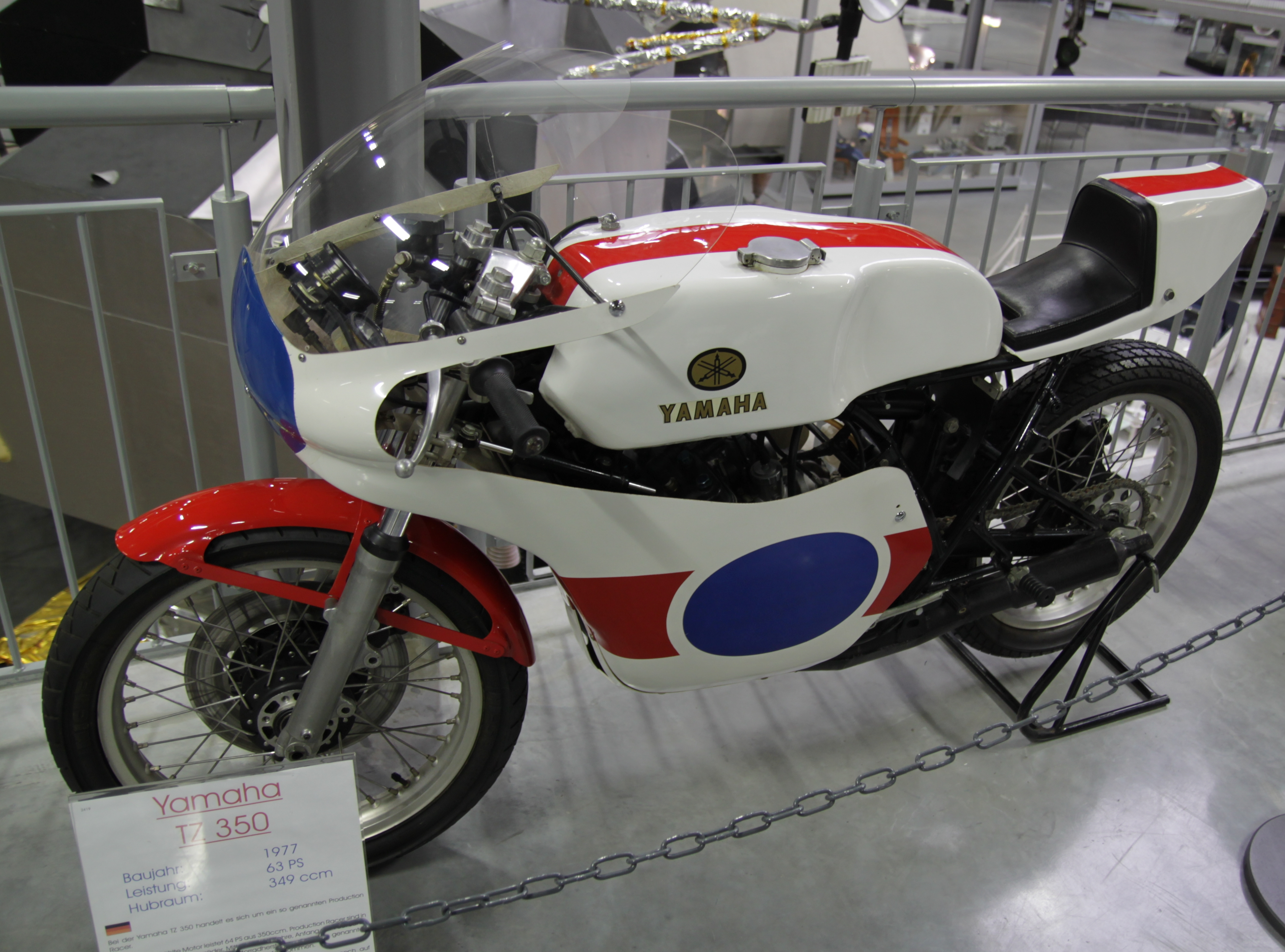
Yamaha TZ 350

De regering van het eiland Man stelde eind 1973 een bedrag van 70.000 pond ter beschikking ter ondersteuning van de TT. Inschrijfgeld werd daardoor afgeschaft en er werden reisvergoedingen en vaste startgelden betaald. De Lightweight 125 cc TT werd niet van het programma geschrapt, maar verloor wel haar WK-status. Met ontbreken van de grote sterren uit het wereldkampioenschap, verklaarde de TT-organisatie de Formula 750 Classic TT tot belangrijkste race. Voor het eerst in de geschiedenis moest de Senior TT haar rol als sluitstuk prijs geven. De hele week werd geplaagd door hevige regenval. De 750 cc viertakten waren echter in de Formula 750 geen partij voor de kleine 352 cc Yamaha's, die de eerste drie plaatsen pakten: Chas Mortimer, Charlie Williams en Tony Rutter. De Senior TT gaf hetzelfde beeld. Hoewel Jack Findlay en Paul Smart de nieuwe Suzuki RG 500 fabrieksracers hadden, vielen ze allebei uit en ook hier domineerden de lichte Yamaha's, die het in de natte omstandigheden veel makkelijker hadden. Phil Carpenter won vóór Charlie Williams en Tony Rutter en de eerste acht reden op een Yamaha. In de Junior TT waren zelfs de eerste dertig finishplaatsen voor Yamaha, met Rutter als overwinnaar.
In de Lightweight TT was het niet veel anders: bijna uitsluitend Yamaha's en Charlie Williams won. De Ultra-Lightweight TT werd gewonnen door Clive Horton met een Yamaha. Mick Grant won de Production 1000 TT, de opvolger van de Production 750 TT, met "Slippery Sam", de inmiddels beroemde Triumph die ook al in de drie jaren ervoor gewonnen had. In de zijspanklassen werden de König-tweetakten steeds sterker, maar ze misten betrouwbaarheid. De 750 cc Sidecar TT werd geleid door Steinhausen/Scheurer tot ze in de laatste ronde bij Guthrie's Memorial uitvielen waardoor Schauzu en Kalauch met hun BMW konden winnen. In de 500 cc Sidecar TT leidden Jeff Gawley/Kenny Birch met een König, maar zij vielen al in de tweede ronde uit. Schauzu nam de leiding over, maar viel ook stil, waardoor Heinz Luthringshauser en Hermann Hahn met een BMW wonnen. George O'Dell en Bill Boldison werden met hun König tweede.
1975
In 1975 werd een compleet nieuwe indeling van de klassen gemaakt: Alle Production-klassen werden samengevoegd in één: de Production TT. Daarin reden alle cilinderinhoudsklassen, van 250 cc Yamaha's en Suzuki's tot de 900 cc BMW R 90 S. Ze kregen één uitslag, maar toch werd er onderscheid gemaakt tussen de 750 cc, 500 cc en 250 cc. De laatste reed slechts negen ronden, maar de andere klassen reden de langste TT-race in de geschiedenis: tien ronden. Voor de coureurs was het niet zo lang, want per motorfiets waren er twee rijders. De wedstrijd werd gewonnen door Dave Croxford en Alex George met een Triumph Trident. De Formula 750 Classic TT kreeg weer een nieuwe naam: Classic TT. De Sidecar 750 TT werd Sidecar 1000 TT. De Senior TT werd gewonnen door Mick Grant met een Kawasaki. In de Junior TT vond een geweldig gevecht plaats tussen de Yamaha's van Charlie Williams en Alex George, maar George crashte bij de 33e mijlpaal. Hij werd met een helikopter afgevoerd, maar was niet ernstig gewond en kon zelfs nog vijfde worden in de Lightweight TT, die werd gewonnen door Chas Mortimer. De Ultra-Lightweight TT was afgeschaft. De Classic TT werd gewonnen door John Williams met een Yamaha, maar in de tweede ronde had Mick Grant het acht jaar oude ronderecord van Mike Hailwood gebroken; hij reed 109,82 mph. Hailwood had in 1967 108.77 mph gereden met een Honda RC 181. In de Sidecar 500 TT werden de BMW's nu definitief geklopt door de tweetakten van König (Steinhausen/Huber wonnen) en Yamaha (Hobson/Russell werden tweede en Greasley/Holland derde). In de Sidecar 1000 TT wisten Schauzu en Kalauch nog wel te winnen met een BMW.
1976

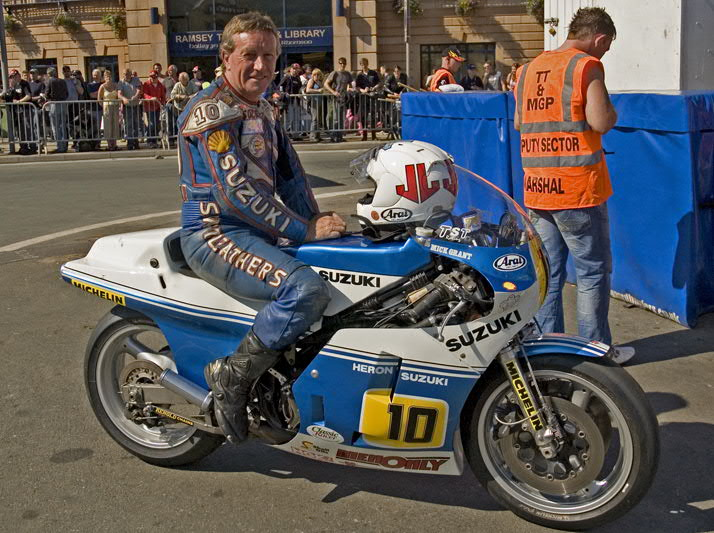
Mick Grant met een Suzuki RG 500, gefotografeerd op Parliament Square in Ramsey in 2007

In de Senior TT verbeterde John Williams het ronderecord van Mick Grant weer, met 3 mph zelfs. Hij bracht het op 112,27 mph, maar in de laatste ronde kwam hij niet door bij de finish, terwijl hij bij Signpost Corner wel gesignaleerd was. Hij kwam zonder benzine te staan en moest de laatste kilometers duwen. Uitgeput en teleurgesteld duwde hij zijn Suzuki RG 500 naar de zevende plaats, terwijl de race werd gewonnen door Tom Herron (Yamaha). Williams won later in de week wel de Classic TT, die vanwege de regen was uitgesteld. De Junior TT werd gewonnen door Chas Mortimer (Yamaha). Tom Herron won ook de Lightweight TT met een Yamaha. De Production TT werd gewonnen door Bill Simpson en Chas Mortimer met een 250 cc Yamaha. Ondanks het feit dat de 250cc-klasse slechts negen ronden reed werden ze toch tot overall winnaars verklaard. De BMW-hegemonie in de 500 cc zijspanklasse was nu echt voorbij: de eerste BMW stond op de twintigste plaats. De race werd gewonnen door Steinhausen/Huber met hun König, maar ook andere tweetakten kwamen sterk op: Greasley/Holland werden tweede met een Yamaha, Hobson/Burns derde met een Yamaha en Schauzu/Kalauch vierde met een "ARO", een tweetakt-boxermotor die door Helmut Fath was gebouwd. De 1000 cc zijspanklasse werd gewonnen door Hobson en Burns met hun Yamaha, maar hier werden Schauzu en Kalauch met een BMW tweede. Charlie Williams had een pechweek. Hij werd in Liverpool opgehouden door de mist en moest daardoor in de Junior TT achteraan starten. Daarin viel hij uit, maar dat gebeurde ook in de Lightweight TT en de Senior TT. In de Classic TT werd hij met een Maxton-Yamaha vierde.
1977
Al vijf jaar werd de Isle of Man gemeden door alle grote teams in het wereldkampioenschap wegrace en in 1977 maakte de FIM er een einde aan. De TT verloor haar WK-status. Phil Read, een van de initiatiefnemers voor de boycot, kwam juist terug op uitnodiging van Honda Britain om aan de nieuwe Formula One TT deel te nemen. Hij won de race, maar zijn overwinning was omstreden. Net als in 1954 werd de race vanwege de regen vervroegd, na vier ronden, afgevlagd. Ducati-rijder Roger Nicholls had 22 seconden voorsprong maar had net getankt, terwijl Read was doorgereden. Read won daardoor vóór Nicholls en Ian Richards met een Honda. De Senior TT werd slechts één ronde te vroeg afgevlagd, maar daar had Read van begin tot eind geleid. Die won hij dus ook, met Tom Herron (Yamaha) tweede en Eddie Roberts (Suzuki) derde. Read had ook zijn zinnen gezet op de Classic TT, maar brak in de training een sleutelbeen door een val in Brandish Corner. Mick Grant won die wedstrijd overtuigend met zijn Kawasaki in een nieuw ronderecord van 112,77 mph.
De Junior TT, die slechts over drie ronden ging en was teruggebracht tot 250 cc, werd gewonnen door Charlie Williams (Yamaha), die van start tot finish geleid had. De nieuwe Formula Two TT stond open voor de tweetakten die voorheen in de 350 cc Junior TT hadden gereden, maar ook voor de viertakten tot 600 cc. Ze kende slechts veertien deelnemers en werd gewonnen door Alan Jackson jr. met een Honda. De Formula Three TT bood ruimte voor de voormalige Lightweight- en 125 cc rijders, maar ook voor viertaktmotoren tot 400 cc. John Kidson won met een Honda. Hoewel de Isle of Man TT 70 jaar bestond, werd de Jubilee TT, gesponsord door Schweppes, georganiseerd ter gelegenheid van het zilveren jubileum van koningin Elizabeth II. Deze wedstrijd werd gewonnen door Joey Dunlop met een 750 cc Rea-Yamaha. Het was zijn eerste overwinning tijdens de Isle of Man TT. Nu de Sidecar TT haar WK-status ook kwijt was, werd de 500cc-klasse geschrapt. Zijspanmotoren mochten maximaal 1000 cc meten en ze reden nu twee manches. In de eerste manche vertrokken Greasley/Skeels met de eerste ronde met staande start boven 100 mph, maar ze werden ingehaald door O'Dell/Arthur die met 50 seconden voorsprong wonnen. In de tweede manche viel O'Dell al snel uit. Malcolm Hobson en Stuart Collins wonnen met een Yamaha. Omdat Rolf Steinhausen en Ken Williams in beide manches derde waren geworden met hun König, werden ze totaalwinnaar.
| 1970 | 55. | Les Iles          |
| 1970 | 56. | Michael Collins   |
| 1970 | 57. | Denis Blower      |
| 1970 | 58. | Santiago Herrero  |
| 1970 | 59. | John Wetherall    |
| 1970 | 60. | Brian Steenson    |
| 1971 | 61. | Brian Finch       |
| 1971 | 62. | Maurice Jeffery   |
| 1972 | 63. | Gilberto Parlotti |
| 1973 | 64. | John Clarke       |
| 1974 | 65. | Peter Hardy       |
| 1974 | 66. | David Nixon       |
| 1975 | 67. | Peter McKinley    |
| 1975 | 68. | Phil Gurner       |
| 1976 | 69. | Walter Wörner     |
| 1976 | 70. | Les Kenny         |
| 1978 | 71. | Steven Davis      |
| 1978 | 72. | Malcolm Hobson    |
| 1978 | 73. | Kenny Birch       |
| 1978 | 74. | Ernst Trachsel    |
| 1978 | 75. | Mike Adler        |
| 1979 | 76. | Steve Verne       |
| 1979 | 77. | Fred Launchbury   |

1978
In 1978 gold nog steeds het in 1962 door de FIM ingestelde startverbod voor vrouwen, maar Hilary Musson meldde zich aan. Zij had in 1974 en 1975 het British Racing Club 250 Production Championship gewonnen en was bovendien in het bezit van een internationale startlicentie. De ACU besloot haar te laten deelnemen "op basis van haar verdienste", maar kon haar moeilijk weigeren omdat de TT grotendeels bezet was met coureurs zonder die internationale licentie. Hiermee verviel het startverbod voor vrouwen, dat bij de Manx Grand Prix in stand bleef tot in 1989. Musson's dochter Gail reed in die Manx Grand Prix van 1998 tot 2006.
Na de vrij rustig verlopen TT van 1977 was 1978 weer een jaar vol bijzondere gebeurtenissen. De TT werd geplaagd door veel ongevallen. In de eerste manche van de Sidecar TT verongelukten Malcolm Hobson en zijn bakkenist Kenny Birch bij Bray Hill en zijspancoureur Ernst Trachsel op Quarterbridge Road. Pat Hennen viel tijdens de Senior TT zo hard bij Bishopscourt, dat hij nooit meer zou racen. Daar stond tegenover dat het Britse publiek getracteerd werd op de terugkeer van Mike Hailwood, die zijn motorcarrière in 1967 beëindigd had. Hoewel iedereen wel hoopte dat Hailwood met zijn Ducati de Formula One TT zou winnen, waren zijn kansen klein. Toch reed hij meteen de snelste ronde ooit: 109,87 mph, en dat met een staande start. Phil Read was met de Honda vóór hem gestart, maar Hailwood liep al snel op hem in. Hij haalde hem in en Read viel in de vijfde ronde bij de elfde mijlpaal stil. Hailwood won de race met twee minuten voorsprong op John Williams op Honda.
In de Senior TT reed Hailwood op een Yamaha, maar in Ramsey brak zijn stuurdemper af en hij werd slechts 28e. De race werd gewonnen door Tom Herron, die aanvankelijk nog moest vechten tegen de Amerikaan Pat Hennen. Hennen reed de snelste ronde, maar crashte bij Bishopscourt. Hennen's nieuwe recordronde (113,83 mph) werd vier dagen later weer verbeterd tijdens de Classic TT, toen Mick Grant met een Kawasaki 114,33 mph haalde. Grant won de race vóór John Williams en Alex George. Hailwood was weer uitgevallen, ditmaal met motorproblemen. In de Junior TT leidde Chas Mortimer van start tot finish. Charlie Williams werd tweede. Het veld bestond vrijwel alleen uit Yamaha's, maar Hailwood kreeg met die van hem weer problemen en werd slechts twaalfde. De tragedie in de Sidecar TT ontvouwde zich binnen enkele minuten. Nog geen minuut na de start van de eerste manche verongelukten Hobson en Birch op de top van Bray Hill, en even later ook Ernst Trachsel aan de bodem van die heuvel, bij de overgang naar Quarterbridge Road. Rolf Biland en Kenny Williams reden de snelste ronde, maar vielen uit, waardoor Dick Greasley en Gordon Russell met hun Yamaha wonnen. De tweede manche werd gewonnen door Steinhausen/Kalauch met een Yamaha.
1979
In 1979 vierde het eiland Man het 1.000-jarige bestaan van haar parlement, de Tynwald. Hailwood begon zijn week met een overwinning in de Senior TT met een 500 cc Suzuki. Hij werd geholpen doordat Mick Grant uitviel door de blessures die hij tijdens de North West 200 had opgelopen. Hailwood bracht daarmee zijn eigen record op 14 TT-overwinningen. Hij had ook de Classic TT met deze Suzuki bijna gewonnen, maar moest het hoofd buigen voor Alex George, die hem met drie seconden klopte met een 1000 cc Honda. George zette meteen de snelste totaaltijd neer: Hij haalde een racegemiddelde van 113,08 mph. In de Formula One TT moest Hailwood met zijn Ducati om de derde plaats vechten met Ron Haslam (Honda), maar door technische problemen werd hij slechts vijfde. Ook hier won Alex George vóór Charlie Williams. De Junior TT werd vanaf het begin geleid door Charlie Williams met een Yamaha. Hij verbeterde het elf jaar oude record met een gemiddelde snelheid van 106,83 mph. Beide manches van de Sidecar TT werden gewonnen door Trevor Ireson en Clive Pollington. In de eerste manche moesten ze het gevecht aangaan met Dick Greasley/John Parkins en Mike Boddice/Chas Birks, tot Greasley door benzinetekort moest vertragen en Boddice bij Creg-ny-Baa zijn ketting moest vervangen. Pollington had zijn arm opengehaald aan een trottoirband, maar hield vol tot de finish. In de tweede manche konden Greasley/Pollington met meer gemak winnen.

### Jaren 1980
| 1981 | - Senior TT opgedeeld in 500- en 350cc-klasse |
| 1983 | - Formula Three TT afgeschaft - Senior TT wordt Senior Classic TT - Junior 350 cc TT ingevoerd - Eerste ronde boven 110 mph met een 250cc-machine (Con Law, EMC in de Junior TT)                                                                                    |
| 1984 | - Nieuwe klassen ingevoerd: Production 751-1500 cc TT, Production 251-750 cc TT, Production 100-250 cc TT, Historic 500 cc TT en Historic 350 cc TT - Junior 350 cc TT weer afgeschaft - Senior Classic TT wordt weer Senior TT met maximaal 500 cc.                |
| 1985 | - Joey Dunlop evenaart het eerste record van Mike Hailwood: drie overwinningen in één week - Classic TT afgeschaft, 1000 machines terug naar de Senior TT - Historic TT afgeschaft                                                                                  |
| 1986 | - Production klassen vervangen door Production Class A TT, Production Class B TT, Production Class C TT en Production Class D TT - Eerste ronde boven 100 mph met een 250 cc productiemotor (Mat Oxley, Yamaha)                                                     |
| 1989 | - Eerste ronde boven 120 mph (Steve Hislop, 121,34 mph met een Honda RC 30 in de Formula One TT) - Supersport 600 TT, Supersport 400 TT en Production 750 TT ingevoerd, Ultra-Lightweight TT heringevoerd - Production klassen A t/m D en Formula Two TT afgeschaft |

De jaren tachtig stonden in het teken van Joey Dunlop, die in 1977 al de Jubilee TT gewonnen had. Ze stonden ook in het teken van de "Production" machines. Het wereldkampioenschap kwam niet meer naar Man, en daardoor miste men ook de snelle fabrieksracers en ging men steeds meer de nadruk leggen op productieracers. Door de introductie van o.a. de Formula TT en de Formule 750 ontwikkelden de fabrikanten echter steeds snellere sportmotoren, die zonder meer geschikt waren voor races. Joey Dunlop had niet veel op met productieracers, maar mede door zijn successen gingen de grote merken, importeurs en dealers steeds meer professionele machines naar het eiland sturen. Dat gold ook voor de grote sponsoren uit de wegrace, zoals Rothmans (Honda) en Skoal Bandit (Suzuki). Na het afschaffen door de FIM van de 350cc-klasse in 1983 stopten de fabrikanten met de productie van 350 cc wegracers. De TT-organisatie besloot daarop de klassen open te stellen voor twee- en viertakten, met verschillende cilinderinhouden. In 1983 kwamen de 350cc-motorfietsen in de TT voor één jaar terug, niet in de Junior TT, maar in de apart toegevoegde Junior 350 cc TT.
1980
De Formula One TT van 1980 verliep controversieel omdat Suzuki protesteerde tegen de tankinhoud van winnaar Mick Grant. Zijn tank was inderdaad te groot, maar was opgevuld met tennisballen om de inhoud te reduceren. Het protest werd afgewezen. De winnaar van 1979, Alex George, was geblesseerd geraakt tijdens de training. Zijn startnummer én zijn fabrieks-Suzuki waren overgenomen door Graeme Crosby, waar Honda weer niet gelukkig over was. Het ging in de eerste ronden tussen Grant en Crosby, nadat de aanvankelijke leiders Graeme McGregor en Ron Haslam snelheid verloren. Uiteindelijk won Grant vóór Crosby. De uitgestelde Senior TT werd wel door Crosby gewonnen. Hij had een leuk gevecht gehad met Ian Richards, maar die was in de laatste ronde uitgevallen. Steve Cull (tweede) en Steve Ward (derde) maakten het succes voor Suzuki compleet. Charlie Williams won twee wedstrijden op één dag: de Junior TT en de Formula Two TT, beide op een Yamaha. Joey Dunlop won met een tamelijk aftandse Rea-Yamaha de Classic TT met een nieuwe absolute recordronde van 115,22 mph. Trevor Ireson en Clive Pollington wonnen met Yamaha hun derde Sidecar TT.
1981
Opnieuw ontstonden er problemen tijdens de Formula One TT. Het ging tussen de fabrieksteams van Honda en Suzuki. Graeme Crosby (Suzuki) kon niet op tijd aan de start komen door problemen met zijn ketting. Hij mocht aan de staart van het veld starten, maar zijn starttijd bleef lopen. Daardoor was hij bij voorbaat kansloos. Ron Haslam (Honda) won nadat Joey Dunlop (Honda) een lange pitstop moest maken om een band te vervangen. Crosby reed een geweldige race en wist zich ondanks zijn tijdverlies naar de derde plaats te vechten. Na de wedstrijd diende Suzuki een protest in en dat werd toegekend: Crosby werd enkele uren na de race tot winnaar verklaard. Bij Honda was men woedend. Alle coureurs werden uit protest voor de rest van de races in zwart leer gestoken en de motorfietsen werden zwart gespoten.
In de Classic TT viel Dunlop in de derde ronde stil zonder benzine, en Crosby won de race overtuigend vóór de zwarte Honda's van Mick Grant en Alex George. De Senior TT werd weer geplaagd door slecht weer. Chris Guy (Yamaha) leidde de race, die al een uur was uitgesteld, maar na twee ronden werd er afgevlagd omdat het te gevaarlijk werd. Pas de volgende dag vond de herstart plaats, maar toen leidde Mick Grant (Suzuki) van start tot finish terwijl Crosby en Guy uitvielen. In de Junior TT doorbrak Steve Tonkin de Yamaha-dominantie door met een Armstrong te winnen. Die "Armstrong" kwam niet zomaar uit de lucht vallen: In 1980 was Tonkin derde geworden met een Cotton, die voorzien was van een Rotax-tandemtwin. Cotton was daarna overgenomen door Barton Engineering, de producent van het merk Armstrong. De regerende wereldkampioenen zijspanrace Jock Taylor en Benga Johansson wonnen beide manches van de Sidecar TT met een 750 cc Yamaha.
1982
In 1982 won Ron Haslam eindelijk zijn eerste TT, in de Formula One TT, toen hij uitkwam voor Honda Britain. De race werd geleid door zijn teamgenoot Mick Grant, maar die viel in de vijfde ronde uit. Dennis Ireland won met een 500 cc Suzuki de Classic TT. Aan het einde van de eerste ronde zat hij niet eens bij de eerste zes, maar toen begonnen de leiders een voor een uit te vallen. Grant en Haslam vielen uit in de vijfde ronde, en daarna ook nog Charlie Williams en Joey Dunlop. De Senior TT werd opgedeeld in twee klassen: 500 cc en 350 cc. Mick Grant ging aan de leiding tot hij bij Ballig Bridge tegen een langzamere rijder reed en uitviel. Daardoor won Norman Brown met een Suzuki de 500cc-klasse. Tony Rutter (Yamaha) won de 350cc-klasse en maakte zijn raceweek compleet door ook de Formula Two TT te winnen.
Ook in de Junior TT waren er veel uitvallers. Uiteindelijk won Con Law met een Waddon-Rotax. Norman Brown werd met een Yamaha tweede. Ook in de zijspanklasse vielen veel favorieten uit. Al in de eerste ronde van de eerste manche kregen Taylor/Johansson technische problemen, maar zij eindigden toch nog in het achterveld. Daarna namen Mick Boddice/Chas Birks de leiding, maar zij vielen in de laatste ronde uit. Trevor Ireson en Don Williams wonnen de eerste manche. Ook in de tweede manche viel Boddice uit, ditmaal in de tweede ronde. Jock Taylor nam de leiding over en reed een nieuw ronderecord van 108,29 mph. Hij won voor Dennis en Julia Bingham, maar de overall winnaars waren Roy Hanks en Vince Biggs, die in de eerste manche derde en in de tweede manche vijfde waren geworden. Voor Jock Taylor was dit zijn laatste TT: hij verongelukte op 15 augustus tijdens de Grand Prix van Finland op het circuit van Imatra.
1983

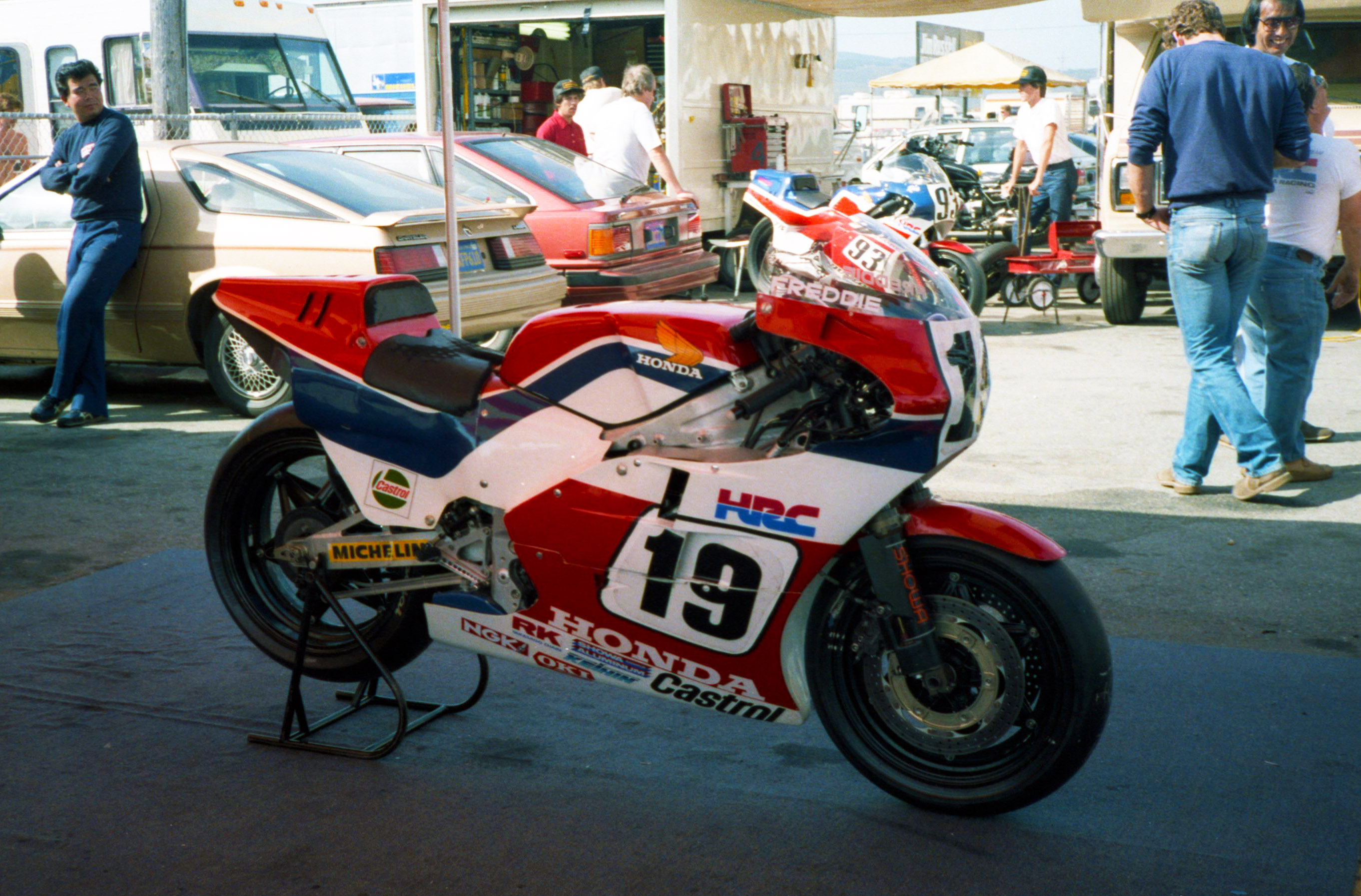
Honda NS 500

In 1983 werd de Senior TT opgewaardeerd naar maximaal 1000 cc en kreeg ze de naam Senior Classic TT. Norman Brown bracht de snelste ronde op 116,19 mph maar viel uit en Rob McElnea won met een zware Suzuki viertakt vóór Con Law met een Suzuki en Joey Dunlop met een Honda. Dunlop had toen de TT Formula One al gewonnen met een Honda, ondanks het feit dat hij een achterwiel had moeten wisselen. De Suzuki's van Mick Grant en Rob McElnea werden tweede en derde. De Junior 350 cc TT bood weer plaats aan 350cc-motorfietsen. Ze werd gewonnen door Phil Mellor met een Yamaha, die na de eerste ronde slechts vijfde was. Voor hem vielen enkele mensen uit, waardoor hij het gevecht met Con Law in zijn voordeel kon aangaan. Law viel echter bij Union Mills uit, waardoor Mellor zijn laatste ronde rustig kon uitrijden vóór de Yamaha's van Trevor Nation en Chas Mortimer.
De "normale" 250 cc Junior TT werd gewonnen door Con Law, met de door Dr. Joe Ehrlich ontwikkelde EMC. Ehrlich was eerder al betrokken geweest bij de motorfietsen van Waddon. De EMC was geen kinderachtige machine, Law reed er een nieuw ronderecord van 110,03 mph mee, de eerste ronde boven 110 mph met een 250cc-machine. De eerste manche van de zijspanklasse werd gewonnen door Dick Greasley en Stewart Atkinson vóór Dennis en Julia Bingham. In de tweede manche won Mick Boddice zijn eerste TT na veertien jaar deelname. Met zijn bakkenist Chas Birks leidde hij van start tot finish. Overall winnaars waren Nick Edwards en Brian Marris, die in de eerste manche vierde en in de tweede manche tweede waren geworden. Voor Norman Brown was het zijn laatste TT. Hij verongelukte in juli tijdens de Grand Prix van Groot-Brittannië op Silverstone.
1984
Hoewel de Junior 350 cc TT weer werd afgeschaft, werd er een recordaantal van twaalf wedstrijden gereden, door de herinvoering van de "Production" klassen, nu in de vorm van de Production 751-1500 cc TT, Production 251-750 cc TT, Production 100-250 cc TT. Daarnaast werd er voor het eerst met "classics" gereden in de Historic 500 cc TT en Historic 350 cc TT. De Senior TT kwam weer terug als 500cc-klasse. De Classic TT leverde een flink gevecht op tussen Rob McElnea (Suzuki), Joey Dunlop (Honda) en Mick Grant (Suzuki), maar ze finishten in deze volgorde. In de Senior TT waren de 500 cc tweetakten weer onder elkaar. Joey Dunlop bracht met de Honda NS 500 tweetakt in de vijfde ronde het ronderecord op 118,47 mph, maar kwam in de laatste ronde zonder benzine te staan. Rob McElnea won met de Suzuki RG 500 en Roger Marshall werd met een Honda tweede.
In de Formula One TT reden Marshall en Dunlop op de Honda V-vier. Marshall leidde kort, en beiden wisselden een aantal malen van positie, maar uiteindelijk won Dunlop vóór Marshall en Tony Rutter met een Ducati TT1 750. De Australiër Graeme McGregor won zijn eerste TT in de Junior met een EMC vóór Charlie Williams en Phil Mellor met Yamaha's. Vier uur later won McGregor met een Yamaha de Formula Two TT. Geoff Johnston won de 1500cc-klasse van de Production TT met een Kawasaki GPz 900 R, Trevor Nation won de 750cc-klasse met een Honda en Phil Mellor won de 250cc-klasse met een Yamaha. Dave Roper was de eerste Amerikaan die een TT won. Hij deed dat met een Matchless G50 in de Historic 500 cc TT. De 350cc-klasse werd gewonnen door Steve Cull met een Aermacchi Ala d'Oro 350. Mick Boddice en Chas Birks wonnen de eerste manche van de Sidecar TT met een Yamaha, Dennis en Julia Bingham werden voor het derde jaar in successie tweede in een manche. Ze waren in beide voorgaande jaren ook in een manche uitgevallen, en dat gebeurde nu weer. Dat overkwam ook Boddice, Ireson en Greasley, waardoor Steve Abbott en Shaun Smith wonnen. Zij werden ook overall-winnaar.
1985

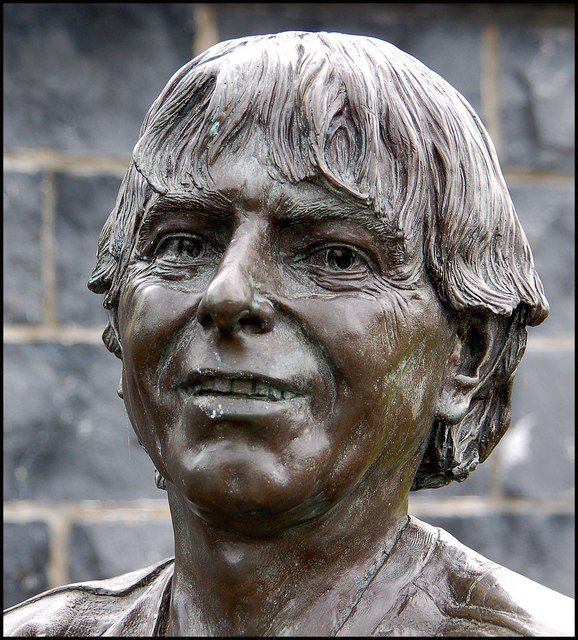
Standbeeld van Joey Dunlop. In 1985 evenaarde hij het record van Mike Hailwood door drie races in een week te winnen.

In 1985 verdwenen een viertal klassen: de Classic TT, de Formula Three TT, de Historic 500 cc TT en de Historic 350 cc TT. Vanwege het verdwijnen van de Classic TT gingen de 1000cc-machines weer naar de Senior TT. Joey Dunlop evenaarde het record van Mike Hailwood door drie TT's in één week te winnen. Dunlop won eerst de Formula One TT met een Rothmans Honda, onderwijl het ronderecord brekend. Zijn naaste concurrenten kregen problemen; Graeme McGregor (Suzuki) crashte bij Greeba Bridge in de eerste ronde en Roger Marshall (Honda) en Mick Grant (Suzuki) kregen technische problemen en Andy McGladdery crashte bij Cruickshanks Corner. Tony Rutter (Suzuki) werd tweede en Steve Parrish werd aanvankelijk derde, maar hij werd gediskwalificeerd omdat zijn tank te groot was. Daardoor ging de derde plaats naar Sam McClements (Yamaha). In de Junior TT leek Brian Reid gemakkelijk te gaan winnen, maar hij viel vlak voor de finish bij Hillberry Corner stil zonder benzine. Hij had met zijn EMC een paar keer van kop gewisseld met Joey Dunlop op de Honda, maar met een nieuw ronderecord van 112,08 mph had Reid 15 seconden voorsprong gekregen. Dunlop won met enig geluk met 15 seconden voorsprong op Steve Cull met een Honda en Eddie Roberts met een Kimoco.
Reid had toch al geen gelukkige week, want in de Formula Two TT had hij met een Yamaha de snelste ronde gereden waarna hij uitviel. Daardoor kon Tony Rutter met de Ducati de winst pakken. In de Production TT won Geoff Johnson met een Honda de 1500cc-klasse, Mick Grant won met een Suzuki de 750cc-klasse en Motor Cycle News-journalist Mat Oxley won met een Honda de 250cc-klasse. Joey Dunlop sloot zijn raceweek af met een gemakkelijke overwinning in de Senior TT met een Rothmans-Honda NS 500. Zijn teamgenoot Roger Marshall werd tweede. Doordat Mick Grant en de Duitser Klaus Klein crashten werd Mark Johns met een Suzuki RG 500 derde. Mick Boddice had de pech dat zijn ketting afliep bij Governor's Bridge, kort voor de finish. Daardoor wonnen Dave Hallam en John Gibbard de eerste race (Sidecar Race A), vóór Boddice/Birks. In de Sidecar Race B won Boddice wel, vóór Lowry Burton/Alan Langton en Dennis en Julia Bingham.
| 1980 | 78. | Martin Ames         |
| 1980 | 79. | Andrew Holme        |
| 1980 | 80. | Roger Corbett       |
| 1981 | 81. | Kenneth Blake       |
| 1984 | 82. | Roger Cox           |
| 1985 | 83. | Sven Tomas Eriksson |
| 1985 | 84. | Mats Urban Eriksson |
| 1985 | 85. | Rob Vine            |
| 1986 | 86. | Ian Ogden           |
| 1986 | 87. | Alan Jarvis         |
| 1986 | 88. | Eugene McDonnell    |
| 1986 | 89. | Andy Cooper         |
| 1988 | 90. | Ricky Dumble        |
| 1988 | 91. | Kenneth Harmer      |
| 1988 | 92. | Brian Warburton     |
| 1989 | 93. | Marco Fattorelli    |
| 1989 | 94. | John Mulcahy        |
| 1989 | 95. | Phil Hogg           |
| 1989 | 96. | Phil Mellor         |
| 1989 | 97. | Steve Henshaw       |

1986
Opnieuw een gewijzigde klassen-indeling in 1986. De Production-klassen kregen de namen Production Class A t/m D, met als inhoudsmaten: A tot 1500 cc, B (500 cc tweetakten en 750 cc viertakten), C (350 cc tweetakten en 600 cc viertakten) en D (250 cc tweetakten en 400 cc viertakten). De hele raceweek verliep met tegenslagen door het slechte weer, veel uitvallers en vier doden, maar het dieptepunt was het dodelijke ongeluk van Eugene McDonnell, die een losgebroken paard aanreed. Dat dier was geschrokken van de helikopter die de gevallen Brian Reid moest afvoeren. Al in de Senior, die was gestart door de hertog van Kent, waren er veel uitvallers. Roger Marshall was de eerste leider, maar hij werd ingehaald door Trevor Nation. Nation viel zonder benzine, Marshall moest een lange pitstop maken om zijn ketting af te stellen en Joey Dunlop stond drie minuten in de pit met stuurdemperproblemen. Daardoor ging de race naar Roger Burnett.
De Formula One TT moest vanwege het weer enkele dagen worden uitgesteld en werd ingekort tot vier ronden. Joey Dunlop won met de Rothmans-Honda viertakt nadat hij de hele wedstrijd geleid had. De Formula Two TT was ook ingekort tot vier ronden. Brian Reid leidde de wedstrijd en reed een nieuw ronderecord. Hij won de race met een Yamaha. In de Junior TT viel Brian Reid bij Ballaugh Bridge en hij werd afgevoerd door de helikopter waarvan een paard zodanig schrok dat het op het circuit sprong. McDonnell reed het dier aan en was op slag dood. Steve Cull won met een Honda, maar gefeest werd er na afloop niet.
In de Production Class A verpulverde Trevor Nation de ronde- en racerecords met een Suzuki GSX-R 1100 door de eerste ronde onder de 20 minuten af te leggen met een gemiddelde snelheid van 113,26 mph. Hij won vóór Kevin Wilson en Brian Morrison. Phil Mellor won vrij gemakkelijk de Production Class B met een Suzuki GSX-R 750 met een nieuw ronderecord van 110,69 mph, bijna 5 mph sneller dan het oude record. De Production Class C werd gewonnen door Gary Padgett (Suzuki) na een flink gevecht met Malcolm Wheeler (Kawasaki). De Production Class D werd gewonnen door Barry Woodland met een Skoal Bandit Suzuki, maar de ster van de dag was Mat Oxley, die de eerste ronde boven 100 mph met een 250 cc productie-motorfiets reed, maar bij Governor's Bridge gevallen was. Lowry Burton en Pat Cushnahan werden de eerste Ieren die een Sidecar TT wonnen. Ze wonnen de Sidecar Race A met een Yamaha, nadat Boddice, Bingham en Greasley uitgevallen waren. De Sidecar Race B werd gewonnen door Nigel Rollason en Don Williams met een Barton-Phoenix. Deze machine had een 750 cc tweetaktmotor die in 1980 door Barton Engineering was gemaakt voor de film Silver Dream Racer met David Essex en Beau Bridges. Rollason was na de eerste ronde slechts zesde maar begon langzaam in te lopen. Hij nam de leiding toen Chas Birks bij Greeba Castle uit het zijspan van Mick Boddice viel en Burton/Cushnahan en Hallam/Gibbard uitvielen.
1987
Op de 80e verjaardag van de Isle of Man TT speelde het slechte weer een hoofdrol. Voor het eerst in de geschiedenis werd niet het hele programma afgewerkt, twee productieklassen moesten worden afgelast. De TT Formula One race werd nog op een droge baan verreden. Joey Dunlop (Honda VFR 750 R) was geschrokken van de trainingstijd van Phil Mellor (Skoal Bandit Heron Suzuki GSX-R 750), die 15 seconden sneller was dan het oude ronderecord, maar in de race passeerde hij Mellor. Die werd tweede vóór Geoff Johnson (Loctite Yamaha FZR 750 R). De Senior TT was een dag uitgesteld en ingekort tot vier ronden vanwege de hevige regenval. Hoewel de Senior open stond voor machines tot 1000 cc, koos Joey Dunlop voor de lichte en wendbare Honda NS 500 driecilinder tweetakt. Net als in de Formula One TT moest hij aanvankelijk genoegen nemen met de tweede plaats, ditmaal achter Trevor Nation (Loctite Yamaha), maar uiteindelijk wist hij vooraan te komen. Toen Dunlop moest tanken nam Mellor de leiding over, maar hij crashte bij The Nook. Dunlop won zijn tiende TT, vóór Geoff Johnson (Yamaha) en Roger Marshall (Suzuki). Geoff Johnson won de Production Class B nadat zijn teamgenoot Trevor Nation zonder benzine kwam te staan. Dat was voor Nation het tweede achtereenvolgende jaar dat dit gebeurde. De Production Class D werd gewonnen door Barry Woodland met een Yamaha FZR 400 R. Malcolm Wheeler werd met een FZR tweede en de snelste tweetakt kwam op de derde plaats: Mat Oxley met een Yamaha TZ 250.
De Junior TT leek naar Steve Hislop te gaan. Hij had een grote voorsprong, maar in de vijfde ronde viel hij stil bij Glen Helen. Daardoor konden de EMC-rijders het initiatief overnemen. Eddie Laycock won zijn eerste TT vóór Brian Reid. Hislop zette zijn verlies in de Junior recht in de Formula Two TT. Ditmaal viel leider Brian Reid uit met bougieproblemen. Hislop nam met zijn Yamaha de leiding over en won, ondanks het feit dat Eddie Laycock een nieuw ronderecord reed. Don Williams, de bakkenist van Mick Boddice, liep nog mank na een val op Oulton Park waar hij beide benen gebroken had. Desondanks wonnen ze de Sidecar Race A. Boddice reed na de eerste ronde met een kapotte koppeling, waardoor hij in korte bochten zoals Ramsey Hairpin grote problemen had, maar uiteindelijk hielden ze bijna een halve minuut over op Dennis en Julia Bingham. Williams was de vervanger van Chas Birks, die na zijn val bij Greeba Castle in 1986 nog aan het revalideren was. Er was ook een "Formula Two" zijspanklasse ingevoerd, die werd gewonnen door Dave Saville en Dave Hall met een 350 cc Yamaha. De Sidecar Race B werd gewonnen door Lowry Burton en Pat Cushnahan na een gevecht met Boddice/Williams. Boddice viel in de laatste ronde stil bij Ballaugh. Lowry Burton was met zijn 49 jaar de oudste TT-winnaar ooit. Saville won ook nu de Formula Two klasse.
1988

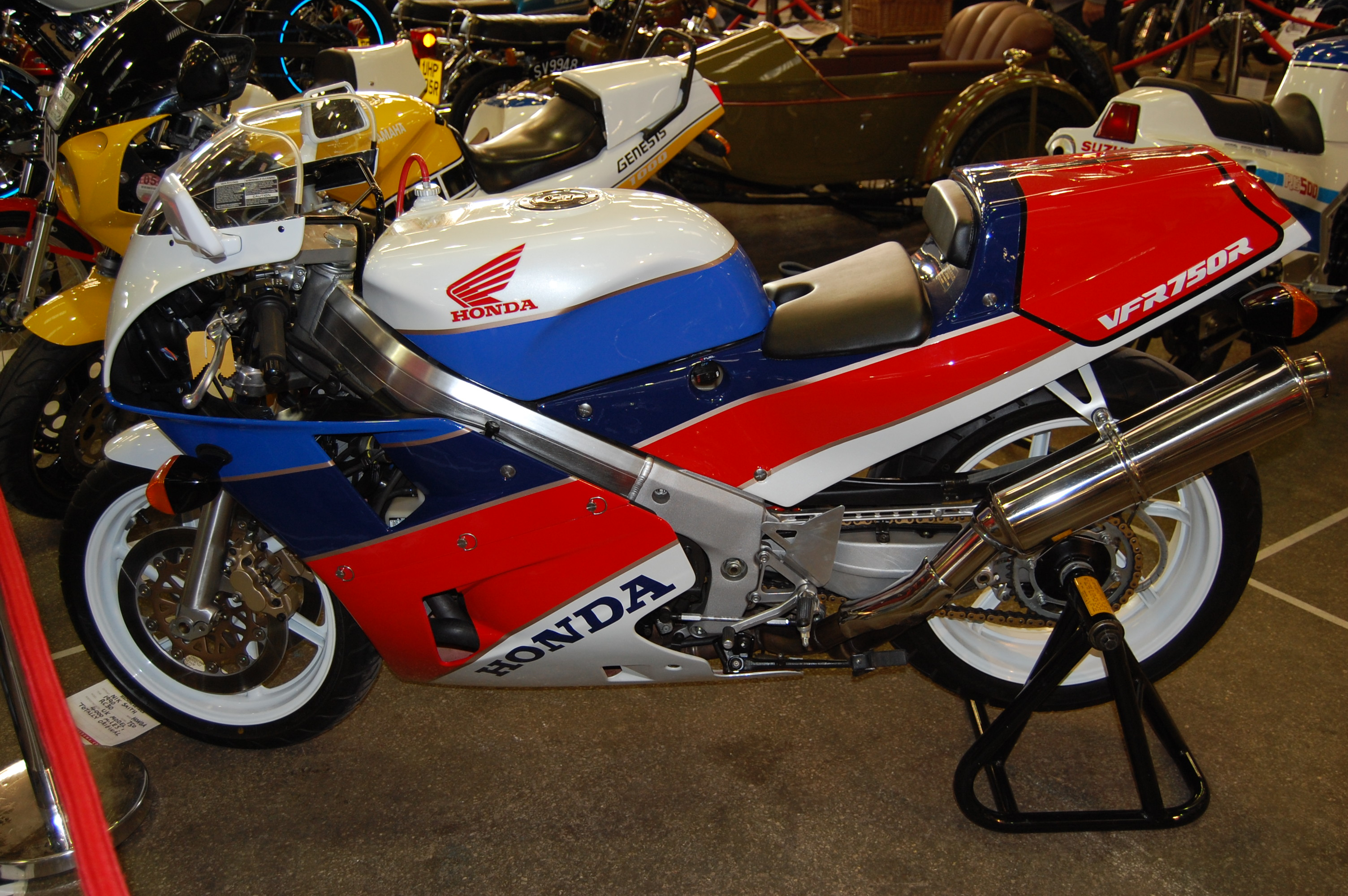
Honda VFR 750 R (RC 30)

Dunlop kreeg voor de Formula One TT van 1988 geen officiële fabrieksracer van Honda, maar gebruikte een standaard VFR 750 R (RC 30). Het maakte weinig verschil. Hij leidde vanaf de start en brak zijn eigen absolute ronderecord met een gemiddelde snelheid van 118,54 mph in de tweede ronde. De enige die nog een beetje kon volgen was Steve Hislop, maar zijn Honda stopte er in de voorlaatste ronde mee. Nick Jefferies (Honda) en Geoff Johnson (Bimota-Yamaha) vochten om de tweede plaats tot Johnson in de laatste ronde uitviel met een olielekkage. Roger Burnett (Honda) werd derde, ondanks het feit dat hij 30 mijl had gereden met een lekke achterband. Dunlop won met een Honda RS 250 de Junior TT, ondanks veel tijdverlies in de pit toen zijn tankdop in de stroomlijnkuip was gevallen. Brian Reid, die met veel pijn reed door een gebroken teen, werd tweede met zijn EMC. De Formula Two TT was geïntegreerd in de Junior TT en werd gewonnen door Brian Morrison met een Honda CBR 600 F. Dunlops derde en laatste overwinning van de week was in de Senior TT. Hij vocht een duel uit met Steve Cull met een driecilinder Honda RS 500. Cull kreeg motorproblemen en viel terug naar de vierde plaats tot zijn motorfiets tussen Creg-ny-Baa en Brandish Corner volledig uitbrandde. Steve Hislop (Honda) werd tweede en Geoff Johnson (Bimota-Yamaha) derde. In deze race keerde Norton terug in de TT: Simon Buckmaster (33e) en Trevor Nation (44e) verschenen aan de start met de Norton RC 588 met wankelmotor. De Production Class D werd gewonnen door Barry Woodland (Yamaha FZR 400) ondanks een ernstig ongeluk. Bij Greeba Bridge werd hij aangereden door Brian Warburton (Honda). Warburton verongelukte bij dit ongeluk, maar Woodland kon doorrijden. Zijn remmen werkten niet meer, maar hij won met 16 seconden voorsprong op Graeme McGregor, die zijn Suzuki RG 250 pas die ochtend gekregen had. Mick Boddice had zijn oude bakkenist Chas Birks weer terug en samen wonnen ze beide Sidecar TT races. Boddice had een speciale 73-liter tank gemonteerd en kon daardoor zonder te stoppen winnen.
1989
1989 Vormde weer een dieptepunt in de geschiedenis van de Isle of Man TT, met vijf doden in trainingen en wedstrijden. Het publiek had zich verheugd op Joey Dunlop, die nog slechts één overwinning van het record van Mike Hailwood verwijderd was, maar ook op het duel tussen Dunlop en Steve Hislop. Joey was echter tijdens races op Brands Hatch ernstig geblesseerd geraakt. Door zijn huisarts was hij fit verklaard, maar het was voor iedereen duidelijk dat hij dat niet was. Dunlop liet het over aan Steve Hislop. Die bleek een goede vervanger, want hij won drie wedstrijden, als derde coureur in de geschiedenis. De klassen-indeling was weer eens veranderd: De Production klassen A t/m D waren afgeschaft, evenals de Formula Two TT. Daarvoor in de plaats kwamen de Supersport 400 TT, de Supersport 600 TT, de Production 750 TT en de Production 1300 TT. De Ultra-Lightweight TT, afgeschaft in 1975, kwam na vijftien jaar terug. Hislop won met de Honda CBR 600 de Supersport 600 race, waarin Dave Leach met een Yamaha FZR 600 een nieuw ronderecord reed. In de trainingen was Hislop met de Honda RC 30 al uitzonderlijk snel geweest, maar in de Formula One TT race opende hij al met een recordronde van meer dan 120 mph met staande start. Zijn recordtijd was 18 minuten en 39,4 seconden. Hij reed in Kirk Michael een trottoir op, maar finishte met liefst 1 minuut en 42 seconden voorsprong op zijn teamgenoot Brian Morrison. Hij crashte in de tweede van de Junior TT ronde bij Quarry Bends, terwijl hij aan kop lag. Johnny Rea (Yamaha) nam de leiding over, maar werd achtervolgd door Eddie Laycock (Yamaha). Zijn inhaalrace kwam te laat: aan het einde hield Rea nog 2,8 seconden over.
Carl Fogarty (Honda) won zijn eerste TT in de Production 750 TT. Aanvankelijk moest hij nog vechten tegen Hislop, later tegen Dave Leach met de Yamaha, maar diens uitlaat ging los waardoor Fogarty met een voorsprong van 1,8 seconden won. Hislop werd derde. De eerste Production 1300 cc TT (opvolger van de Production Class A) werd gewonnen door Dave Leach met een Yamaha, die daarmee zijn teleurstelling over de Production 750cc-race goed maakte. De race zou echter in de herinnering blijven door de zware ongevallen. Voormalig winnaar Phil Mellor verloor de controle over zijn Suzuki GSX-R 1100 bij Doran's Bend, knalde tegen een muur en overleed in het ziekenhuis. De ervaren Steve Henshaw verongelukte bij Quarry Bends toen hij samen met Mike Seward probeerde de ravage te ontwijken die door een val van James Whitham was ontstaan.
De Senior TT was de derde overwinning van Hislop in één week, waarmee hij de records van Mike Hailwood (1961) en Joey Dunlop (1985) evenaarde. Nick Jefferies (Yamaha) werd tweede en Graeme McGregor (Honda) derde. De Supersport 400 cc TT werd gewonnen door Eddie Laycock met een Suzuki, vóór Graeme McGregor (Suzuki) en Barry Woodland (Yamaha). Robert Dunlop, de jongere broer van Joey, won de 125 cc Ultra-Lightweight TT vóór Ian Lougher en Carl Fogarty, allemaal op een Honda. Mick Boddice en Chas Birks vielen in de Sidecar Race A uit door een gebroken benzineleiding. Kenny Howles en Steve Pointer hadden waarschijnlijk kunnen winnen, maar kregen verkeerde pitsignalen waardoor ze vertraagden en de overwinning met 1,2 seconden lieten aan de lokale rijders Dave Molyneux en Colin Hardman. Het was het eerste Manx' succes in de zijspanklasse sinds twintig jaar. In de Sidecar Race B wonnen Boddice/Birks wél.

### Jaren 1990
| 1990 | - Production 1300 cc TT geschrapt. |
| 1993 | - Joey Dunlop wint zijn 15e race en breekt het record van Mike Hailwood |
| 1994 | - Singles TT ingevoerd - Joey Dunlop wint zijn 16e en zijn 17e race |
| 1995 | - Junior TT wordt 600 cc (viertakten), Supersport 600 TT vervalt - Lightweight TT weer ingevoerd (250 cc tweetakten en 400 cc viertakten), Supersport 400 TT vervalt - Joey Dunlop wint zijn 18e en zijn 19e race                                                         |
| 1996 | - Joey Dunlop wint zijn 20e en zijn 21e race - Phillip McCallen wint als eerste coureur in de geschiedenis vier wedstrijden in één week - Production TT heringevoerd |
| 1997 | - Joey Dunlop wint zijn 22e race |
| 1998 | - 40-jarig jubileum van TT-deelname door Honda - 100e Overwinning voor een Honda (Jim Moodie, Honda Fireblade in de Production TT) - Eerste ronde boven 120 mph met een productiemotor (Jim Moodie, Honda Fireblade in de Production TT) - Joey Dunlop wint zijn 23e race |
| 1999 | - Lightweight TT opgedeeld in Lightweight 250 cc TT en Lightweight 400 cc TT |

In de jaren negentig werden de viertaktklassen 400-, 600- en 1000 cc steeds meer geïntegreerd in de Isle of Man TT, soms samen met (kleinere) tweetakten, maar steeds vaker in hun eigen klasse. Ook zonder WK-status vonden de grote Japanse merken én de sponsoren de TT belangrijk genoeg om fabrieksracers beschikbaar te stellen, maar slechts aan enkele heel goede coureurs, zoals Joey Dunlop, Nick en David Jefferies, Steve Hislop en Phillip McCallen, de eerste die vier wedstrijden in één week won. Dunlop brak het overwinningsrecord van 14 overwinningen van Mike Hailwood al in 1993, maar ging door met winnen en aan het einde van het decennium stond hij al op 23 overwinningen.
1990

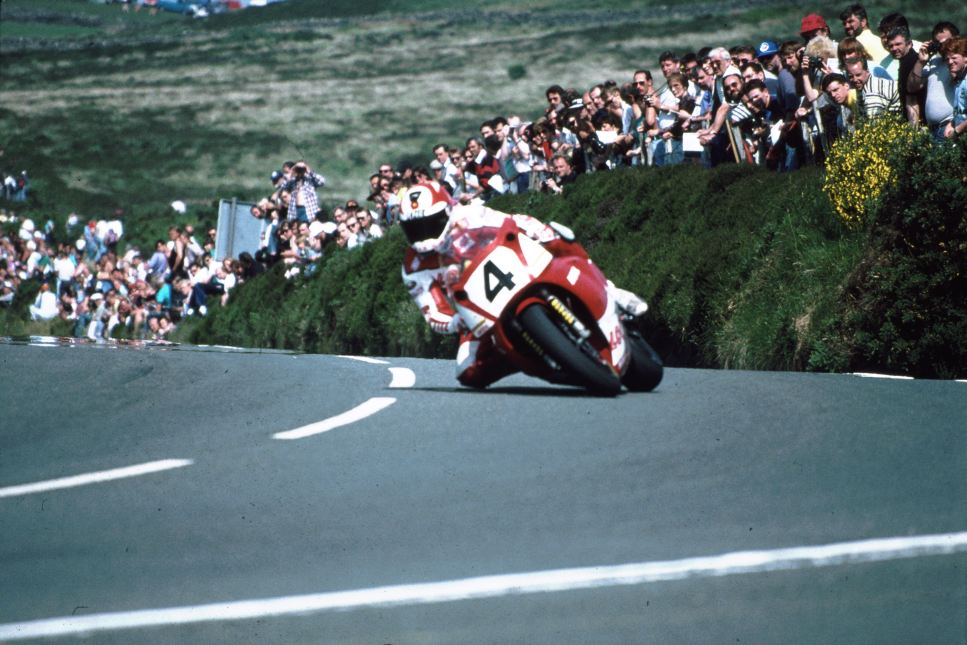
Carl Fogarty (Yamaha FZR 750 R)

Na de dramatische gebeurtenissen in 1989 werd de Production 1300 cc TT van het programma geschrapt. De zware machines werden te gevaarlijk geacht voor het bochtige circuit. De comeback van Joey Dunlop in 1990 viel enigszins tegen. Hoewel nog steeds slechts één overwinning verwijderd van het record van Hailwood werd hij in de Formula One TT slechts achtste. Carl Fogarty leidde van start tot finish en reed 118,35 mph gemiddeld over de zes ronden met een Honda RC 30 van Honda Britain. Nick Jefferies (Loctite Yamaha) werd tweede. Op de derde plaats eindigde Robert Dunlop met de Norton RCW 588 wankelmotor. Steve Hislop bracht zijn eigen ronderecord in de laatste ronde op 122,63 mph, maar hij had al zoveel machineproblemen met zijn Honda gehad dat hij slechts negende werd.
Robert Dunlop domineerde de Ultra-Lightweight TT met de Patsy O'Kane Honda RS 125 R. Zijn broer Joey lag na een ronde al veertien seconden achter. Hij vocht een kort gevecht uit met Ian Newton, tot zijn Honda bij Kirk Michael stilviel. De Supersport 400 TT ging tussen drie Japanse merken: Dave Leach won met de Yamaha FZR 400, Carl Fogarty werd met een Honda VFR 400 R tweede en Steve Ward met een Kawasaki ZXR 400 R derde. Jim Moodie, die negende was geworden met een Honda, protesteerde omdat de eerste acht motoren illegale onderdelen zouden hebben. Het protest werd door de ACU afgewezen, maar het was duidelijk dat het reglement duidelijker moest worden.
Ian Lougher won overtuigend zijn eerste TT in de Junior met een Yamaha TZ 250. Hij was 1,8 seconden sneller dan Hislop (Honda RS 250 R) en in zijn laatste ronde reed hij 117,8 mph, 38 seconden sneller dan het record van Eddie Laycock uit 1989. Laycock zelf finishte met zijn Yamaha zelfs twee minuten achter het duo op de derde plaats. Joey Dunlop moest achteraan starten omdat hij zijn accu moest vervangen, maar aan het einde van de derde ronde viel hij uit. Brian Reid won de Supersport 600 TT met een Budweiser Yamaha FZR 600. De eerste drie finishers kwamen uit Ulster, met Johnny Rea (Joe Millar Yamaha) werd tweede en Steve Cull (Charlie Smiley Yamaha) werd derde.
De Senior TT was vanwege regen van de ochtend naar de late namiddag verplaatst, maar toen waren de omstandigheden op de baan zo wisselend dat de bandenkeuze moeilijk was. Toch leidde Carl Fogarty (Honda) van start tot finish. Trevor Nation, die met gebroken ribben reed, finishte als tweede met de Norton wankel en Dave Leach werd met een Yamaha derde. Dave Saville en Nick Roche domineerden met de 600 cc Yamaha zijspancombinatie beide Sidecar TT's. In de eerste race reden ze alle (drie) ronden boven 100 mph gemiddeld en de finishten met twee minuten voorsprong op Mick Boddice/Dave Wells. In race B hadden ze ook meer dan twee minuten over, maar nu op Geoff Bell en J. Cochrane.
1991
Steve Hislop (Silkolene Honda) had al een onofficiële trainingstijd van 124,36 mph gereden en in de Formula One TT reed hij in de eerste ronde al 9,4 seconden weg bij zijn teamgenoot Carl Fogarty. Joey Dunlop kwam als 21e binnen door een defecte voorvorkkeerring. In de tweede ronde reed Hislop een nieuw ronderecord van 123,48 mph. Na vier ronden had hij al 31 seconden voorsprong en na de volle zes ronden 1 minuut en 16 seconden. Hij bracht het racerecord op 121 mph. Trevor Nation (JPS Norton) finishte als derde, maar werd gediskwalificeerd wegens een te grote tank, waardoor de derde plaats naar Brian Morrison (Loctite Yamaha) ging.
Dave Leach (Yamaha) leidde van start tot finish de Supersport 400 TT, die tot vier ronden was uitgebreid en samen met de Ultra-Leightweight TT werd verreden. Barry Woodland had als snelste getraind, maar was nog vóór de race tijdens een verkenningsrondje met een wegmotorfiets gevallen bij Barregarrow en kon niet starten. Hoewel Steve Hislop tijdens de wedstrijd dichter bij Leach kwam, reed de laatste een slotronde in een nieuw record van 109,39 mph. Hislop (Honda) werd tweede en Jim Moodie (Yamaha) derde. In de Ultra-Lightweight TT startten uitsluitend Honda's, en de eerste twee plaatsen gingen naar de gebroeders Dunlop: Robert als eerste en Joey als tweede. Joey leidde de race na vier ronden nog ruim, maar door een trage pitstop verloor hij zijn eerste positie. De derde plaats ging naar Bob Heath.
Steve Hislop had zijn zinnen gezet op de Junior TT, en ook als snelste getraind. Na de eerste ronde lag hij slechts vierde achter Phillip McCallen, Brian Reid en Robert Dunlop. Achter Hislop reden Ian Lougher en Joey Dunlop. Na de tweede ronde reden Hislop en Ian Lougher binnen 100 meter van elkaar bij Union Mills, maar ze reden nog achter McCallen, Reid en Robert Dunlop. Robert nam de leiding over en ook Brian Reid passeerde McCallen. In de laatste ronde viel Reid bij Handley's Corner, McCallen reed de snelste ronde, maar Robert won desondanks vóór McCallen en de sterk opgekomen Steve Hazlett.
Dave Leach, die al de Supersport 400 TT gewonnen had, wilde dat herhalen in de Supersport 600 TT, maar Hislop had opnieuw de snelste trainingstijd gezet. In de eerste ronde leidde Leach, maar al snel nam Hislop het initiatief over en na de derde ronde moest Leach zijn race in de pit beëindigen. Hislop won zijn tweede race van de week vóór Steve Cull en Bob Jackson. Hislop won ook een derde race, de Senior TT met de snelste totaaltijd ooit. Hij evenaarde met drie overwinningen de dubbele hattrick van Mike Hailwood en Joey Dunlop. Die laatste werd tweede en Phillip McCallen werd derde. Hislop en Dunlop passeerden zij aan zij de finish, maar Dunlop was 1 minuut en 20 seconden eerder gestart. Alle podiumplaatsen waren voor Honda. Dankzij Mick Boddice en Dave Wells kreeg Honda ook een eerste overwinning in de Sidecar TT. Ze wonnen beide races.
1992

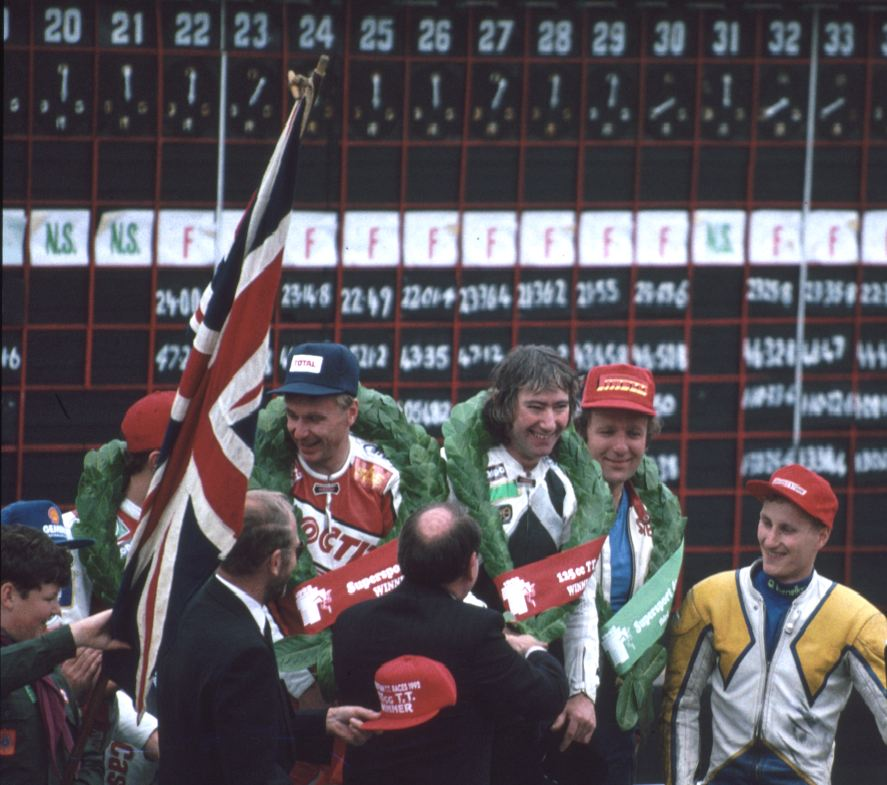
Joey Dunlop (midden) na zijn veertiende overwinning

In 1992 reed Hislop op de Norton NRS 588 en hij leidde de Formula One TT in de eerste ronde vóór Phillip McCallen (Honda), Carl Fogarty (Yamaha), Joey Dunlop (Honda), Mark Farmer (Yamaha) en Robert Dunlop (Norton). Robert viel in de tweede ronde uit bij Kirk Michael. Halverwege leidde Fogarty met 37 seconden vóór McCallen en Hislop. Na vier ronden was de voorsprong van Fogarty al opgelopen tot 46,6 seconden. In de vijfde ronde stopte Fogarty echter in de pit en viel uit. Hislop reed een zeer snelle zesde ronde, maar kon McCallen net niet van de overwinning afhouden. Joey Dunlop werd derde.
De Supersport 400 TT werd gewonnen door Brian Reid (Yamaha) met bijna een minuut voorsprong op Phillip McCallen (Honda) en Steve Linsdell (Yamaha). Eindelijk lukte het Joey Dunlop het record van 14 overwinningen van Mike Hailwood te evenaren. Hij deed dat in de Ultra-Lightweight TT met een Honda. Zijn broer Robert, die de laatste drie Ultra-Lightweights gewonnen had, joeg de hele race achter hem aan en de spanning was te snijden. Na één ronde was Joey's voorsprong 3,6 seconden, maar na de tweede ronde nog slechts 0,2 seconden. Daarna begon Joey langzaam weg te lopen en in de laatste ronde reden ze allebei een gemiddelde van meer dan 108 mph. Uiteindelijk hield Joey 8,4 seconden over. Mick Lofthouse had de hele race op de derde plaats gelegen en eindigde daar ook.

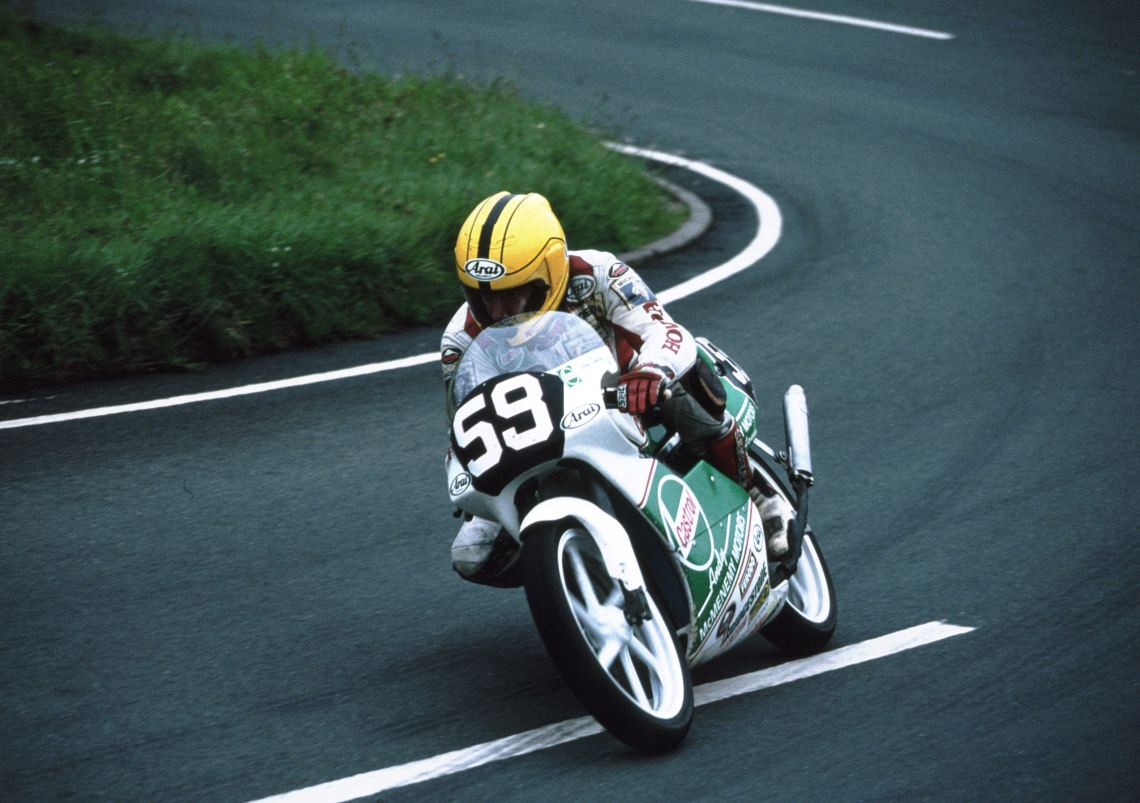
Joey Dunlop op weg naar zijn 14e overwinning (Ultra-Lightweight TT 1992)

Steve Hislop wilde eindelijk de Junior TT weleens winnen, en zette de snelste trainingstijd, maar na de eerste ronde reed Brian Reid aan de leiding, met Hislop op de tweede en Robert Dunlop op de derde plaats. In de laatste ronde zette Hislop nog eens extra aan, en bij Ramsey Hairpin leidde hij zelfs, maar hij werd toch weer ingehaald door Reid die zijn tweede wedstrijd van de week won, vóór Hislop en Dunlop. Hoewel Nick Jefferies (Honda) het snelst getraind had, ging Phillip McCallen na één ronde aan de leiding van de Supersport 600 TT, vóór Bob Jackson en Johnny Rea. McCallen bouwde zijn leiding verder uit en won. Steve Hislop (Honda) werd tweede en Johnny Rea (Honda) derde.
In de A. McAlpine (IoM) Senior TT was de spanning te snijden. De race ging tussen Steve Hislop op zijn witte ("The White Charger") Norton NRS 588 en Carl Fogarty op de Yamaha FZR 750 R. Bijna elke ronde wisselden ze van positie en uiteindelijk reden ze een absoluut ronderecord en de hoogst gereden snelheid ooit. In de laatste ronde reed Fogarty 123,61 mph, maar Hislop won vóór Fogarty en Robert Dunlop (ook op een Norton). Hiermee kreeg Norton zijn eerste overwinning in de Senior TT sinds 1961, toen Mike Hailwood, Bob McIntyre en Tom Phillis alle podiumplaatsen hadden bezet met de Norton Manx. Geoff Bell en Keith Cornbill wonnen met hun Honda beide Sidecar TT-wedstrijden, nadat ze ook al de snelste trainingstijd hadden gezet.
1993
Mark Farmer leidde de Formula One TT met een Ducati, maar viel in de tweede ronde uit door problemen met zijn achtertandwiel. Daardoor nam Nick Jefferies (Honda) de leiding over, met Steve Ward (Honda) en Phillip McCallen (Honda) als tweede en derde. Jefferies bouwde zijn voorsprong uit tot 15,2 seconden aan de finish. McCallen werd tweede en Ward derde. Norton kwam niet meer naar het eiland Man. Hoewel de wankelmotoren nog wel in enkele nationale races verschenen, zat het bedrijf diep in de schulden en speelden er een aantal overnames.
Jim Moodie was de te kloppen man in de Supersport 400 TT, nadat hij als snelste getraind had. Hij werd echter niet geklopt, want hij leidde van start tot finish. Iain Duffus en Brian Reid waren lang tweede en derde, maar Reid werd op het laatst ingehaald door Steve Linsdell. Ze reden allemaal op Yamaha's. De snelste Honda-coureur, Ian King, werd zevende. Moodie won zijn tweede race in één week in de Supersport 600 TT, vóór Bob Jackson en Simon Beck. Hier reden de eersten allemaal op Honda's.
Joey Dunlop was al in 1988 één overwinning verwijderd van het record van Mike Hailwood, maar in 1992 was pas hij op gelijke hoogte gekomen. In de Ultra-Lightweight TT van 1993 lukte het hem eindelijk het record te breken: hij won zijn vijftiende wedstrijd. Zijn jongere broer Robert werd tweede en Bob Heath derde. Brian Reid won zijn vijfde TT in de Junior TT, vóór Jim Moodie en Joey Dunlop. Phillip McCallen (Honda) won zijn eerste Senior TT met de Honda RVF 750 (RC 45). Door het slechte weer was de race verplaatst van vrijdag naar zaterdag. Na de tweede ronde lag McCallen al bijna een halve minuut voor op Joey Dunlop (Honda). Die kreeg echter olieproblemen en begon langzaam terug te zakken. Uiteindelijk werd hij elfde. Nick Jefferies (Honda) nam de tweede plaats over en finishte daar ook. Steve Ward (Honda) werd derde. Toen Dave Molyneux en Karl Ellison de snelste trainingstijd reden, was er hoop op een lokale overwinning in de Sidecar TT. Ze wonnen zelfs beide races en reden een nieuw ronderecord van 104,27 mph met hun 600 cc Honda-combinatie.
1994
Steve Hislop reed de snelste trainingstijd voor de Formula One TT. De wedstrijd begon droog bij de TT Grandstand, maar bij Ballacraine was de weg al kletsnat en op de "Mountain Section" (Ramsey-Hillberry Corner) was het zicht slecht. De meeste rijders stopten na de eerste ronde voor regenbanden, maar Nigel Davies en Bob Jackson die niet op slicks gestart waren reden door. Na twee ronden werd er afgevlagd en de rijders kregen hun ronden betaald. De volgende dag werd opnieuw gestart. Hislop ging vanaf de start aan de leiding, met Phillip McCallen op de tweede plaats en Robert Dunlop op de derde. In de vierde ronde crashte Robert Dunlop hard bij Ballaugh Bridge toen zijn achterwiel brak (op die brug maken de coureurs een flinke sprong). Hij werd naar het ziekenhuis gevlogen met arm- en beenletsel. Steve Hislop won de race vóór McCallen en Joey Dunlop. Ze waren alle drie teamgenoten voor Castrol Honda.
Jim Moodie won zijn vierde TT, de Supersport 400, met meer dan een minuut voorsprong op Steve Linsdell en David Morris. De Singles TT was nieuw aan het programma toegevoegd en vergelijkbaar met de Supermono klasse. Ook die werd door Moodie gewonnen, met een Harris Yamaha 660. Robert Holden werd met een Ducati Supermono 550 tweede en Jason Griffiths met een Spondon Yamaha 660 derde. Joey Dunlop (Honda) won zijn zestiende TT in de Ultra-Lightweight. Denis McCullough (DTR Yamaha) werd tweede en Chris Fargher (Honda) derde. Phillip McCallen (Castrol Honda) begon voortvarend aan de Junior TT, nadat hij ook al als snelste getraind had. Na de eerste ronde reed hij voor Joey Dunlop (Castrol Honda) en Ian Lougher (Snowdon Honda). Na twee ronden had Brian Reid (Yamaha) de derde positie ingenomen. Na vijf ronden had McCallen 11 seconden voorsprong op Joey Dunlop, maar McCallen viel bij Brandywell stil zonden benzine, waardoor Joey onverwacht zijn zeventiende overwinning kon boeken. Brian Reid werd tweede en Jason Griffiths (Spondon Yamaha) werd derde.
Iain Duffus won zijn eerste TT in de Supersport 600 na een geweldige race. Na de eerste ronden zaten er slechts 2,2 seconden tussen de eerste drie: Ian Simpson (Honda), Jim Moodie (Yamaha) en Duffus (Duckhams Yamaha). Na twee ronden leidde Moodie met 3,6 seconden voor Duffus en Simpson. Moodie viel bij Black Dub en was uitgeschakeld. Duffus finishte 9,4 seconden vóór Ian Simpson en Steve Ward (Honda). Steve Hislop won zijn tweede race in een week in de Senior TT met de Honda RVF 750, vóór Phillip McCallen en Joey Dunlop. Ze reden alle drie voor Castrol Honda. De elfde overwinning in totaal van Hislop zou ook zijn laatste zijn.
Rob Fisher, die pas in 1993 debuteerde op Man, trainde het snelste met zijn bakkenist Michael Wynn en zij wonnen met hun Jacobs Honda ook de beide Sidecar TT's. De TT verloor weer een belangrijke rijder: Mark Farmer verongelukte tijdens de training bij Black Dub met een Britten 1000 cc V-twin.
1995

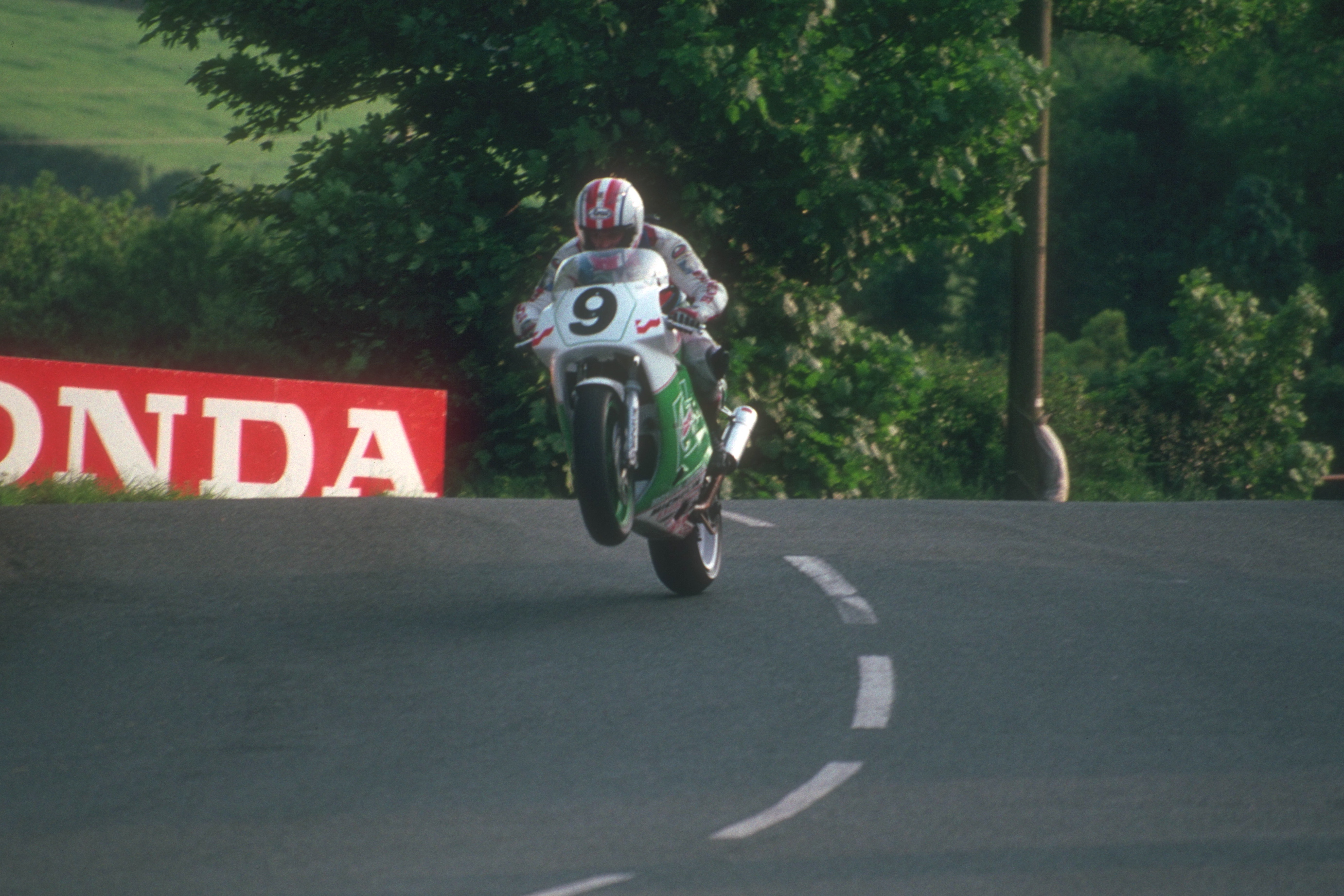
Phillip McCallen over Ballaugh Bridge in 1992

Doordat in 1995 de 250 cc Junior TT werd opgewaardeerd naar 600 cc viertakten, kon de Formula 600 TT vervallen. Hetzelfde gebeurde met de Formula 400 TT toen de Lightweight TT in ere werd hersteld. Die klasse stond open voor 250 cc tweetakten en 400 cc viertakten. De Formula One TT werd een strijd tussen de Castrol-Honda teamgenoten Phillip McCallen en Joey Dunlop. Ze wisselden elkaar aan de kop af: na één ronde leidde McCallen met 3,9 seconden, na twee ronden Dunlop met 0,7 seconden, na drie ronden McCallen met 23,3 seconden. In de vierde ronde bouwde McCallen zijn voorsprong nog iets uit, maar na de vijfde kwam Dunlop terug tot 8,2 seconden. Op de finish had McCallen nog 18,1 seconden over. Simon Beck (Peahurst Ducati) werd derde.
Robert Holden won de Singles TT met een Ducati, vóór David Morris (Chrysalis BMW) en Steve Linsdell (Flitwick Yamaha). Mick Lofthouse was de verrassende winnaar van de kwalificatie voor de Ultra-Lightweight TT, maar toch was de winnaar van de afgelopen drie jaar, Joey Dunlop, favoriet. Dunlop viel echter al in de eerste ronde uit en aan het einde ervan leidde Mick Lofthouse met 8,6 seconden voorsprong op James Courtney. Halverwege de race lag Courtney nog steeds tweede, maar toen zat Mark Baldwin nog slechts 0,8 seconde achter hem. Lofthouse finishte weliswaar als eerste, maar was ook eerder vertrokken. Mark Baldwin pakte de overwinning, Lofthouse werd tweede en James Courtney werd derde.
Joey Dunlop won wel de Lightweight TT, zijn achttiende overwinning. James Courtney werd tweede en Gavin Lee derde. De Junior TT verving nu de Supersport 600 TT, maar de winnaar bleef dezelfde: Iain Duffus met de Duckhams Honda. Nick Jefferies werd tweede met een Castrol Honda en Colin Gable derde met een Honda. Duffus had aanvankelijk moeten vechten met Phillip McCallen, maar die gleed bij Water Works Corner van de baan. Ducati zette in de Senior TT de aanval in op Honda door Iain Duffus, Robert Holden en Simon Beck te contracteren. Na één ronde reed Joey Dunlop (Castrol Honda) 1,4 seconden sneller dan Iain Duffus en daarachter reed Simon Beck. Ducati deed goed mee, want na twee ronden was er niets veranderd en zaten er slechts 8 seconden tussen deze drie. In ronde drie passeerde Nick Jefferies (Honda) Simon Beck. Robert Holden gleed van de baan bij Governor's Bridge, waardoor David Goodley (Kawasaki) naar de zesde plaats opschoof. In de voorlaatste ronde vertraagde Beck, waardoor Chris Day op een andere Kawasaki naar plaats zes ging. Joey won zijn negentiende race, Iain Duffus werd tweede en Steve Ward (Castrol Honda) derde. Rob Fisher en Michael Wynn wonnen opnieuw beide zijspanraces, ditmaal met een Yamaha.
1996
In 1996 kwam de Production TT terug, voor productiemotorfietsen tot 1000 cc, maar er startten ook veel lichtere (750 cc) motorfietsen, die hun eigen klasse hadden. Na de eerste ronde leidde Iain Duffus (V&M Honda CBR 900 RR). McCallen was tweede met dezelfde machine en Nigel Davies (Yamaha) was derde. McCallen nam in de tweede ronde de leiding over, terwijl Lee Pullan (Yamaha) Davies voorbijging. Aan de finish leidde McCallen. Duffus werd tweede en Nigel Davies werd derde. De 750cc-klasse werd gewonnen door Ian Lougher met een Suzuki GSX-R 750.
Phillip McCallen was favoriet voor de Formula One TT. Hij leidde na de openingsronde met 6,9 seconden voor Iain Duffus en Nick Jefferies, zijn teamgenoten bij Honda. Pas bij de pitstops veranderde de situatie. McCallen leidde nog steeds, maar nu vóór Lee Pullan (Yamaha), Jefferies was derde maar Duffus was teruggevallen naar de tiende plaats. Bij de tweede pitstop kwam Iain Duffus terug op de zesde plaats. Pullan had problemen met zijn achterband in de pit. Hij kwam nog wel weg, maar viel terug naar de veertiende plaats. McCallen won vóór Jefferies, Michael Rutter (McCullaugh Ducati). De Singles TT werd vanwege het slechte weer teruggebracht tot twee ronden zonder pitstops. Jim Moodie won met een Bird Yamaha 684, vóór David Morris met een Chrysalis BMW en Bob Jackson met een BRS 800.
De Ultra-Lightweight TT werd tegelijk met de Singles TT gereden en was dus ook tot twee ronden teruggebracht. Gavin Lee (Honda) leidde na de eerste ronde, Joey Dunlop was tweede en Glen English (Honda) derde. Joey zette alles op alles en won met zijn Honda met 4,2 seconden voorsprong op Lee en English. Phillip McCallen leidde de Lightweight TT halverwege met de Padgett's Honda vóór Joey Dunlop (met een Honda Britain RS 250 R) en Jim Moodie (Honda), maar toen kreeg hij problemen met zijn uitlaat. Joey nam de leiding over en ook Moodie passeerde McCallen. Uiteindelijk won Joey Dunlop, Moodie werd tweede en Jason Griffiths (Morris Honda Britain) derde.
Ook de Junior TT werd door regen geplaagd en teruggebracht tot drie ronden. McCallen leidde na de eerste ronde, gevolgd door Duffus en Ian Simpson, ook op een Honda. Duffus tankte al na de eerste ronde, maar pakte zijn plaats terug toen ook de anderen tankten. McCallen won vóór Duffus en Simpson. Nog nooit had iemand vier wedstrijden in één week gewonnen, maar Phillip McCallen had die kans in de Senior TT. Met zijn Honda RC 45 leidde hij na de eerste ronde vóór Jim Moodie (Kawasaki) en Nick Jefferies (Honda). McCallen bouwde zijn voorsprong alleen nog maar uit en Jim Moodie viel in de pit uit. Jefferies werd tweede en Joey Dunlop schoof op naar de derde plaats. McCallen won zijn vierde race in een week, Joey werd tweede en Nick Jefferies derde.
In de Sidecar TT vond weer een dubbele overwinning plaats: Dave Molyneux en Pete Hill wonnen beide races met een DMR (Dave Molyneux Racing). In de tweede race brachten ze het rondegemiddelde op 111,02 mph. Mick Lofthouse, in 1995 nog tweede in de 125cc-klasse, verloor het leven bij Pinfold Cottage tijdens de training.
1997
Net als in 1995 en 1996 won Phillip McCallen de Formula One TT voor Honda Britain. Michael Rutter (V&M Honda Britain) werd tweede en Bob Jackson (McAdoo Kawasaki) derde. In de Singles TT won BMW haar eerste solo-wedstrijd sinds Schorsch Meier in 1939. David Morris won met de Chrysalis BMW F 650. John Barton werd tweede met een Ducati Supermono 698 en Steve Linsdell derde met een Tigcraft Yamaha 660.
Ian Lougher won de Ultra-Lightweight TT met een Honda, vóór Denis McCullough (Francis Neill Honda) en Robert Dunlop (Patsy O'Kane Honda). In de Lightweight TT won Joey Dunlop zijn 22e TT met een Honda RS 250 R, hoewel Lougher in de training de snelste was geweest. McCallen lag aanvankelijk tweede en reed in de tweede ronde dezelfde tijd als Joey, maar hij viel hard bij Quarry Bends. Hij was niet gewond, maar kon toch niet meer verder rijden. Ian Lougher (Honda) werd tweede en John McGuinness met een Aprilia AF 1 250 derde. McCallen was weer fit voor de Junior TT, maar die werd gewonnen door Ian Simpson met een Honda CBR 600. McCallen werd tweede met een Honda en Michael Rutter, ook met een Honda, werd derde.
In de Production TT won McCallen zijn tweede wedstrijd van de week met een Honda CBR 900 RR Fireblade. Ian Simpson werd met een Reve Red Bull Ducati 916 tweede en Simon Beck met een CBR 900 RR derde. De 750cc-klasse werd gewonnen door Marc Flynn met een Suzuki GSX-R 750. Phillip McCallen wilde opnieuw drie wedstrijden in een week winnen, maar in de Senior TT was de concurrentie sterk: Jim Moodie gebruikte de nieuwe Honda VTR 1000 F Fire Storm V-twin, Simon Beck en Bob Jackson reden voor Kawasaki en dan waren er nog de RVF 750 Honda's van Simpson, Flynn en Joey Dunlop. McCallen reed zelf ook op een RVF 750. Phillip McCallen leidde na de eerste ronde met Moodie op de tweede en Beck op de derde plaats, maar de verschillen waren klein. Halverwege had McCallen slechts 9 seconden voorsprong op Moodie, maar toen die de snelste ronde reed werd het 4,9 seconden. McCallen won zijn 11e TT, Moodie werd tweede en Simpson derde.
De Sidecar Race A kende slechts drie ronden, maar in elk van die ronden leidde een ander team. Rob Fisher en Rick Long reden het snelst in de eerste ronde, maar vielen in de tweede ronde uit bij de Gooseneck. Greg Lambert en Tony Darby namen het over, maar vielen uit bij Barregarrow, waardoor de winst naar Vince en Graham Biggs leek te gaan. Die werden echter gepasseerd door Roy Hanks, die al dertig jaar deelnam aan de Sidecar TT. Met zijn bakkenist Phillip Biggs won hij de race. De Sidecar Race B verliep minder dramatisch: Fisher/Long leidden van start tot finish.
| 1990 | 098. | Ian Young                                                                        |
| 1990 | 099. | Petr Hlavatka                                                                    |
| 1990 | 100. | Frank Duffy                                                                      |
| 1990 | 101. | Roy Anderson                                                                     |
| 1992 | 102. | Manfred Stengl                                                                   |
| 1993 | 103. | Steve Harding                                                                    |
| 1994 | 104. | Rob Mitchell                                                                     |
| 1994 | 105. | Mark Farmer                                                                      |
| 1995 | 106. | Paul Fargher                                                                     |
| 1996 | 107. | Aaron Kennedy                                                                    |
| 1996 | 108. | Rob Holden                                                                       |
| 1996 | 109. | Mick Lofthouse                                                                   |
| 1996 | 110. | Stephen Tannock                                                                  |
| 1997 | 111. | Russell Waring                                                                   |
| 1997 | 112. | Colin Gable                                                                      |
| 1998 | 113. | Mike Casey                                                                       |
| 1998 | 114. | Jack Trustham (tijdens de "Lap of Honour" met een Hillman Imp-zijspancombinatie) |
| 1998 | 115. | Charles Hardisty                                                                 |
| 1998 | 116. | John Henderson                                                                   |
| 1999 | 117. | Bernadette Bosman                                                                |
| 1999 | 118. | Simon Beck                                                                       |
| 1999 | 119. | Terry Fenton                                                                     |
| 1999 | 120. | Stuart Murdoch                                                                   |

1998
1998 Was het veertigste jaar dat Honda vertegenwoordigd was bij de Isle of Man TT. Dat werd gevierd met overwinningen in alle klassen op een na, de Singles TT werd gewonnen door een BMW. De TT-week werd zoals zo vaak geplaagd door slecht weer, maar dit keer was het zo erg dat voor de tweede keer in de geschiedenis een wedstrijd (de Sidecar Race A) geheel afgelast moest worden. De Formula One TT werd vanwege het weer een dag uitgesteld en ingekort van zes naar vier ronden. Michael Rutter ging met de Honda 750 aan de leiding vóór zijn teamgenoot Ian Simpson. In de eerste drie ronden liep Rutter nog uit, maar in de laatste ronde kreeg hij problemen met een contactlens, waardoor Ian Simpson met een snelste ronde van 123,38 mph hem nipt kon kloppen. James Courtney werd met een Honda derde. Het podium werd dus uitsluitend door Honda-coureurs bezet.
Zoals gezegd moest de Sidecar Race A worden afgelast, maar de Sidecar Race B was de eerste wedstrijd in die week die over het volle aantal (drie) ronden verreden werd. Dave Molyneux en Doug Jewell wonnen die met de Bullock DMR Honda. De Singles TT werd ingekort tot drie ronden en tegelijk met de Ultra-Lightweight TT verreden. David Morris leidde de Singles klasse met de Chrysalis BMW F 650 van start tot finish. Honda pakte wel een podiumplaats: Jim Moodie werd met een Sanyo Honda 650 tweede. De derde plaats was voor Mick Jeffreys met een Spondon-Rotax.
De Ultra-Lightweight TT was ook ingekort tot drie ronden en werd gewonnen door Robert Dunlop met een O'Kane Honda. Ian Lougher reed nog een zeer snelle ronde, maar kon Dunlop niet meer inhalen. Hij werd tweede voor Honda Britain, en Owen McNally (Mullan Honda) werd derde. Joey Dunlop werd slechts negende. De Lightweight TT werd ingekort tot drie ronden en meteen na de start begon het te regenen. Joey Dunlop (Honda Britain RS 250 R) zette een naar omstandigheden snelle eerste ronde van 100,5 mph neer en had al 34,4 seconden voorsprong op John McGuinness (Team Vimto Honda), terwijl James Courtney (MSR Honda) derde was. Nog tijdens de eerste ronde werd het weer zo slecht, dat de raceleider besloot al na twee ronden af te vlaggen. De coureurs die hadden gekozen voor een tankstop na de eerste ronde moesten zodoende door hun pitcrew worden doorgewuifd, maar Joey Dunlop reed de pit voorbij en won zijn 23e wedstrijd in zijn 23e TT-jaar. Bob Jackson (DTR Spondon Yamaha) werd tweede en McGuinness derde.
De Junior TT werd ook tot drie ronden ingekort. Ook hier verslechterde het weer tijdens de race en de tweede ronde leverde al tragere tijden op dan de eerste. Jim Moodie (Sanyo Honda) leidde aanvankelijk vóór Honda Britain-rijders Ian Simpson en Michael Rutter. Aan de finish was Rutter nog steeds eerste, Simpson tweede en Manxman Paul Dedman reed in de laatste ronde van de zevende naar de derde plaats met zijn Done Honda. Op de laatste racedag reden de Production TT en de Senior TT. Het weer was nu beter en Jim Moodie won de Production TT met een Sanyo Honda Fireblade in een recordtijd van 119,19 mph gemiddeld. Dit was de 100e TT-overwinning voor Honda en bovendien was Moodie de eerste rijder die een ronde van meer dan 120 mph op een productiemachine reed. Nigel Davies (Kawasaki) werd tweede en Michael Rutter (Honda Britain Fireblade) derde. Marc Flynn won opnieuw de 750cc-klasse met een Suzuki GSX-R 750.
Door het verbeterde weer kon de Senior TT over de volle zes ronden worden verreden. Michael Rutter (Honda Britain RVF 750) reed in de eerste ronde meteen de snelste. Na twee ronden leidde hij voor Ian Simpson (Honda Britain RVF 750) en Jim Moodie was met een 500 cc Honda derde. Doordat Bob Jackson (McAdoo Kawasaki) voor slechts één pitstop koos, ging hij na de derde ronde aan de leiding, maar toen hij zijn stop maakte kreeg hij problemen met de vuldop van de tank, waardoor hij veel tijd verloor. Daardoor nam Ian Simpson de leiding over, een halve minuut vóór James Courtney (Tillston Honda 750) en Ian Lougher. Moodie viel uit bij Sulby Bridge. Na de tweede serie pitstops leidde Simpson vóór Jackson en Lougher. In de laatste ronde viel Lougher uit en de eindstand was Simpson vóór Jackson en Courtney.
1999
In 1999 werd een groot aantal records gebroken. De Lightweight TT stond al jaren open voor 250 cc tweetakten en 400 cc viertakten, maar de tweetakten hadden altijd de overhand gehad. In 1999 bleven beide soorten machines tegelijk rijden, maar ze kregen elk hun eigen klasse, de Lightweight 250 cc TT en de Lightweight 400 cc TT. Tijdens de training verongelukte Simon Beck. De Formula One TT begon met enig drama: De helft van het veld was al gestart toen de race werd afgevlagd door een ongeval van Paul Orritt, die daar verder ongeschonden bij bleef, maar de restanten van zijn motorfiets lagen op de baan. Na de herstart opende Joey Dunlop (Honda Britain RVF 750) met een snelle ronde. Hij werd gevolgd door Iain Duffus (V&M Yamama YZF-R1) en Ian Lougher (Sabre Honda NSR 500). Halverwege was David Jefferies (V&M Yamaha YZF-R1) opgeklommen naar de tweede plaats en James Courtney (Reve Red Bull Ducati) naar de derde. Daarna nam Jefferies de leiding en hij won zijn eerste TT race met een nieuw racerecord van 121,35 mph. Joey Dunlop werd tweede en Iain Duffus derde.
De Singles TT werd voor de derde keer op rij gewonnen door David Morris met zijn BMW. Ian Lougher (Honda) won de Ultra-Lightweight TT, die tegelijk met de Singles TT reed. Joey Dunlop had problemen in de eerste ronde en moest bij Ballacraine stoppen voor reparaties. Hij kwam als 41e door en werd uiteindelijk 27e. Toen zijn motorfiets hersteld was reed hij wel de snelste ronde. John McGuinnes won de Lightweight 250 cc TT met een Vimto Honda, Jason Griffiths (DTR Yamaha) werd tweede en Gavin Lee (DTR Yamaha) derde. De Lightweight 400 cc TT werd uitgevochten tussen de twee snelste 400 cc-rijders van de afgelopen jaren, Nigel Piercy (Honda), die tweede werd, en Paul Williams (Shand Honda), die won. Geoff McMullan (Yamaha) en Nick Jefferies (Yamaha) reden dezelfde tijd en werden gedeeld derde.
Jim Moodie won overtuigend de Junior TT met een Honda Britain CBR 600. David Jefferies (V&M Yamaha) reed de snelste ronde maar werd slechts tweede, Iain Duffus (V&M Yamaha) werd derde. De Production TT ging tussen de Yamaha YZF-R1's van Iain Duffus en David Jefferies, die na de eerste ronde slechts 0,9 seconde uit elkaar lagen. Phillip McCallen (ook op een Yamaha) was derde. Duffus reed een nieuw ronderecord en Jason Griffiths (Yamaha) nam de derde plaats over van McCallen. Bij Creg-ny-Mona viel Duffus uit, waardoor David Jefferies de winst kon pakken, vóór Griffiths en McCallen. Jefferies reed een nieuw racerecord van 119,5 mph. De 750cc-klasse werd gewonnen door Steve Dey (Suzuki).
Jim Moodie (Honda RVF 750) brak in de Senior TT meteen het zeven jaar oude record van de snelste ronde met staande start en bracht het op 124,45 mph (18 minuten en 11,4 seconden). In de tweede ronde eindigde zijn race bij Ballig Bridge toen zijn achterband klapte. David Jefferies (V&M Yamaha YZF-R1) nam de leiding over en Joey Dunlop (Honda Britain RVF 750) schoof op naar plaats twee. Jefferies stond de leiding niet meer af, maar aan de finish was Iain Duffus (V&M Yamaha YZF-R1) tweede en Ian Lougher (Sabre Honda NSR 500 V) derde. Jefferies had drie races in een week gewonnen, maar miste een nieuw racerecord: Op de finish stak hij zijn armen in de lucht, waardoor hij 0,2 seconde te langzaam was om het record te breken.
Dave Molyneux en Craig Hallam (Bullock DMR Honda) leidden de Sidecar Race A van start tot finish. Onderwijl braken ze alle ronde- en racerecords. De Sidecar Race B leek dezelfde kant op te gaan toen Molyneux opende met een ronde van 111,48 mph en meer dan een halve minuut voorsprong nam op Rob Fisher en Rick Long (Bell Yamaha). Na twee ronden was de voorsprong al 71,8 seconden, maar in de laatste ronde viel Molyneux uit bij Handley's Corner. Fisher won daardoor alsnog.

### Jaren 2000
| 2000 | - Joey Dunlop wint zijn 24e, 25e en 26e race |
| 2001 | - Niet verreden wegens mond-en-klauwzeer-crisis |
| 2002 | - Production 600 TT toegevoegd |
| 2003 | - Eerste racegemiddelde boven 120 mph in de Junior TT (Bruce Anstey, Triumph Daytona 600) |
| 2004 | - De ACU draagt verantwoordelijkheid voor de organisatie over aan de Tynwald en de Manx Motor Cycle Club - Dave Molyneux/Daniel Sayle (DMR Honda 600) rijden de eerste ronde in een zijspanrace binnen 20 minuten - Maria Costello wordt de snelste vrouw ooit op de Mountain Course. Ze rijdt met een Suzuki GSX-R 1000 114,73 mph |
| 2005 | - Formula One TT wordt Superbike TT - Production 1000 TT wordt Superstock TT - Junior TT wordt Supersport TT - Lightweight TT niet verreden - Ultra-Lightweight TT niet verreden - Production 600 TT geschrapt |
| 2007 | - Eerste ronde boven 130 mph (John McGuinness met een Honda CBR 1000 RR Fireblade in de Pokerstars Senior TT). |
| 2008 | - Billown Circuit in gebruik genomen - Lightweight TT weer ingevoerd - Ultra-Lightweight TT weer ingevoerd |
| 2009 | - Jenny Tinmouth wordt de snelste vrouw ooit als ze in de laatste ronde van de Superstock TT 116,483 mph rijdt met een Honda Fireblade |

De jaren nul werden getekend door de dood van Joey Dunlop bij een race in Tallinn. In 2004 droeg de Auto-Cycle Union de organistatie voor de komende 20 jaar over aan het gouvernement van het eiland Man (de Tynwald) en de Manx Motor Cycle Club (MMCC). Daarmee bereikte men dat de verantwoordelijkheid gedeeld werd door de beheerder van de wegen op Man en de motorclub die ook de Manx Grand Prix organiseerde. Dat zorgde ervoor dat de Isle of Man TT Marshals Association Ltd. (IOMTTMA) slechts te maken had met één overkoepelende organisatie. De organisatie kwam onder grote (juridische) druk te staan na dodelijke ongevallen waarbij een marshal (April Bolster in 2005) en twee toeschouwers (Dean Jacob en Gregory Kenzig in 2007) betrokken waren. In 2009 werd er voor het eerst met elektrische motorfietsen geracet. In 2010 formuleerde de ACU een eigen reglement en sindsdien heet deze raceklasse TT Zero. In de jaren nul debuteerden ook enkele aanstaande grootheden: Guy Martin, Ryan Farquhar, Ian Hutchinson en Cameron Donald.
2000
In 2000 werd Joey Dunlop gekozen tot voorzitter van de TT Riders Association. Hij won ook zijn laatste drie TT's, waardoor zijn totaal op 26 kwam. In de Formula One TT moest Joey het met de Honda SP-1 opnemen tegen David Jefferies op een V&M Yamaha YZF-R7. Jefferies had in de vierde ronde korte tijd de leiding, maar blies in de vijfde ronde bij Ballig zijn koppeling op. De Lightweight 250 cc TT moest vier uur worden uitgesteld en werd teruggebracht tot vier ronden door mist op de berg Snaefell. Joey bouwde meteen een voorsprong op met John McGuinness in de achtervolging. Bij Glen Helen was McGuinness al ingehaald door Bruce Anstey. In de derde ronde viel McGuinness uit bij Quarterbridge. Joey won zijn 25e TT-race met ruim een miniuut voorsprong op Anstey. Na de Lightweight 400 cc TT werd Geoff McMullan gediskwalifeerd en beboet omdat zijn Yamaha FZR 400 599,6 cc bleek te meten. Hij werd ook geschorst voor alle races in de rest van de week. Daardoor ging de overwinning naar Brett Richmond (Honda CBR 400). Joey's 26e overwinning kwam in de Ultra-Lightweight TT. John McGuinnes won opnieuw de Singles TT. Hij deed dat met een Chrysalis AMDM 720. Dit was een opgeboorde BMW F 650 die was gesponsord door de broers Neil en Lee Morris. Hun vader Dave was eind 1999 verongelukt op Croft en hun moeder Allison overleed een week later. De letters AMDM stonden dan ook voor "Allison Morris Dave Morris". McGuinness reed de AMDM naar de overwinning vóór zijn teamgenoot Jason Griffith. David Jefferies doorbrak het Honda-monopolie in de Junior TT van de afgelopen vijf jaar. Hij brak met een V&M Yamaha FZR 600 het racerecord met meer dan een halve minuut en finishte 8,7 seconden eerder dan Adrian Archibald met een Honda CBR 600. David Jefferies won de Production TT met een CMC Yamaha YZF-R1 vóór Richard Quayle (Bullock Vimto Honda 925) en Michael Rutter (V&M Yamaha YZF-R1). De Senior TT was door het slechte weer uitgesteld tot de laatste zaterdag, maar toen was het dan ook zonnig. Ze werd gewonnen door David Jefferies (V&M Yamaha YZF-R1) die daardoor twee hattricks in twee jaar scoorde. Door het mooie weer kon hij ook het racerecord op 125,69 mph brengen. Rob Fisher en Rick Long leidden de Sidecar Race A van begin tot eind met hun Baker Honda 600. Twee dagen later wonnen ze ook de Sidecar Race B, maar dat ging met meer moeite. Ze lagen zelfs 12 seconden achter Ian Bell en Neil Carpenter (DMR Yamaha 600), maar die vielen uit bij Barregarrow met nog slechts 25 mijl te gaan. Het was de achtste TT-overwinning voor Fisher en zijn derde "dubbel".
2001
In 2001 was de mond-en-klauwzeer-crisis verantwoordelijk voor het afgelasten van de Isle of Man TT. Aanvankelijk werd er in de Tynwald nog over getwijfeld, omdat de uitbraak pas in februari was ontdekt. In maart en april waren echter al 1300 gevallen bekend en de ziekte verspreidde zich over Schotland, Wales, Noord-Ierland en Ierland. Op Man werden 34 varkens vernietigd omdat ze door besmet gebied aangevoerd waren. Men probeerde de toeschouwers die al reizen en overnachtingen geboekt hadden tegemoet te komen door de Manx Grand Prix en de Southern 100 te laten doorgaan, maar ook dat kon niet.
2002

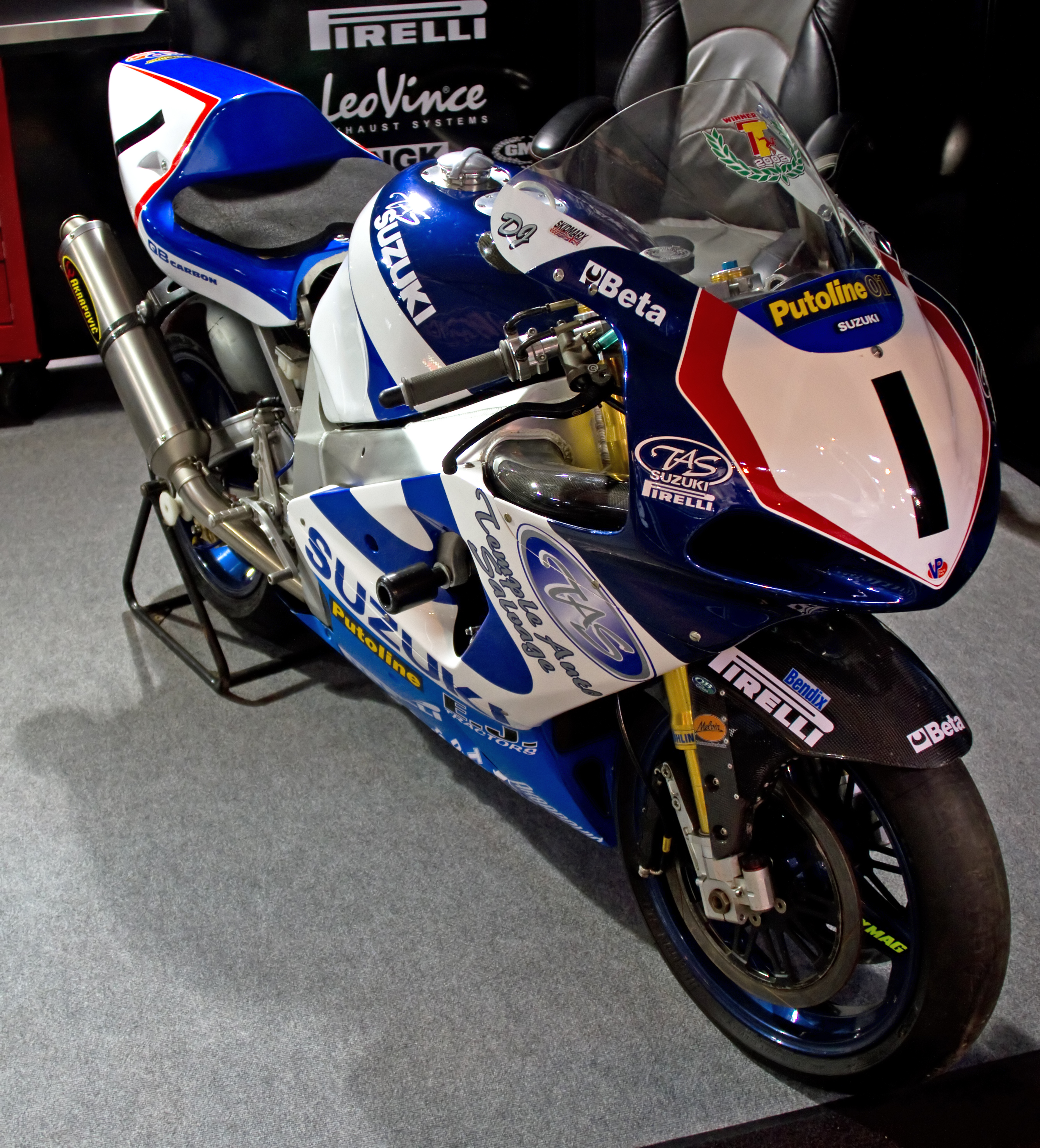
De Suzuki GSX-R1000 waarmee David Jefferies in 2002 de Formula One TT won.

Veel wedstrijden kregen vanaf 2002 andere namen, omdat ze door bedrijven gesponsord werden. Dat leverde een extra budget van 200.000 Pond op en een overwinningsbonus van 5.000 pond voor elke winnaar. Voor het team van TAS Suzuki werd het een succesvolle week met vier overwinningen en twee tweede plaatsen. David Jefferies won de Formula One TT en reed een nieuw ronderecord van 123,38 mph met de TAS Suzuki GSX-R 1000. Pas na de race bleek dat de Suzuki in de laatste ronde vanaf Ramsey Hairpin in de derde versnelling vast had gezeten, waardoor hij 34 seconden van zijn voorsprong op John McGuinness (Honda Fire Blade) en Jim Moodie (V&M Yamaha YZF-R1) verloor. Voor Suzuki was het pas de tweede overwinning in de Formula One TT, na de discutabele zege van Graeme Crosby in 1981.
Door de Lightweight 400 cc TT te winnen was Richard "Milky" Quayle de eerste Manxman die een soloklasse won na Neil Kelly in 1967. Richard reed een Honda CBR 400. Bruce Anstey won met de DTR Yamaha zijn eerste TT, de Isle of Man Steam Packet 250 cc TT (eigenlijk de Lightweight 250 cc TT). Ian Lougher won de 125 cc Ultra-Lightweight TT met een LLoyds TSB Honda RS 125 na een heftige strijd met James Crumpton (JCR Honda). Crumpton ging tot de derde ronde aan de leiding, maar Lougher haalde hem bij Glen Helen in. Jim Moodie (V&M Yamaha FZR 600) won de Isle of Man Steam Packet Company Junior 600 cc/250 cc TT (Junior TT) vrij gemakkelijk nadat favoriet David Jefferies al in de eerste ronde zijn TAS Suzuki bij Sulby aan de kant moest zetten en John McGuinness in de tweede ronde bij de 11e mijlpaal een zuiger brak.
Nieuw in 2002 was de invoering van een tweede Production-race, de Production 600 TT. Ze werd samen met de Scottish Life Int. Production 1000 TT gereden. Ian Lougher (TAS Suzuki GSX-R 600) won de Production 600 vóór Bruce Anstey (Suzuki) en Jim Moodie (V&M Yamaha YZF-R6). In de Production 1000 TT was David Jefferies niet te kloppen. Met de TAS Suzuki GSX-R 1000 reed hij de snelste ronde en een racegemiddelde van 122.64 mph. De eerste acht finishers in de Standard Bank Offshore Senior TT reden sneller dan 120 mph gemiddeld. David Jefferies (TAS Suzuki) won met een gemiddelde van 124,74 mph en hij kreeg de trofee uitgereikt door Giacomo Agostini. Hij kreeg ook de nieuwe Joey Dunlop Trophy omdat hij de Formula One TT en de Senior TT had gewonnen, plus een extra bedrag van 10.000,= pond. Rob Fisher won zijn negende zijspanrace in de Hilton Hotel Sidecar Race A. Hij had wel wat problemen gehad: Bij Sulby Bridge reed hij bijna rechtdoor door concentratieverlies en op de "Mountain Section" moest hij een noodstop maken voor een overstekende Fransman. Fisher en Nick Long wonnen ook de Sidecar Race B.
2003
Het eiland werd op donderdag 29 mei in rouw gedompeld door de dood van David Jefferies tijdens de trainingen. Toen de uitgestelde Duke Formula One TT eindelijk werd verreden droegen Adrian Archibald en het TAS Suzuki team hun overwinning op aan hun teamlid "DJ" Jefferies. Chris Palmer, die inmiddels op het eiland Man woonde, won zijn eerste TT in de 125 cc Ultra-Lightweight. Die klasse had nog slechts 18 deelnemers, die allemaal op een Honda RS 125 reden en ook allemaal de finish haalden. Palmer reed een nieuw ronderecord van 110,41 mph. John McGuinness wist pas op de avond voor de Lightweight 400 cc TT de hand te leggen op een 400 cc Honda, maar won desondanks de race. Bijna dertig jaar na de laatste overwinning van Triumph (Mick Grant in de Production 1000 TT van 1974) bracht Bruce Anstey het merk eindelijk weer winst in de Isle of Man Steam Packet Company Junior 600 TT. Hij had slechts 11 seconden voorsprong op Ian Lougher (Honda CBR 600). Dit was de eerste Junior TT die met een gemiddelde van meer dan 120 mph werd gewonnen. Tegelijk met de Junior 600cc-machines reden ook de 250 cc tweetakten. Chris Palmer won met een geleende vier jaar oude Honda de 250cc-klasse, maar het verschil met de 600's was groot: Palmer werd overall slechts 20e met bijna vijf minuten achterstand. De Nieuw-Zeelander Shaun Harris won zijn tweede TT, de Scottish Life Int. Production 1000 TT, met een Suzuki GSX-R 1000. De derde Nieuw-Zeelandse overwinning kwam in de Production 600 TT met Shaun Harris (Suzuki). De race begon zonnig en was gepland voor drie ronden, maar door opkomende mist op de Snaefell werd de race ingekort tot twee ronden. De Standard Bank Offshore Senior TT was al ingekort tot vier ronden en tot zaterdag uitgesteld vanwege het weer. Aanvankelijk werd het tempo bepaald door John McGuinness (Monster Mob Ducati 998), maar al in de eerste ronde had Adrian Archibald (TAS Suzuki GSX-R 1000) een klein gaatje geslagen. Hij won vóór McGuinness en Ian Lougher (Honda Fireblade). De DMR Honda van Dave Molyneux en Craig Hallam viel al in de eerste ronde van de Hilton Hotel Sidecar Race A stil bij Ramsey, waardoor de favoriet uitviel en de weg vrij kwam voor Ian Bell/Neil Carpenter (DMR Bell Yamaha) om hun eerste TT te winnen. In Race B ging alles weer "normaal": Molyneux/Hallam wonnen met bijna een minuut voorsprong op Nick Crowe en Darren Hope (Ireson), die in Race A ook al tweede geworden waren.
2004

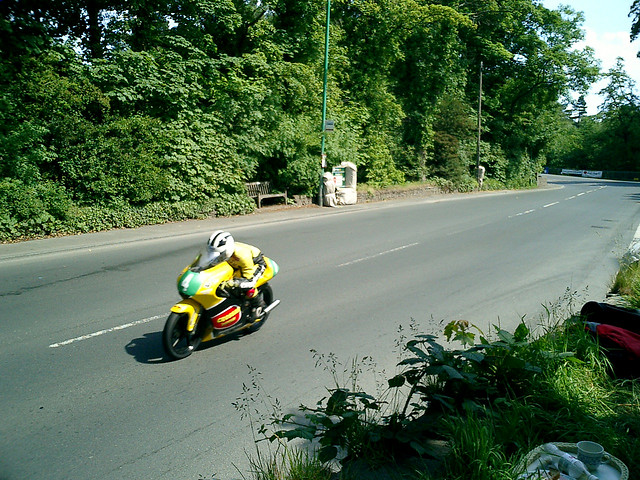
Robert Dunlop onderweg naar de tweede plaats in de Ultra-Lightweight TT van 2004 met de Crossan Honda RS 125

John McGuinness won de laatste Duke Formula One TT met een Yamaha YZF-R1 met een snelste ronde van 127,68 mph. Zijn racegemiddelde over vier ronden was ook een nieuw record: 125,38 mph. Hij was bijna 19 seconden sneller dan Adrian Archibald (TAS Suzuki). Bruce Anstey (TAS Suzuki) werd derde. John McGuinnes won met een Yamaha YZF-R6 ook de Isle of Man Steam Packet Company Junior 600 TT en leek onderweg naar drie overwinningen in één week, maar in de Scottish Life Int. Production 1000 TT bedierf Bruce Anstey (TAS Suzuki) zijn feest door die te winnen in een nieuwe recordtijd van 125,10 mph. McGuinness (Yamaha) werd tweede. In de Lightweight 400 cc TT pakte McGuinness met een Honda toch zijn derde overwinning. Voormalig Brits 125cc-kampioen Chris Palmer (Nick Woodman Honda RS 125) won de Ultra-Lightweight TT in een nieuwe recordtijd, maar hij werd lange tijd bedreigd door Ian Lougher (Honda). Die verloor zijn ketting bij Milntown Cottage, waardoor Robert Dunlop (Crossan Honda RS 125) tweede werd. Ryan Farquhar had al de hele week pech gehad (uitgevallen in de Junior TT, de Production 1000 TT en de Formula One TT), maar hij won de Production 600 TT met de McAdoo Kawasaki Ninja ZX-6R. Het was zijn eerste overwinning in de TT en pas de zesde voor Kawasaki. De Standard Bank Offshore Senior TT was weer een prooi voor TAS Suzuki. De eerste twee plaatsen waren voor dit team met Adrian Archibald en Bruce Anstey. Dave Molyneux won samen met Daniel Sayle op een Honda-combinatie de Hilton Hotel Sidecar Race A en vier dagen later ook Race B. Voor Molyneux was dat zijn tiende TT-overwinning in de zijspanklasse en hij kwam daarmee op gelijke hoogte met Rob Fisher. In de tweede race reed hij ook een nieuw record: de eerste zijspanrace die werd afgerond binnen 20 minuten.
2005
In 2005 werd de klasse-indeling in overeenstemming gebracht met de klassen die internationaal gebruikelijk waren. De Formula One TT werd daardoor Superbike TT, de Junior TT werd Supersport TT en de Production 1000 TT werd Superstock TT. Het aantal klassen werd teruggebracht tot vijf, omdat de Lightweight TT, de Ultra-Lightweight TT en de Production 600 TT niet op de kalender stonden. De Supersport TT werd net als het Wereldkampioenschap Supersport in twee manches gereden. Yamaha bestond in 2005 vijftig jaar en John McGuinness zorgde voor een feestje door met een YZF-R1 de eerste Duke Superbike TT te winnen. Omdat Adrian Archibald's Suzuki in de laatste ronde bij Bungalow zonder benzine kwam te staan, won zijn teamgenoot Bruce Anstey de Scottish Life Int. Superstock TT. De strijd om de tweede plaats werd op het laatste moment beslist toen Ian Lougher zijn Honda voorbij Ryan Farquhar wist te brengen en slechts 1,09 seconden vóór Farquhar finishte. De Supersport Junior A TT werd gewonnen door Ian Lougher (Honda CBR 600 RR), 23 seconden vóór John McGuinness (Yamaha YZF-R6). De tweede manche (Isle of Man Steam Packet Company Supersport Junior B TT) werd door Ryan Farquhar (Kawasaki Ninja ZX-6R) gewonnen. De Strand Shopping Centre Senior TT werd zonder problemen gewonnen door John McGuinness met een Yamaha YZF-R1. Hij bracht het Senior-ronderecord op 127,326 mph en had aan de finish 14 seconden voorsprong op Ian Lougher (Honda CBR 1000 RR Fireblade) en de jonge Guy Martin, die pas in 2004 zijn debuut gemaakt had. De Senior TT werd opgeschrikt door het ongeval van Gus Scott. Hij raakte marshal April Bolster, die voor haar woning een coureur met mechanische problemen wilde gaan helpen. Zowel Gus Scott als April Bolster overleefden dit ongeval niet. April overleed voor de ogen van haar dochter Susan, eveneens TT-marshal. De Hilton Hotel Sidecar TT ging tussen twee teams van het eiland Man: Nick Crowe en Darren Hope wonnen race A en Dave Molyneux/Daniel Sayle wonnen race B.
2006
In 2006 was de tweede manche van de Supersport TT weer geschrapt. Tijdens de trainingen verongelukte de Japanner Jun Maeda, die al sinds 1998 deelnam en die in 2005 juist goede resultaten had geboekt: twee zesde plaatsen (Senior TT en de tweede manche van de Supersport Junior TT) en twee negende plaatsen (Superbike TT en de eerste manche van de Supersport Junior TT). John McGuinness won met de Honda CBR 1000 RR Fireblade zijn negende TT, de Jester Interactive Superbike TT met 39 seconden voorsprong op Ian Lougher (Stobart Honda). Bruce Anstey won voor de tweede keer de Scottish Life Int. Superstock TT en had daarmee vijf overwinningen in vijf jaar. De race was vanwege de mist later gestart en teruggebracht tot vier ronden. John McGuinness won met een Honda CBR 600 RR de Isle of Man Steam Packet Company Supersport TT met een nieuw racerecord van 122,264 mph en een ronderecord van 123,975 mph. Bruce Anstey (Suzuki GSX-R 600) werd tweede nadat Ian Hutchinson gediskwalificeerd was omdat zijn machine niet in orde was. Ook in de 2e2 Senior TT was McGuinness de snelste. Hij reed een nieuw ronderecord van 129,451 mph en haalde zijn elfde TT-overwinning en de derde in één week. Cameron Donald, pas in zijn tweede jaar, werd tweede. Beide Sidecar TT races werden gewonnen door de lokale favorieten Nick Crowe en Darren Hope (DMR Honda 600) en beide malen werden Steve Norbury en Scott Parnell tweede met hun Shelbourne Yamaha 600.
| 2000 | 121.                                                                     | Stephen Wood                                                      |
| 2000 | 122.                                                                     | Chris Ascott                                                      |
| 2000 | 123.                                                                     | Raymond Hanna                                                     |
| 2000 | 124.                                                                     | Leslie Williams                                                   |
| 2002 | 125.                                                                     | Colin Daniels                                                     |
| 2003 | 126.                                                                     | David Jefferies                                                   |
| 2003 | 127.                                                                     | Peter Jarman (tijdens de "Lap of Honour" met een Bultaco TSS 250) |
| 2004 | 128.                                                                     | Serge le Moal                                                     |
| 2004 | 129.                                                                     | Paul Cowley                                                       |
| 2004 | 130.                                                                     | Colin Breeze                                                      |
| 2005 | 131.                                                                     | Joakim Karlsson                                                   |
| 2005 | 132.                                                                     | Les Harah                                                         |
| 2005 | 133.                                                                     | Gus Scott                                                         |
| 2005 | 134.                                                                     | April Bolster (marshal in Kirk Michael tijdens Senior TT)         |
| 2006 | 135.                                                                     | Jun Maeda                                                         |
| 2007 | 136.                                                                     | Marc Ramsbotham                                                   |
| 2007 | 137.                                                                     | Dean Jacob (toeschouwer tijdens Senior TT)                        |
| 2007 | 138.                                                                     | Gregory Kenzig (toeschouwer tijdens Senior TT)                    |
| 2007 | Beide toeschouwers werden geraakt door de motorfiets van Marc Ramsbotham |                                                                   |
| 2009 | 139.                                                                     | John Crellin                                                      |

2007

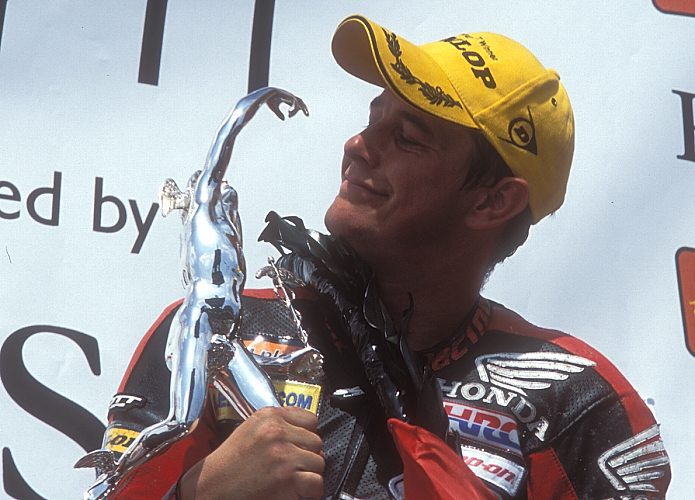
John McGuinness grossierde in overwinningen in de jaren nul. Hier viert hij zijn overwinning in de Pokerstars Senior TT van 2007

Voor John McGuinness was 2007 weer een topjaar omdat hij de twee belangrijkste wedstrijden won, maar de TT-organisatie, bestaande uit de Manx Motor Cycle Club, het ministerie van Transport en de Isle of Man TT Marshals Association, kwam onder druk te staan na het ongeval van Marc Ramsbotham. Daarbij kwamen ook twee toeschouwers om. De onderzoekende coroner van het eiland ontdekte dat deze toeschouwers op een verboden plaats hadden gestaan, maar er stonden daar geen waarschuwingsborden.
McGuinness reed in de Bennetts Superbike TT al een openingsronde van 127,804 mph, ondanks nog wat vochtige plekken hier en daar. Toch kon de jonge Guy Martin hem goed volgen; bij Ramsey was de voorsprong van McGuinness nog slechts een halve seconde. McGuinness perste er nog een ronderecord uit: 128,279 mph, en won vóór Martin en Ian Hutchinson. Ze reden alle drie op Honda Fireblades. Bruce Anstey (Suzuki GSX-R 1000) won de Pokerstars Superstock TT met een ronderecord voor die klasse van 128,4 mph in de tweede ronde. Daarmee was ook duidelijk dat het verschil tussen de 1000 cc Superstocks en de 1000 cc productieracers van de Superbikes en de Senior TT maar klein was. Het ronderecord van Anstey was zelfs sneller dan dat McGuinness bij de superbikes. McGuinness werd in de Superstock TT tweede.

John McGuinness in 2007 in de eerste ronde van de Senior TT. In de tweede ronde werd hij de eerste coureur die een ronde sneller dan 130 mph reed.

Ian Hutchinson won zijn eerste TT in de Pokerstars Supersport TT, maar hij had met zijn HM Plant Honda CBR 600 RR slechts 2,84 seconden voorsprong op John McGuinness op een Padgett's Honda. Hutchinson had wel een beetje geluk, want de Suzuki GSX-R 600 van aanvankelijk leider Bruce Anstey weigerde na de pitstop te starten. De eerste vier (Guy Martin, Hydrex Honda CBR 600 RR derde en Bruce Anstey vierde) finishten binnen tien seconden van elkaar. Ze braken ook alle vier het oude ronderecord, dat Guy Martin in de laatste ronde op 125,161 mph bracht. Het zat eraan te komen, maar in de Pokerstars Senior TT gebeurde het: John McGuinness werd de eerste coureur in de geschiedenis die een ronde met een gemiddelde snelheid boven 130 mph reed. Hij reed in de tweede ronde 130,354 mph gemiddeld. Hij leidde van start tot finish en haalde zijn dertiende TT-overwinning. Het was de race die ook ontsierd werd door de dood van twee toeschouwers die bij de 26e mijlpaal geraakt werden door de machine van Marc Ramsbotham, die daarbij ook overleed.
Dave Molyneux had met zijn nieuwe bakkenist Rick Long en de Honda CBR 600 slecht getraind, maar in de laatste ronde van de Bavaria Sidecar Race A pakte hij een voorsprong op de eerste leiders John Holden en Andrew Winkle (Suzuki 600). Voor Molyneux was het zijn twaalfde overwinning, en voor Long, die jarenlang in het bakje van Rob Fisher had gezeten, zijn zevende. Hij evenaarde daarmee het "passagiersrecord" van Wolfgang Kalauch. Omdat ze ook de tweede race wonnen braken ze allebei die records, maar met geluk. Die race werd bij het ingaan van de laatste ronde nog geleid door Nick Crowe en Daniel Sayle (Honda CBR 600), maar hun motor hield er in die ronde mee op bij de klim op Ballahutchin Hill, net voorbij Union Mills.
2008
Cameron Donald won zijn eerste TT, de Dainese Superbike TT met de Relentless by TAS Suzuki GSX-R 1000. Zijn teamgenoot Bruce Anstey was 10 seconden eerder gestart en probeerde vooraan te blijven, maar besloot uiteindelijk achter Donald aan te sluiten. Ze passeerden de finish bijna tegelijk, maar het startverschil van 10 seconden zorgde voor een verschil van 10,77 seconden. Suzuki had een goede dag omdat Adrian Archibald derde werd. Donald won ook de Scottish Life Int. Superstock TT, 15 seconden vóór John McGuinness (Honda Fireblade). Guy Martin (Honda Fireblade) werd derde en die twee maakten daarmee hun uitvallen in de Superbike TT een beetje goed. De Relentless Supersport Junior TT was weer in twee manches gevat. Bruce Anstey (Relentless by TAS Suzuki) won, maar drie uur later werd hij gediskwalificeerd omdat zijn nokkenas niet gehomologeerd was. Daardoor ging de winst naar Steve Plater (Yamaha). Anstey zette dat in de tweede manche recht, toen hij die won. In de Dainese Senior TT won John McGuinness (Padgett’s Manx Gas Honda) zijn veertiende TT, waardoor hij op gelijke hoogte kwam met Mike Hailwood. Hij moest hard vechten tegen Bruce Anstey en Cameron Donald (beiden Suzuki) en de leiding wisselde liefst acht keer. Bij de eerste pitstop viel Anstey uit en Donald kreeg een olielekkage in de laatste ronde. Donald werd toch nog tweede. De dag na de Senior TT vertrok alles naar het nieuwe Billown Circuit ten zuiden van Douglas, waar de lichte 125- en 250 cc tweetakten hun races gingen rijden. De Steam Packet Lightweight 250 cc TT werd gewonnen door Ian Lougher (Honda RS 250 R) en de Steam Packet Ultra-Lightweight 125 cc TT door Chris Palmer (Mannin Honda RS 125 R). Dankzij Nick Crowe en Mark Cox bleven de lokale Manx’ coureurs heer en meester in de Sure Mobile Sidecar TT. Crowe won in race A zijn vierde TT met een LCR-Honda. Ook de tweede manche werd door Crowe/Cox gewonnen.
2009

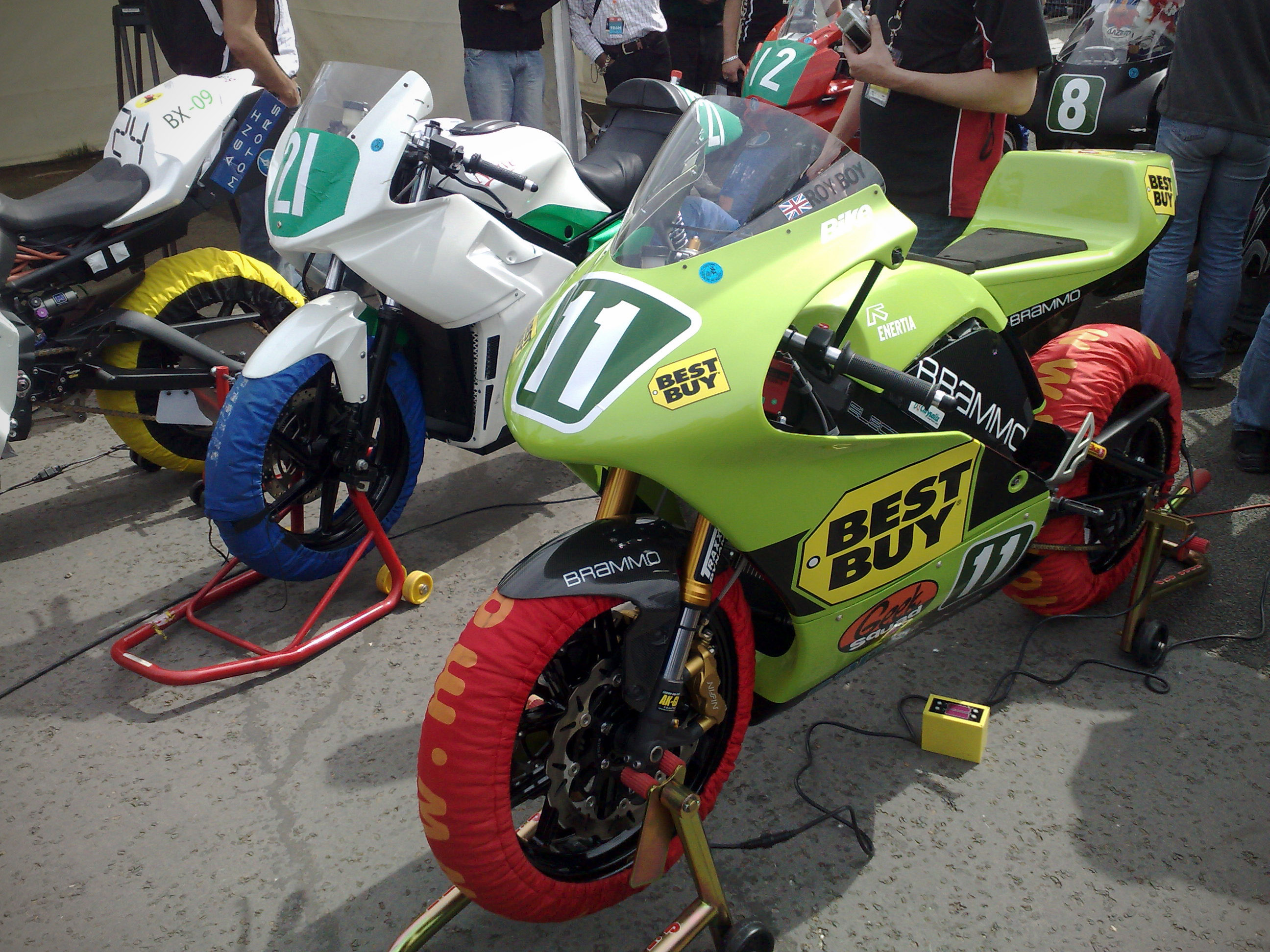
In 2009 vond de eerste wedstrijd met elektrische motorfietsen plaats, volgens het reglement van de TTXGP. In 2010 vormde men een eigen reglement en werd de naam TT Zero

In 2009 kreeg het publiek liefst 14 wedstrijden voorgeschoteld. Op de eerste plaats waren een aantal klassen in twee manches verdeeld: zoals gebruikelijk uiteraard de Sidecar TT, maar ook de Supersport TT, de Lightweight TT en de Ultra-Lightweight TT. Bovendien werden twee klassen voor elektrische motorfietsen ingesteld, volgens het reglement van de TTXGP: de Open Class en de Pro Class. Die laatsten reden vanwege het beperkte bereik van de Lithium-ion-accu's slechts één ronde.
John McGuinness won in de Dainese Superbike TT zijn vijftiende TT met een HM Honda Fireblade. Honda bestond vijftig jaar, en daarom kwam het goed uit dat de eerste vijf plaatsen voor Honda's waren. Ook de eerste manche van de Relentless Supersport TT was voor Honda: Ian Hutchinson won met een CBR 600 RR en opnieuw reden de eerste vijf op een Honda. Bruce Anstey (Suzuki) had echter een voorsprong van tien seconden gehad toen zijn accu leeg raakte en hij de strijd in de laatste ronde bij Brandywell moest staken. De uitgestelde tweede manche werd gewonnen door de jonge Michael Dunlop, een neef van Joey en Robert. Michael reed met een privé Street Sweep/Marlow Construction Yamaha FZR 600 R.
Hutchinson won na zijn overwinning in de eerste Supersport race nog dezelfde dag zijn tweede wedstrijd in de Royal London 360° Superstock TT. Het was een sensationele race, waarbij al in de eerste ronde de leiding vier keer wisselde en herhaaldelijk ronderecords werden gebroken. In deze race werd Jenny Tinmouth de snelste vrouw in de TT ooit met een rondetijd van 116,483 mph. Ze eindigde als 47e. De elektrische motorfietsen startten in twee klassen. De TTXGP Best Buy Pro Class TT werd gewonnen door Robert Barber met een Agni X01 met bijna vier minuten voorsprong op Thomas Schoenfelder (XXL Racing Team). Er kwamen elf machines aan de start, waarvan er zes de finish haalden. De snelheden in de Pro Class waren enigszins vergelijkbaar met de 125 cc Ultra-Lightweight TT, hoewel die op het Billown Circuit reed en niet op de Mountain Course. De Open Class werd gewonnen door Chris Heath (Electric Motorsport). Deze klasse had slechts drie deelnemers. De gemiddelde snelheid lag ongeveer 30 mph lager dan die in de Pro Class.
John McGuinness leek op weg naar zijn zestiende overwinning, maar in de Pokerstars Senior TT brak zijn ketting in de vierde ronde. Hij had toen opnieuw de snelste ronde ooit (131,578 mph) gereden. Door de pech van McGuinness won Steve Plater met een Honda Fireblade de Senior TT. Op het Billown Circuit won Ian Lougher de eerste manche van de Motorsport Merchandise Ultra Lightweight 125 cc TT met een Jackson Special. Met een Barnes Special won hij ook de eerste manche van de Motorsport Merchandise Lightweight 250 cc TT. De tweede manche van de Ultra-Lightweight werd gewonnen door Chris Palmer met een Mannin Honda, maar de tweede manche van de Lightweight TT was opnieuw voor Lougher.
Dave Molyneux grossierde in zijspan-overwinningen. Samen met Daniel Sayle won hij de eerste Sure Sidecar TT race met een Suzuki. Het was de eerste zijspan-overwinning voor Suzuki, maar de veertiende voor Molyneux. De tweede zijspanrace werd afgelast.

### Jaren 2010
| 2010 | - Ian Hutchinson wint vijf wedstrijden in één week. - Lightweight TT niet verreden - Ultra-Lightweight TT afgeschaft                                       |
| 2011 | - Lightweight TT niet verreden |
| 2012 | - Eerste ronde van meer dan 100 mph met een elektrische motorfiets (Michael Rutter, Team Segway MotoCzysz E1pc) - Senior TT niet verreden door slecht weer |

In de Jaren tien waren sponsoren gezichtsbepalend geworden bij de Isle of Man TT. Soms brachten dealers en tuners zelf motorfietsen in, zoals Padgett's en TAS Racing, soms lieten ze die bouwen, zoals de bouwmachinefabrikant HM Plant, die ze door Padgett's liet bouwen. Ook alle klassen hadden hun eigen sponsor, waardoor er in elk geval kleine bedragen als start- en winstpremie konden worden uitgekeerd.
2010

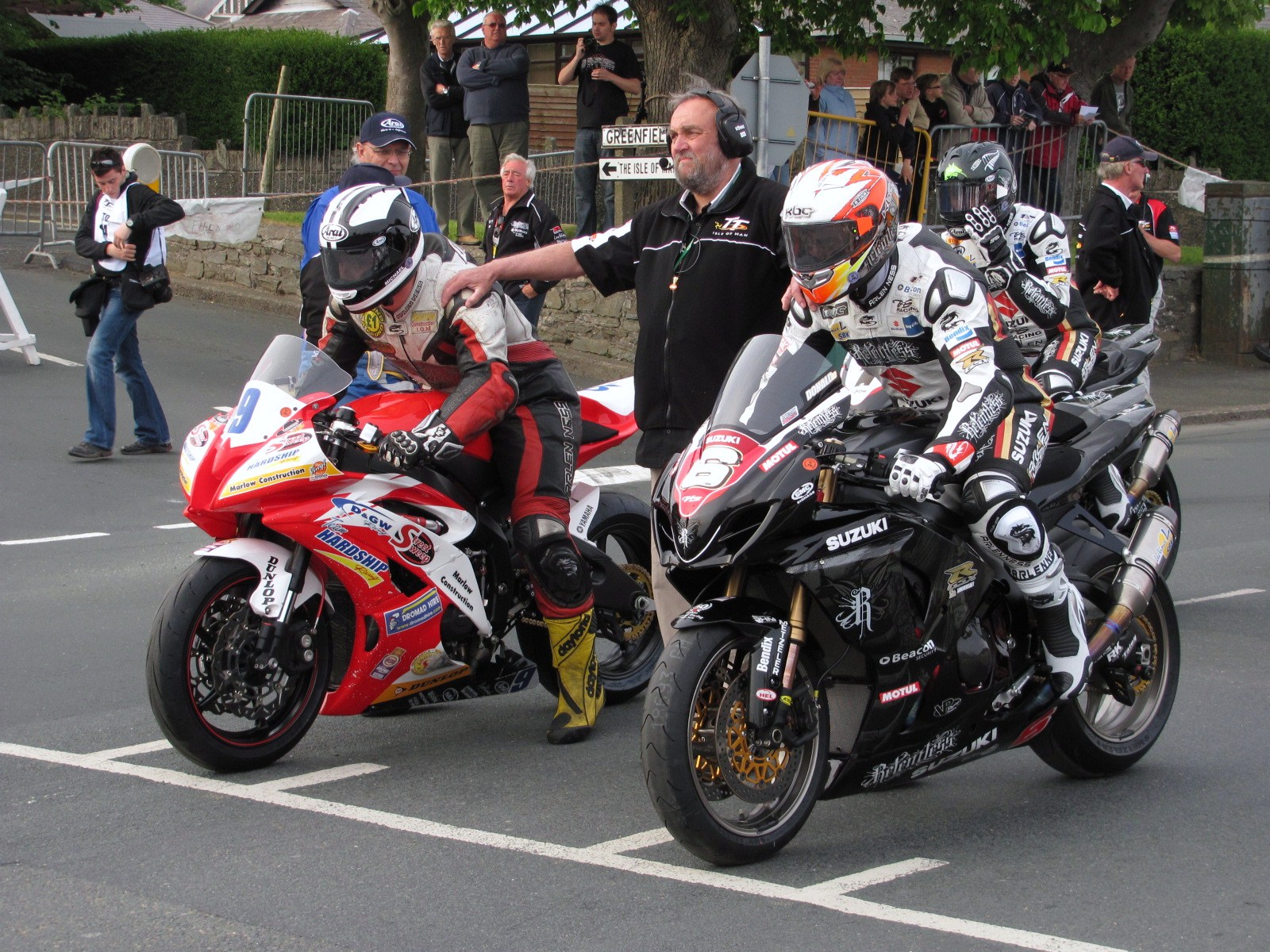
Michael Dunlop en Cameron Donald aan de start van de training in 2010

In 2010 verklaarde het Isle of Man Department of Tourism and Leisure dat men een eigen raceserie voor elektrische motorfietsen zou opzetten, buiten de FIM en de TTXGP om. Zonder bemoeienis van buitenaf kon men het reglement vereenvoudigen. Dit resulteerde in de TT Zero. De Lightweight- en de Ultra-Lightweight TT werden van het programma geschrapt, waardoor het Billown Circuit alleen nog voor de Southern 100 en de Pre-TT Classic gebruikt werd. De eerste training moest worden geschrapt vanwege het weer, maar de "Newcomers Control Lap" de verkenningsronde voor nieuwelingen moest wel doorgaan om hen het circuit te leren kennen. De overige trainingen konden juist in zonnig weer afgewerkt worden.
Uiteindelijk kende de TT in acht wedstrijden slechts drie winnaars: Ian Hutchinson, (vijf overwinningen), Klaus Klaffenböck/Dan Sayle (twee overwinningen) en Mark Miller (één overwinning). John McGuinness (Padgett's Honda) leidde de Pokerstars Superbike TT tot hij door pech uitviel. Daardoor nam Manxman Conor Cummins (McAdoo Kawasaki) de leiding over. Hij reed een snelle ronde van 131,511 mph en Ian Hutchinson (Padgett's Honda) lag op de tweede plaats. Bij de pitstop na de vierde ronde wilde de Kawasaki van Cummins niet starten, en later in de vijfde ronde viel hij helemaal stil. Hutchinson reed gemakkelijk naar de eerste plaats. Guy Martin (Wilson Racing Honda) kreeg dertig seconden straf omdat hij in de pit te snel reed en verloor zijn tweede plaats aan Michael Dunlop (Honda), terwijl Cameron Donald (TAS Suzuki) derde werd. Ian Hutchinson won zijn tweede wedstrijd met de Padgett's Honda CBR 600 RR in de eerste race van de Monster Energy Supersport TT. Guy Martin (Wilson Craig Honda) werd tweede en een zeer teleurgestelde Michael Dunlop (Street Sweep Yamaha FZR 600 R) derde. Dunlop had toen al zijn zinnen gezet op zijn favoriete klasse, de Supersports. In de Royal London 360° Superstock TT evenaarde Ian Hutchinson het record van Phillip McCallen uit 1996: hij won vier wedstrijden in één week met de Padgett's Honda Fireblade. Ryan Farquhar (HMR Kawasaki Ninja ZX-10R) werd tweede.

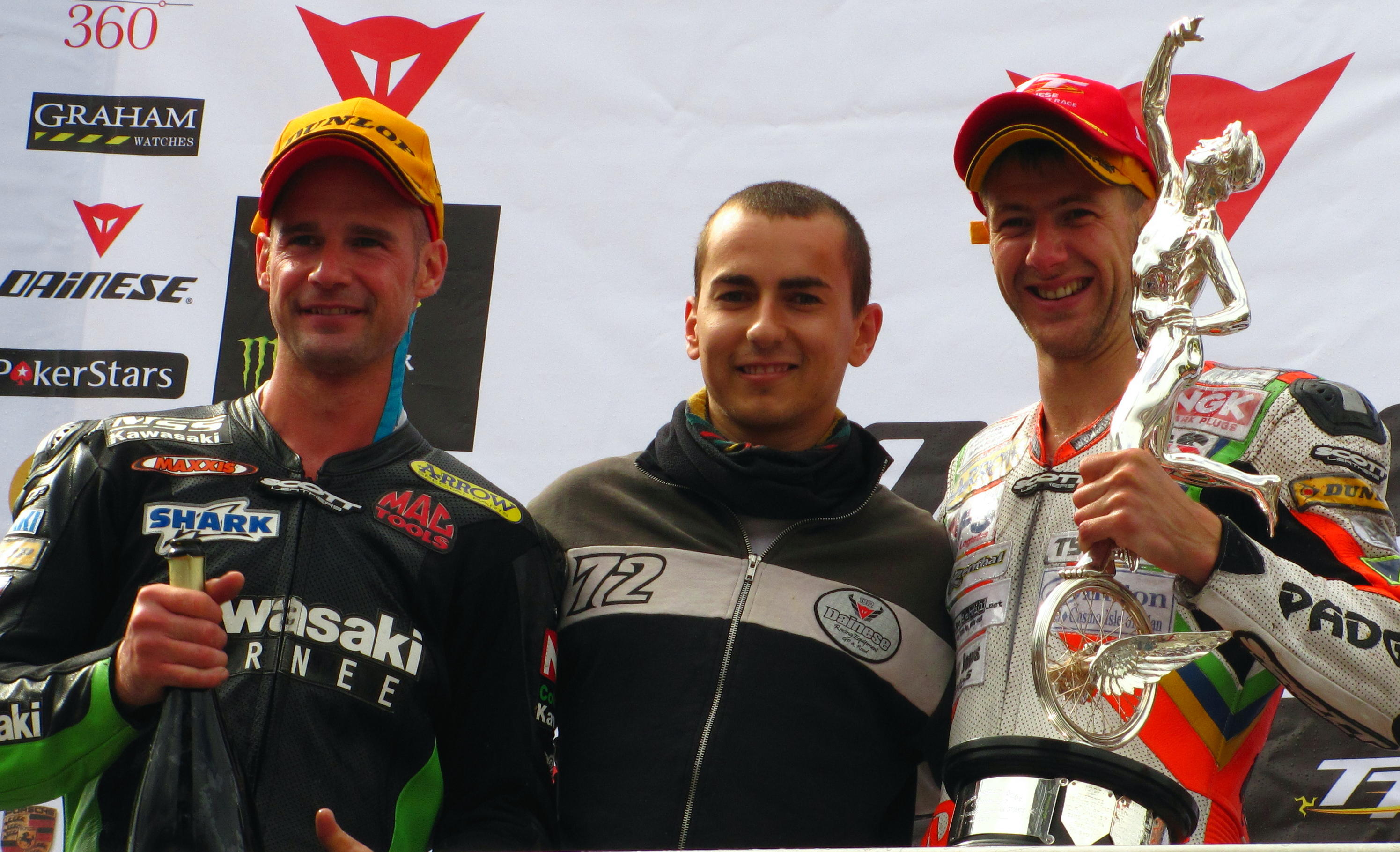
Ian Hutchinson (rechts) naast bezoeker Jorge Lorenzo en Ryan Farquhar na zijn vijfde overwinning in één week in 2010

Bij de start van de Dainese Senior TT keek iedereen uit naar de vijfde overwinning van Ian Hutchinson, die een nieuw record zou betekenen. Aanvankelijk ging het echter tussen Guy Martin (Wilson Craig Honda), die minder dan een halve seconde voorsprong had op Conor Cummins (McAdoo Kawasaki). Halverwege de eerste ronde nam Cummins een kleine voorsprong (0,1 seconde bij Bungalow), maar ook Hutchinson (Padgett's Honda) en John McGuinness (HM Plant Honda) zaten dichtbij. In de derde ronde crashte Guy Martin bij Glen Helen. Zijn motorfiets veranderde in een vuurbal waardoor strobalen, een heg en een veld in brand vlogen. Martin rolde nog honderden meters verder en men vreesde voor zijn leven. Hij hield er een longkneuzing en een beschadigde wervelkolom aan over, maar voor het eerst in de geschiedenis werd een TT-race gestopt voor de bluswerkzaamheden. Na de herstart moesten nog vier ronden gereden worden, en toen nam Hutchinson meteen de leiding. McGuinness viel uit met technische problemen en Cummins crashte, waardoor de overwinning niet moeilijk was. "Hutchy" had bijna een halve minuut voorsprong op Keith Amor (Honda), maar ook die kreeg technische problemen en Ryan Farquhar (McAdoo Kawasaki) werd tweede. Hutchinson brak dus het record met vijf overwinningen en kreeg daarvoor de Joey Dunlop Trophy.

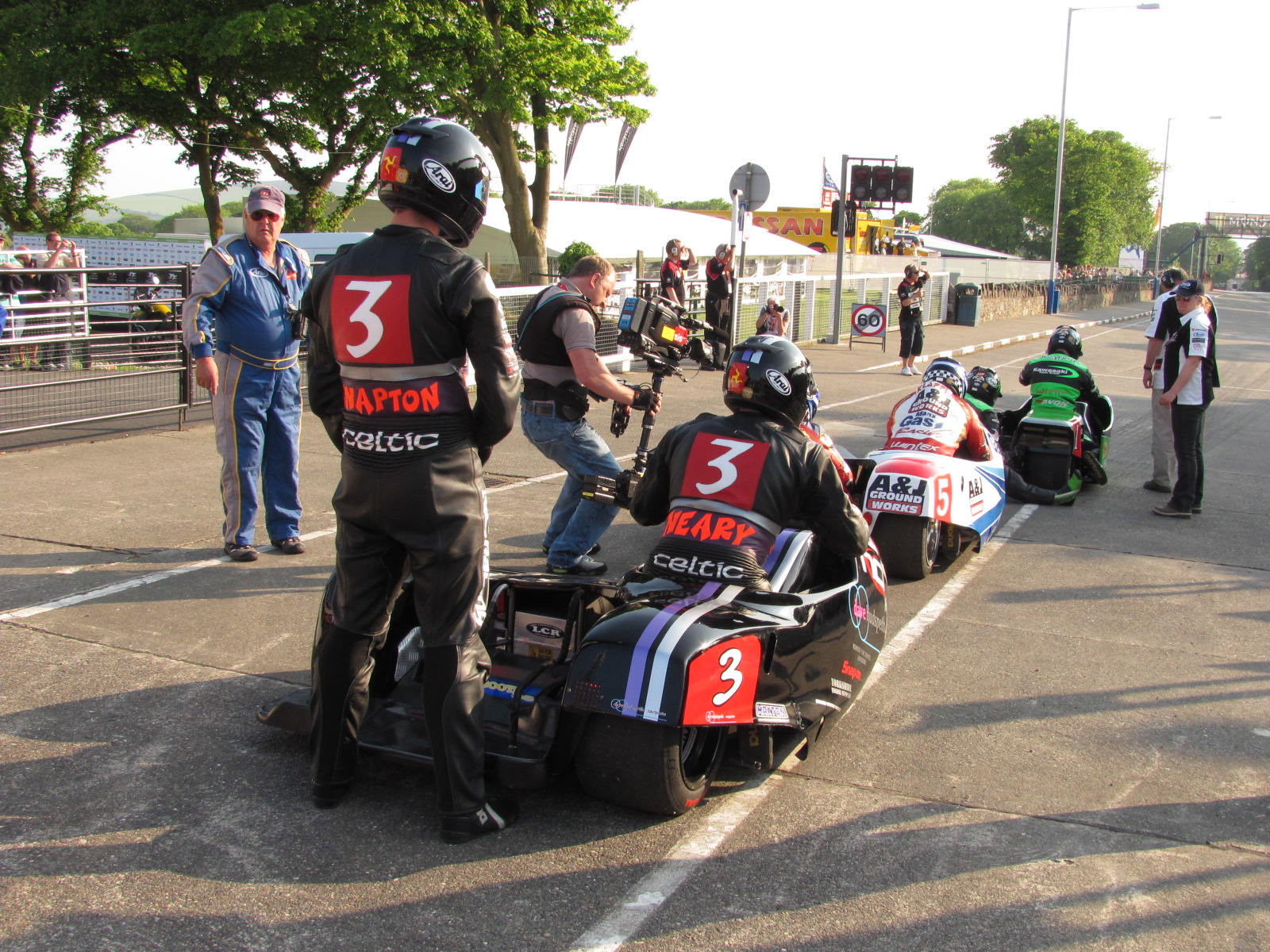
Simon Neary en Paul Knapton wachten op het begin van de training in 2010. In de eerste Sidecar TT race werden ze vierde, in de tweede vielen ze uit

Mark Miller, die in de Senior TT nog 25e was geworden met een BMW S 1000 RR, won de TT Zero met een MotoCzysz met net geen twee minuten voorsprong op Robert Barber met een Agni Motors machine. Klaus Klaffenböck en Dan Sayle wonnen beide Sure Sidecar TT's. Dankzij Klaffenböck haalde voor het eerst sinds 1954 (Rupert Hollaus) weer een Oostenrijker een TT-overwinning.
2011
In 2011 vierde men de honderdste verjaardag van de Snaefell Mountain Course met de "Milestones of the Mountain Course" parade, waaraan onder meer Giacomo Agostini en Phil Read deelnamen. Ian Hutchinson, in 2010 nog de meest succesvolle TT-racer ooit, was in hetzelfde jaar zwaar gewond geraakt bij het Britse Supersport kampioenschap in Silverstone. Hij wilde voor het begin van het seizoen 2011 fit zijn en tekende zelfs bij het team van Swan Yamaha, maar moest zich voor de North West 200 en de Isle of Man TT al terugtrekken.

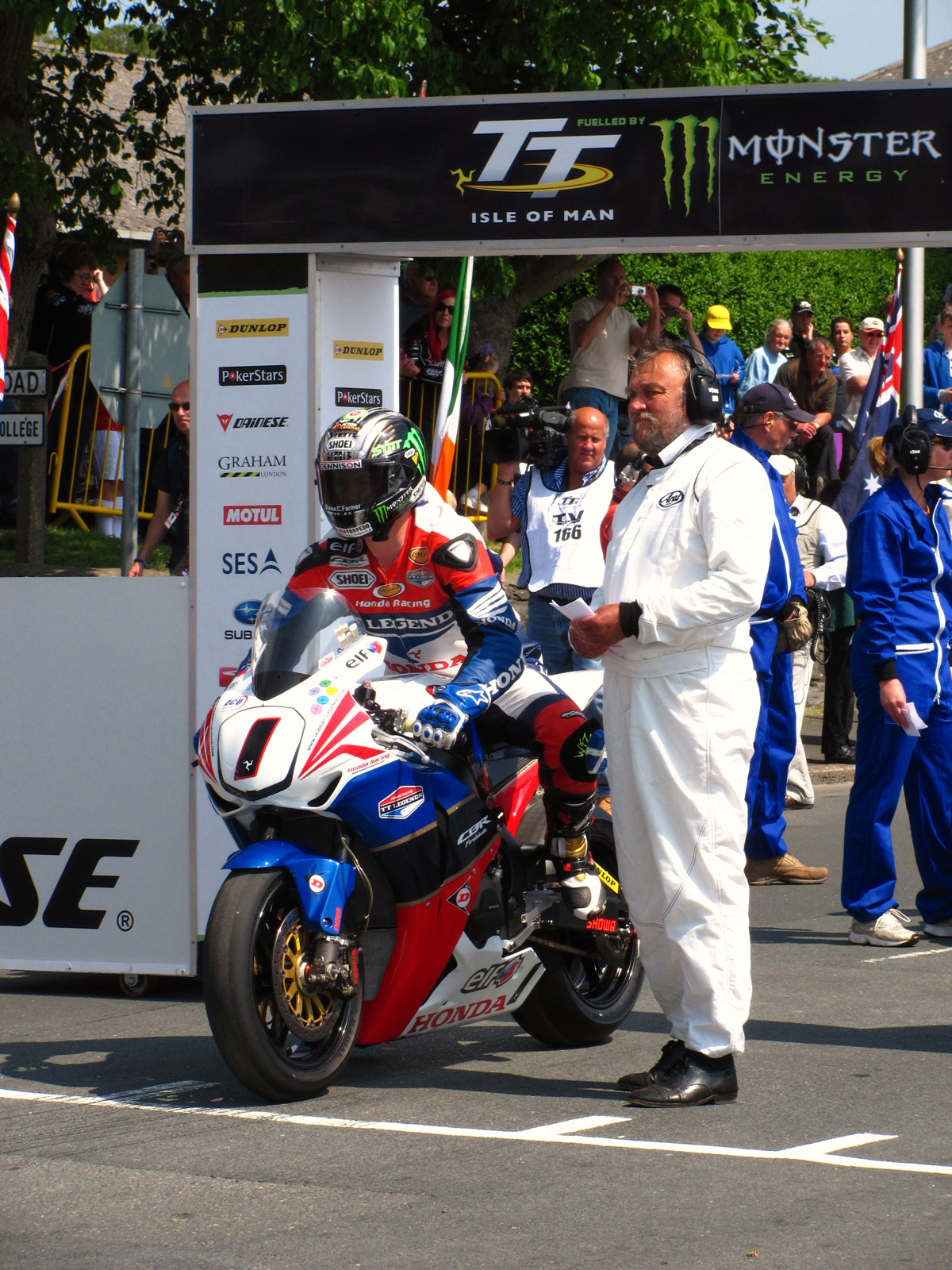
John McGuinness aan de start van de Dainese Superbike TT in 2011, die hij zou winnen

De Dainese Superbike TT werd op zaterdag met mooi weer verreden en gewonnen door John McGuinness met een TT Legends Honda Fireblade. Het was zijn zestiende TT-overwinning. Vanaf de tweede ronde had Bruce Anstey (Padgett's Honda) nog de leiding gehad en een recordronde van 131,378 mph gereden. Bij Glen Helen had hij nog een seconde voorsprong, maar bij de pitstop won McGuinness twaalf seconden. Cameron Donald verloor bijna twee minuten in de pit. Anstey viel bij Quarry Bends uit, waardoor Guy Martin (Relentless by TAS Suzuki) de tweede plaats overnam, terwijl Donald weer naar de vijfde plaats klom. Halverwege de race had McGuinness twintig seconden voorsprong op Martin. Gary Johnson (Honda) was derde, maar kreeg dertig seconden straftijd vanwege een te hoge snelheid in de pitstraat. Donald klom daardoor naar plaats drie. Guy Martin viel in de vijfde ronde uit bij Hillberry Corner waardoor McGuinness nog meer ruimte kreeg. Hij kon ronde zes rustig uitrijden. Donald werd tweede en Johnson derde.
Bruce Anstey (Padgett's Honda) won de eerste Monster Energy Supersport TT race op maandag, ruim acht seconden vóór zijn teamgenoot Keith Amor. Guy Martin, die met zijn Relentless by TAS Suzuki gevallen was bij Creg-ny-Baa, had geluk dat de race een ongeval na twee ronden werd afgevlagd. Daardoor kon hij bij de herstart weer meedoen en derde worden. Tragisch genoeg gold de rode vlag het ongeluk bij Gorse Lea waarbij de Ierse coureur Derek Brien om het leven kwam. Op donderdag werd de tweede race gereden. Het werd de eerste overwinning voor Gary Johnson (East Coast Construction Honda). John McGuinness (Padgett's Honda) werd tweede. Michael Dunlop had al flink wat tegenslag gehad (vijfde in de Superbike TT en uitgevallen in de eerste Supersport TT), maar hij won de uitgestelde Royal London 360° Superstock TT op maandagavond met de Paul Bird Kawasaki Ninja ZX-10R. John McGuinness werd tweede en Guy Martin derde.
MotoCzysz won opnieuw de SES TT Zero Race. Michael Rutter won en zijn teamgenoot Mark Miller werd tweede. Een machine ingeschreven door Kingston University met George Spence aan het stuur werd derde. Rutter miste op 0,396 mph een bonus van 10.000 Pond die was uitgeschreven voor de eerste elektrische motorfiets die sneller dan 100 mph in een ronde reed. Jammer genoeg kende de race slechts vijf deelnemers. John McGuinness won met de TT Legends Honda Fireblade ook de Pokerstars Senior TT, zijn zeventiende TT-overwinning. Hij had aan de streep 7,2 seconden voorsprong op Guy Martin (Relentless by TAS Suzuki) en 15,7 seconden voorsprong op Bruce Anstey (Padgett's Honda). In de eerste ronde had Martin nog geleid vóór Anstey, maar na de eerste pitstop nam McGuinness de tweede plaats al over. Nog in de derde ronde passeerde McGuinness ook Guy Martin. De eerste race van de Sure Sidecar TT werd gewonnen door Klaffenböck/Sayle met de Honda 600. John Holden en Andrew Winkle werden met een LCR tweede, maar ze wonnen de tweede race, waarin Klaffenböck/Sayle slechts vijfde werden. Conrad Harrison en Mike Aylott (Shelbourne 600), die in de eerste race derde waren, werden nu tweede. Tijdens de trainingen waren Bill Currie (67) en zijn passagier Kevin Morgan (59) bij Ballacrye Corner verongelukt.
2012
Het weer speelde in 2012 een grote rol tijdens de Isle of Man TT. Wedstrijden moesten verschoven worden, maar er moesten ook extra pauzes worden ingelast om het normale verkeer op het eiland enigszins door te laten gaan. Voor de Dainese Superbike TT viel het nog mee, die moest slechts een kwartier worden uitgesteld vanwege de mist op de Mountain Section. John McGuinness won met de TT Legends Honda Fireblade. Cameron Donald (Wilson Craig Honda) nam aan het einde van de eerste ronde de leiding korte tijd over en Guy Martin (Tyco Suzuki) was op dat moment tweede. In de tweede ronde pakte McGuinness de leiding terug en stond ze niet meer af. Donald werd tweede, maar Martin werd nog ingehaald door Bruce Anstey (Padgett's Honda).
De Monster Energy Supersport Race 1 was enorm spannend en bleef dat tot aan de finish. De strijd ging tussen Michael Dunlop, Gary Johnson, Cameron Donald, William Dunlop en Ryan Farquhar, maar uiteindelijk won Bruce Anstey (Padgett's Honda) met slechts 0,77 seconden voorsprong op Cameron Donald (Honda). Anstey had zijn laatste ronde zo snel gereden, dat hij van de vierde plaats naar voren kwam. Johnson kwam zonder benzine te staan, waardoor William Dunlop zijn eerste podiumplaats haalde. Hoe nipt de overwinning was bleek pas na de finish, toen ook Anstey's benzine op bleek te zijn. Michael Dunlop (Ard na Mara Homes/McAdoo Suzuki GSX-R 600) won de tweede race, nadat zijn broer William was uitgevallen. Cameron Donald werd voor de derde keer die week tweede. De derde plaats werd met 0,01 seconde beslist in het voordeel van Ryan Farquhar vóór Bruce Anstey. Deze race was uitgesteld tot de woensdagavond, toen het overdag opnieuw mistig was geweest. Door de late start hadden de coureurs nu wel veel last van de laagstaande zon tussen Union Mills en Ballacraine. Hoewel de Royal London 360° Superstock TT de negentiende overwinning voor John McGuinness (Honda Fireblade) opleverde, was het zijn eerste in de Superstock TT. Hij won met 7,8 seconden voorsprong op Michael Dunlop. Het was opnieuw een avondrace, waardoor de laagstaande zon weer een probleem voor de coureurs was. McGuinness leidde echter van start tot finish, hoewel er lange tijd slechts enkele tienden van een seconde tussen hem en James Hillier zaten. In de derde ronde moest McGuinness zelfs rustig de Snaefell afdalen wegens benzinetekort, maar hij bereikte de pit met vier seconden voorsprong. Michael Dunlop was aan een opmars bezig, na een achtste plaats in ronde 1. Hij werd uiteindelijk tweede met de Kawasaki ZX-10R. Ryan Farquhar (Kawasaki ZX-10R) werd derde.

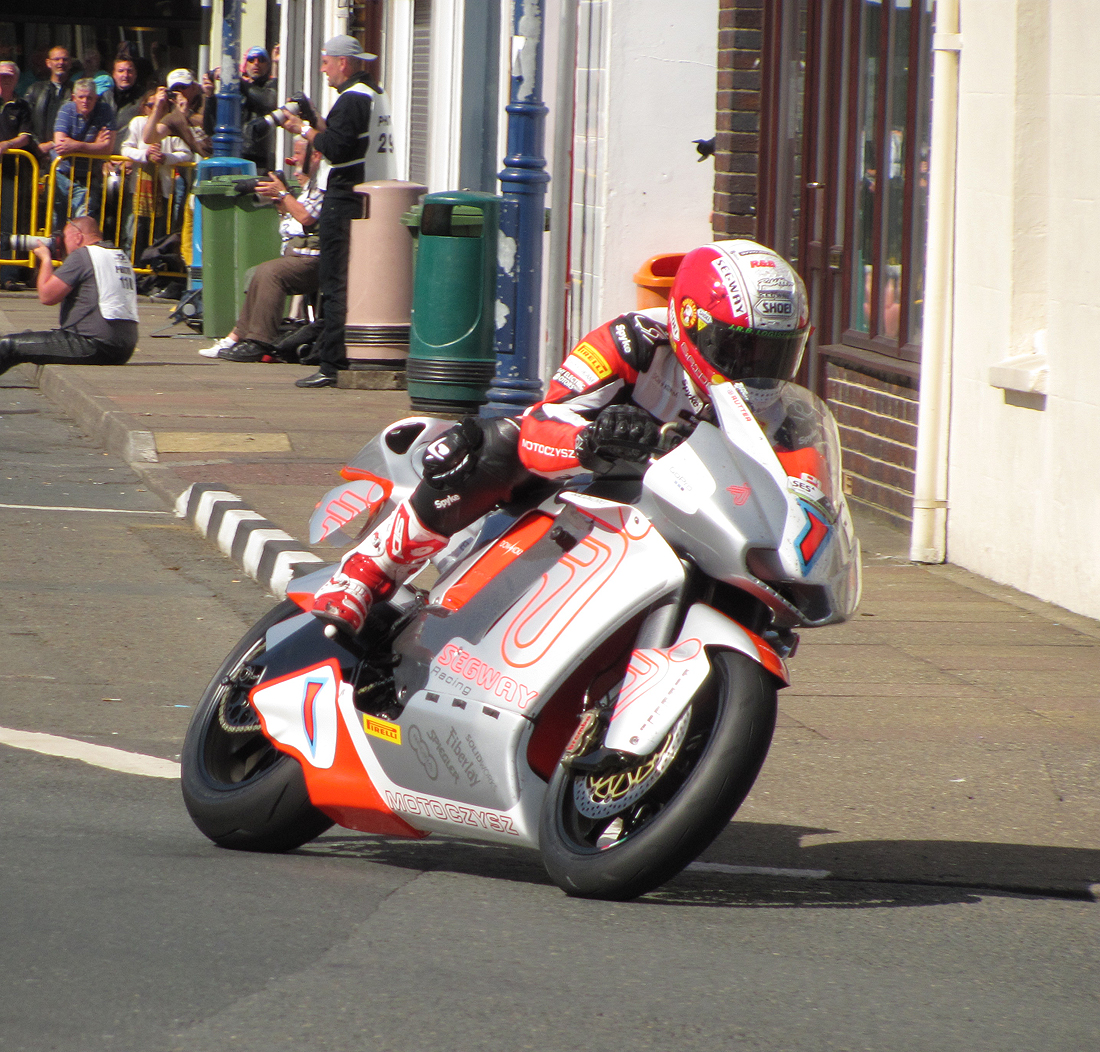
Michael Rutter (Team Segway Racing MotoCzysz E1pc) onderweg naar de eerste ronde van meer dan 100 mph met een elektrische motorfiets (2012)

Michael Rutter schreef geschiedenis in de SES TT Zero toen hij met de Team Segway Racing MotoCzysz E1pc de "Ton" haalde. Omdat deze klasse slechts één ronde aflegde was dit dus een record met staande start. Het leverde hem de bonus van 10.000 pond van het gouvernement van Man op. John McGuinness (Team Mugen Shinden) werd op korte afstand tweede en Mark Miller (Team Segway Racing MotoCzysz E1pc) derde. Dave Molyneux won beide Sure Sidecar TT races, samen met zijn nieuwe bakkenist Patrick Farrance en de DMR Kawasaki zijspancombinatie. In de eerste race werden Ben en Tom Birchall (LCR Honda 600) tweede. In de tweede race werden Tim Reeves en Dan Sayle (LCR Honda 600), die in de eerste race waren uitgevallen, tweede.
De Lightweight TT werd in 2012 in ere hersteld, maar het reglement was helemaal anders: de race stond open voor tweecilinders tot 650 cc, wat de keuze voor de coureurs beperkte tot de Kawasaki ER-6 en de Suzuki SV 650. Bovendien werd niet meer op het Billown Circuit gereden, maar op de grote Mountain Course. Ryan Farquhar won zijn derde TT-race op zaterdagavond met de KMR Kawasaki tijdens de door Bikerpetition.co.uk gesponsorde Lightweight TT. Op deze laatste dag van de Isle of Man TT had het weer de organisatie weer zodanig parten gespeeld, dat de Lightweight TT werd verlaat en de Senior TT uiteindelijk helemaal niet meer kon worden verreden.
| 2010 | 140. | Paul Dobbs           |
| 2010 | 141. | Martin Loicht        |
| 2011 | 142. | Bill Currie          |
| 2011 | 143. | Kevin Morgan         |
| 2011 | 144. | Derek Brien          |
| 2013 | 145. | Yoshinari Matsushita |
| 2014 | 146. | Bob Price            |
| 2014 | 147. | Karl Harris          |

2013
In 2013 herdacht men het feit dat Joey Dunlop dertig jaar geleden zijn eerste TT voor Honda won. Honda organiseerde een galadiner waarbij voormalige teamgenoten Ron Haslam, Roger Marshall, Roger Burnett, Carl Fogarty, Phillip McCallen, Michael Rutter en John McGuinness waren uitgenodigd, maar ook Joey's weduwe Linda en zijn neven Michael en William. McGuinness droeg tijdens de wedstrijden de racekleuren (zwart/rood) die Joey Dunlop in 2000 gedragen had. Michael Dunlop slaagde er net niet in het record van vijf overwinningen van Ian Hutchinson te evenaren: hij won vier wedstrijden. Hoewel Michael zich altijd geconcentreerd had op de Supersport TT won hij de Dainese Superbike TT van 2013 met de TT Legends Honda Fireblade. In de eerste ronde ging Gary Johnson met de Lincs Lifting Ltd Honda Fireblade aan de leiding tot aan Ballaugh Bridge, maar toen nam Dunlop het over en hij bleef voorop tot aan de finish. Achter hem wisselden Johnson, John McGuinness en Guy Martin een aantal malen van positie, maar Johnson haalde de eerste pitstop niet omdat hij bij The Nook al met een lege tank stond. William Dunlop kreeg 30 seconden straftijd voor te hard rijden in de pitstraat. Na de tweede pitstop had Michael Dunlop al meer dan een halve minuut voorsprong en daardoor McGuinness en Cameron Donald op de baan ingehaald. McGuinness had intussen een straf van één minuut gekregen. Toch wist hij zich nog terug te vechten naar de derde plaats, achter Michael Dunlop en Cameron Donald.
Michael Dunlop won ook beide races van de Monster Energy Supersport TT. Op maandagmorgen won hij de eerste met de MD Racing Honda CBR 600. In de eerste ronde nam hij bij Ballaugh de leiding over van zijn broer William en in de tweede ronde haalde hij de voor hem gestarte Bruce Anstey in. Anstey en Michael Dunlop verlieten tegelijk de pit en haalden samen McGuinness, Donald en James Hillier in. Al deze rijders waren eerder dan Michael Dunlop gestart. Michael haalde zijn vijfde overwinning in totaal, gelijk met wijlen zijn vader Robert. Anstey werd tweede en William Dunlop werd derde. Op woensdag won Michael de tweede Supersport race. Die werd drie ronden lang geleid door Bruce Anstey, maar in de laatste ronde sloeg Dunlop toe met een nieuw ronderecord. Anstey werd opnieuw tweede en John McGuinness werd derde. Op maandag, na de overwinning in de eerste Supersport race, won Michael Dunlop ook de Royal London 360° Superstock TT. Gary Johnson ging eerst aan de leiding met de Lincs Lifting Kawasaki Ninja ZX-10R, gevolgd door Dunlop met de MD Racing Hunts Honda Fireblade. Guy Martin was toen nog derde, maar kreeg straftijd na de pitstop en viel uiteindelijk bij Glen Duff uit. Bij het ingaan van de laatste ronde lag Dunlop nog bijna 3 seconden achter Johnson, maar derde man John McGuinness verklaarde na de race dat hij nog nooit iemand zo hard had zien gaan als Michael Dunlop in de laatste ronde. Dunlop won en Johnson, die ook nog een kleine olielekkage kreeg, werd tweede, een halve minuut vóór McGuinness.

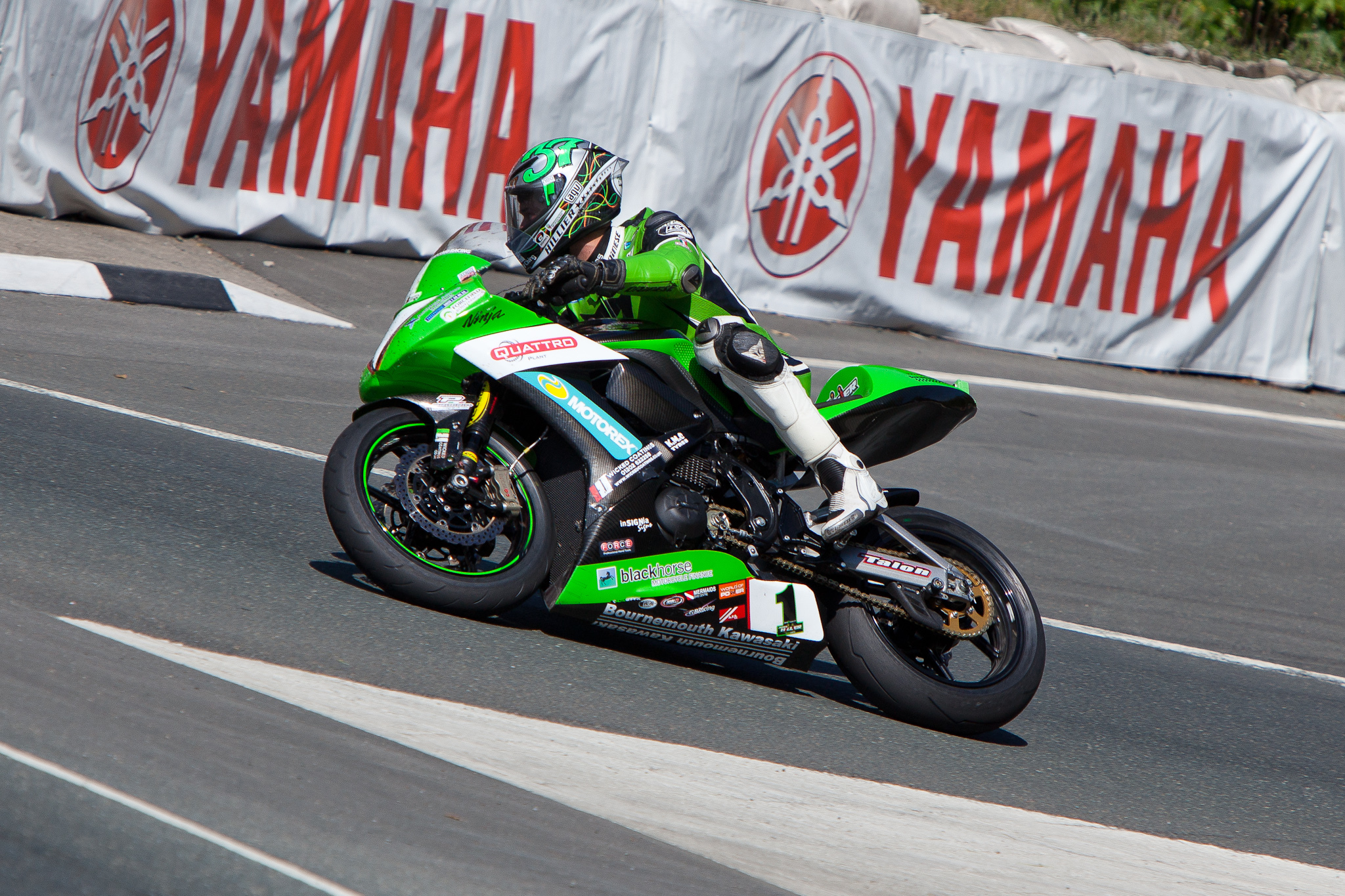
Winnaar van de Lightweight TT James Hillier

Michael Rutter won de SES Zero TT met de laatste versie van de MotoCzysz E1pc. Toch had hij een slechte start en bij Glen Helen reed hij 9 seconden achter John McGuinness (Honda Mugen Shinden Ni). Bij Ballaugh was die achterstand gehalveerd, maar bij Bungalow nog steeds niet helemaal weggewerkt. Op de finish had Rutter 1,672 seconden voorsprong op McGuinness en Rob Barber (Ohio State University) werd derde. Ian Lougher, met meer dan 20 jaar TT-ervaring bezig aan zijn laatste race, reed de Komatti-Mirai machine die eigenlijk bestemd was voor zijn vriend Yoshinari Matsushita, die tijdens de trainingen bij Ballacrye Corner verongelukt was. James Hillier won de BikeSocial.co.uk Lightweight TT met de Quattro Plant Kawasaki. Hoewel de wedstrijd slechts drie ronden duurde, wist hij toch 30 seconden winst te boeken op Dean Harrison (Stuart Smith Racing Kawasaki) en die had weer 35 seconden voorsprong op Conor Cummins (Kawasaki Powered KMR).

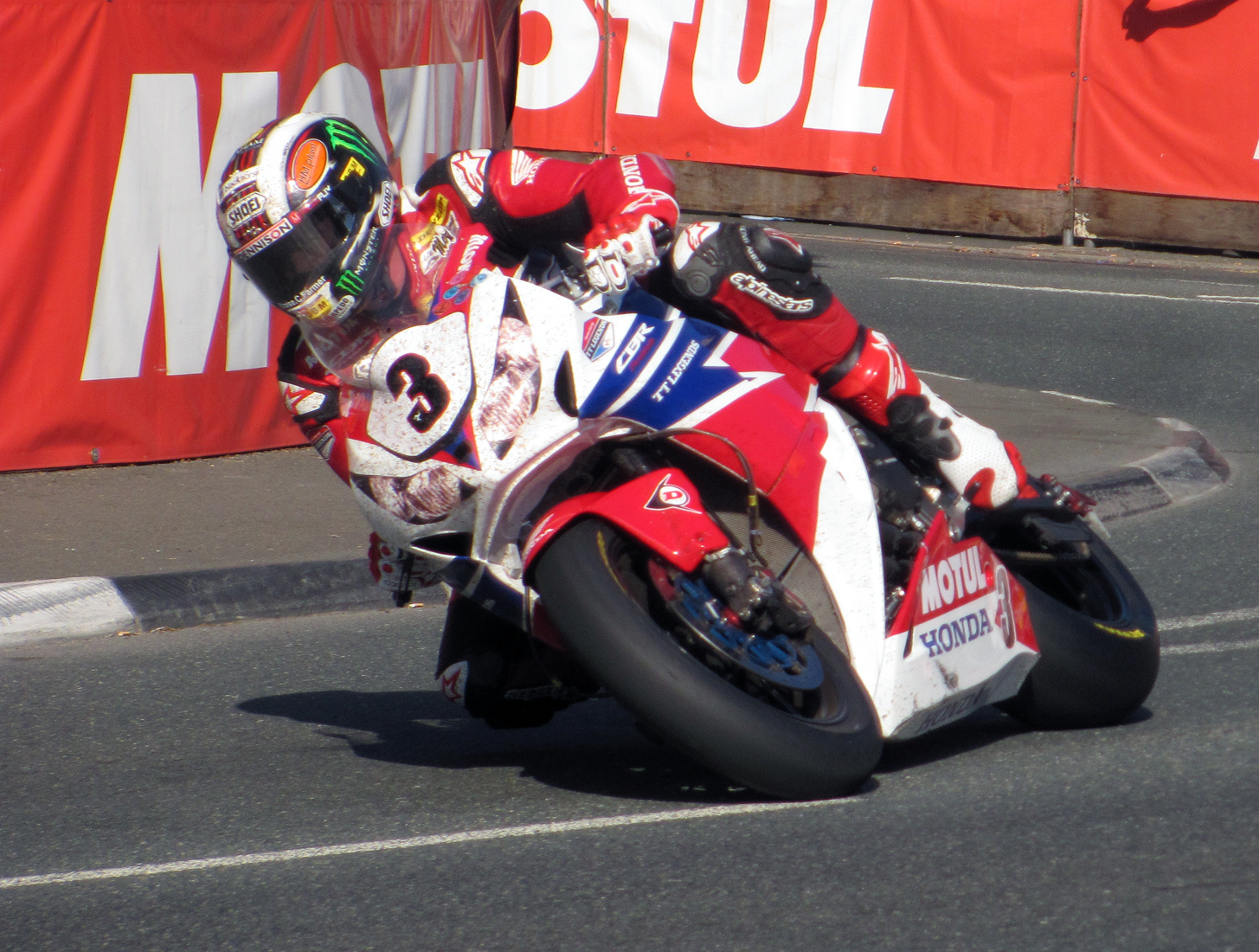
John McGuinness in zijn vijfde ronde van de Senior TT bij Quarterbridge

De Pokerstars Senior TT werd al kort na de start afgevlagd en 3½ uur uitgesteld omdat Jonathan Howarth bij Bray Hill crashte. Bij zijn ongeluk raakten tien toeschouwers gewond. Michael Dunlop moest de wedstrijd eigenlijk winnen, om gelijk te komen met het record van Ian Hutchinson, die in 2010 vijf wedstrijden in één week had gewonnen. Gary Johnson pakte echter de leiding, bij Glen Helen had hij 0,5 seconden voorsprong op William Dunlop die 0,05 seconden sneller was dan zijn broer. John McGuinness was toen nog slechts vijfde. In Ramsey had Michael de leiding, Johnson was tweede en McGuinness derde en na één ronde was McGuinness al tweede. In de tweede ronde sloeg McGuinness toe: bij Ballaugh had hij al enkele honderdsten van een seconde voorsprong, maar na voltooiing van de tweede ronde was dat 2,4 seconden. McGuinness had een snelle pitstop, maar bij Glen Helen in de derde ronde had hij toch slechts 0,5 seconde voorsprong op Michael Dunlop. Na de derde ronde, halverwege de wedstrijd, leidde McGuinness met 2 seconden. In de vierde ronde kon McGuinness zijn voorsprong eindelijk uitbouwen en na de tweede pitstop vertrok hij 7 seconden eerder dan Dunlop. James Hillier, die eerder was gestart, reed zijn ronden met McGuinness mee en leerde volop van hem. Intussen waren na de vijfde ronde de eerste twee posities wel bepaald, maar de strijd om de derde plaats was nog open. Die ging tussen James Hillier en Bruce Anstey. In de laatste ronden reden de eerste vier allemaal sneller dan 131 mph gemiddeld. McGuinness won vóór Michael Dunlop en Anstey werd derde.
De eerste Sure Sidecar TT race werd gewonnen door Tim Reeves en Dan Sayle met 20 seconden voorsprong op Conrad Harrison/Mike Aylott en Dave Molyneux/Patrick Farrance. De race werd eerst geleid door de broers Ben en Tom Birchall, die hun voorsprong zelfs uitbouwden tot ze bij Keppel Gate een heg raakten en daardoor bij Creg-ny-Baa uitvielen met een lekke band. In de tweede race hadden ze meer geluk, die wonnen ze overtuigend na geleid te hebben van start tot finish. Ze haalden al in de eerste ronde de eerder gestarte combinaties van Molyneux, Reeves en Holden in. Reeves/Sayle vielen in de tweede ronde uit waardoor Molyneux/Farrance opschoven naar de tweede plaats. De laatste podiumplaats was voor Harrison/Aylott.

## Trivia

### Meetrappen of niet?
Motorfietsen hadden in de beginjaren nog gewoon pedalen, omdat ze moesten worden aangefietst, maar ook omdat ze niet sterk genoeg waren om hellingen te nemen. Vaak gebeurde de aandrijving van de motor door een riem rechtstreeks vanaf de krukas, maar het aanfietsen met een ketting. Een helling nemen in de regen werd op die manier een onderneming: áls de motor al sterk genoeg was ging de riem slippen. De fietsketting bood dan uitkomst. In nationale reglementen bestonden al aparte klassen voor deelnemers mét en zonder pedalen. Bij de eerste TT van Man niet. Drijvende krachten waren immers de gebroeders Harry en Charlie Collier, en hun eigen merk Matchless had nog pedalen. Na de overwinning van Charlie in de eerste TT kwamen er protesten van de rijders van Triumph. Dankzij het uitwijken naar de St John's Short Course werd de klim van Ramsey naar Creg-ny-Baa weliswaar vermeden, maar Creg Willey's Hill was nog zo steil dat Charlie stevig moest meetrappen om boven te komen. De Triumphs hadden geen pedalen en daardoor verloor Jack Marshall de race. In 1907 werden pedalen dan toch verboden en dat hielp inderdaad: Marshall won de eencilinderklasse.

### Zuur op de weg
In 1907, toen de wegen nog onverhard waren, probeerde de organisatie het stof tegen te gaan door een zuuroplossing over de wegen te gooien. Die brandde gaten in de kleding van de coureurs en het experiment werd niet herhaald.

### Slachtoffers
Sinds 1907 ligt het gemiddelde slachtofferaantal alleen op de Mountain Course per jaar op ruim 2,4. De eerste was Victor Surridge, die in 1911 verongelukte bij Glen Helen. Zijn dood leidde tot een boycot van een aantal fabrikanten in 1912. Al snel werd de Isle of Man TT zó omstreden, dat in 1953 de Solituderennen werden geboycot door een groot aantal coureurs, maar de veel gevaarlijker TT niet. Er vallen niet alleen slachtoffers onder coureurs; in 2012 stond de teller bij marshals, politiefunctionarissen, omstanders en toeschouwers op acht en tijdens onofficiële trainingen en "paradelaps" op vijf. In 2012 was het totaal aantal slachtoffers tijdens de Manx Grand Prix en de Isle of Man TT 253. Onder de slachtoffers waren ook "grote" coureurs. Surridge was al niet de minste; hij was fabrieksrijder voor Rudge en recordhouder op Brooklands. Frank Walker verongelukte in 1914 bij St Ninian's Crossroads nadat hij al gefinisht was. Zijn zicht op de finishlijn werd hem ontnomen door de toeschouwers en hij reed volgas tegen een houten hek. Hij werd postuum derde. In 1927 verongelukte Archie Birkin met een McEvoy bij Rhencullen. Deze bocht in Kirk Michael kreeg zijn naam: Birkin's Bend. Karl Gall was fabrieksrijder voor BMW. Hij verongelukte met de BMW RS 500 compressorracer tijdens de training in 1939 bij Ballaugh Bridge. Les Graham was de allereerste wereldkampioen in de 500cc-klasse. In 1953 verongelukte hij met een MV Agusta 500 4C bij de kruising Bray Hill-Quarterbridge Road. Tom Phillis verongelukte in 1962 met een Honda RC 170 bij Laurel Bank. Hij had drie races in de 250cc-klasse met een podiumplaats afgesloten en werd daardoor postuum vierde in het wereldkampioenschap. Santiago Herrero leidde het wereldkampioenschap 250 cc toen hij in 1970 met zijn Ossa verongelukte ter hoogte van de 13th Milestone in Kirk Michael. Manfred Stengl verongelukte in 1992 met een Suzuki bij de 33e mijlpaal tussen Windy Corner en Keppel Gate. Stengl was als motorcoureur minder bekend, maar wel als rodelaar en bobsleeër. In 1964 was hij samen met Josef Feistmantl olympisch kampioen bij het heren-dubbel rodelen. In 1975 won hij een bronzen medaille bij het wereldkampioenschap bobsleeën in de viermansbob. David Jefferies was een grootheid in de Isle of Man TT. In 1999 won hij de Senior TT, de Production TT en de Formula One TT en werd hij tweede in de Junior TT. In 2000 won hij de Senior TT, de Junior TT, de Production TT en viel hij uit in de Formula One TT. In 2002 won hij de Formula One TT en de Production TT, maar in 2003 verongelukte hij met een Suzuki tijdens de training bij Crosby. Pittig detail is dat verschillende slachtoffers op het lokale kerkhof begraven worden, dat langs het racecircuit ligt.

### Suffragettes?
De weging en keuring vond in de beginjaren een dag vóór de races plaats. De racemotoren werden opgeslagen onder een markies in het rennerskwartier onder toezicht van een functionaris van de Auto-Cycle Union en één politieagent. In 1914 stond er echter een groep soldaten met geplaatste bajonet op wacht. Het gerucht ging dat de Suffragettes de machines wilden saboteren. In 1913 hadden ambtenaren van de Highway Board bij Kirk Braddan, Pear Tree Cottage en Bray Hill grote aantallen glasscherven gevonden en bij Creg Willey's Hill lagen spijkers op de weg. De betrokkenheid van de Suffragettes werd wel vermoed, maar nooit bewezen.

### Pechseizoenen
Hoewel de Isle of Man TT bijna altijd geplaagd wordt door al dan niet dodelijke ongevallen en slecht weer, springen een paar seizoenen er uit:
- 1970: In 1970 viel er een recordaantal doden: zes. Daaronder was de leider in de 250cc-klasse van het wereldkampioenschap, Santiago Herrero.
- 1986: In 1986 vielen er "slechts" vier doden, maar Eugene McDonnell kwam om bij een bizar ongeval. Het werd eigenlijk ingeleid door een val van Brian Reid in de Junior TT. Reid crashte bij Ballaugh Bridge. Hij werd afgevoerd met een helikopter, maar het geluid daarvan maakte een paard aan het schrikken. Het dier sprong over een aantal hekken op het circuit en McDonnell reed het aan. Hij was op slag dood. Zijn motorfiets raakte enkele geparkeerde auto's en vloog daarna in een lokale garage in brand. Gedurende de hele week moesten wedstrijden worden ingekort en soms zelfs enkele dagen worden uitgesteld door het slechte weer.

### Records maar geen finish
Jimmie Simpson was geabonneerd op ronderecords. In 1924 was hij de eerste die een ronde sneller dan 60 mph reed, maar hij viel met zijn AJS uit. In 1925 reed hij als eerste een ronde van meer dan 70 mph, opnieuw met een AJS, maar hij viel weer uit. In 1931 reed hij met een Norton als eerste een ronde boven de 80 mph, en weer haalde hij de finish niet.

### Niet gereden
Een aantal malen moest de Isle of Man TT worden afgelast of werd zelfs jarenlang niet gereden: van 1915 tot 1919 vanwege de Eerste Wereldoorlog, van 1940 tot 1946 vanwege de Tweede Wereldoorlog, in 2001 vanwege de mond-en-klauwzeer-crisis. In 2012 moest de Senior TT vervallen wegens bijzonder slecht weer. In 2020 werd de gehele TT afgelast vanwege de SARS-CoV-2 pandemie.

### Vrouwen in de Isle of Man TT
Inge Stoll was in 1954 de eerste vrouw die (als bakkeniste van Jacques Drion) in de Tourist Trophy reed. Ze werden vijfde in de Sidecar TT met een Norton. In 1957 namen ze weer deel, maar toen vielen ze uit. Marie Lambert reed in 1961 in de Sidecar TT samen met haar man Claude. Bij Gob-ny-Geay crashten ze en Marie verloor daarbij het leven. Beryl Swain was de eerste vrouwelijke solo-coureur in de TT. In 1962 werd ze tweeëntwintigste in de 50 cc TT met een Itom. Het was haar enige grote wedstrijd ooit: De organisatie trok haar licentie in omdat de motorsport te gevaarlijk zou zijn voor vrouwen. Dit verbod bleef bestaan tot in 1978. Toen werd Hilary Musson vijftiende in de Formula Three TT. Hillary was liever in de Manx Grand Prix gestart, omdat het niveau daar lager lag, maar daar bleef het "vrouwenverbod" geldig tot in 1989. Hilary bleef tot in 1985 op Man racen, maar raakte in 2007 zwaargewond toen ze als marshal werkte bij de 26e mijlpaal. Tijdens de training van 1999 verongelukte een 40-jarige onderwijzeres uit Lelystad, Bernadette Bosman, die bakkeniste was van de Duitser Helmut Lunemann. Ze viel in Kirk Michael uit het zijspan, maar Lunemann miste haar pas 8 kilometer verder, bij Sulby Bridge, toen hij door marshals werd tegengehouden. Opmerkelijk genoeg startte Lunemann met een vervangende bakkenist, Chris McGahan, gewoon in de Sidecar TT's. In 2004 werd Maria Costello met een Suzuki GSX-R 1000 de snelste vrouw ooit met een rondetijd van 114,73 mph. In 2009 werd haar tijd verbeterd door Jenny Tinmouth (Honda CBR 1000 RR Fireblade), die 116,483 mph reed.

### Mad Sunday
Een van de grootste bedreigingen voor de Isle of Man TT is het gevaarlijke gedrag van bezoekers tijdens "Mad Sunday". Op die zondag mag iedereen het circuit gebruiken, en door het ontbreken van een maximumsnelheid op grote delen van de weg worden er vaak onverantwoordelijke snelheden gehaald. Er worden echter wel degelijk maatregelen genomen om dit te beperken. Enkele delen zijn teruggebracht naar eenrichtingverkeer (het hele weekend van Ramsey Hairpin tot Creg-ny-Baa en op Mad Sunday helemaal van Ramsey naar Douglas). Daardoor moeten snelle rijders wel aansluiten achter het normale lokale verkeer dat ook van de weg gebruik maakt. Het eenrichtingverkeer lokt echter ook hard rijden uit omdat er geen tegenliggers zijn. Sinds 2007 het 100-jarig bestaan van de TT races wordt de mountain section (Ramsey Hairpin tot Greg ny Baa) gedurende de volledige 10 dagen eenrichtingsverkeer zonder snelheidslimiet. Dit werd gedaan omdat voor het 100-jarig bestaan bijna een verdubbeling van het aantal bezoekers werd verwacht. Achteraf bleek dat er door het 10 dagen aan een stuk eenrichtingsverkeer minder druk was op de mountain sectie en er minder ongevallen plaatsvonden. Vanaf 2019 is de mountain sectie nog het enige deel van het circuit waar de snelheid onbeperkt is, op de rest van het circuit geld een beperking van 60 mijl per uur.

### Meten met twee maten
In 1966 werd Max Deubel door de ACU geholpen, nadat hij zijn laatste race met 0,2 seconde verloren had van Fritz Scheidegger. Vier uur na de wedstrijd besloot men Scheidegger te diskwalificeren. Hij had namelijk gewone Esso handelsbenzine getankt (en dit voor de wedstrijd gemeld) omdat hij geen contract had met een benzinemaatschappij. Men vond een regeltje in het reglement waarin stond dat rijders zonder brandstofcontract de door de organisatie verstrekte benzine van Shell of BP moesten gebruiken. Scheidegger had van zijn "normale" pompbenzine zeker geen voordeel gehad en het bovendien eerlijk gemeld. De muggenzifterij van de ACU ontmoette weinig respect van de internationale pers en Scheidegger kondigde aan zijn carrière te beëindigen als de diskwalificatie bleef staan. Zijn protest bij de "internationale" jury die voornamelijk uit Britten bestond werd onmiddellijk afgewezen. Een andere regel verbood een coureur meer dan 500 km op een dag te racen. Dat was een veiligheidsaspect dat al eerder door Hailwood was gerespecteerd toen hij in de DDR de 350cc-klasse liet schieten om zodoende in de 500cc-klasse te kunnen starten zonder de 500 km te overschrijden. Tot Hailwood op één dag aan de Lightweight 125 cc TT (182,2 km) en de Junior TT (355,1 km) deelnam, want toen reed hij 537 km. Maar Hailwood was een Brit en ineens had de organisatie veel minder interesse in de handhaving van de reglementen.